# Palazzi di Parma
Per palazzi di Parma si intendono gli edifici pubblici e privati presenti nella città di Parma di rilievo architettonico, storico e artistico.

## Principali palazzi pubblici situati nel quartiere Parma Centro

### Palazzo della Pilotta

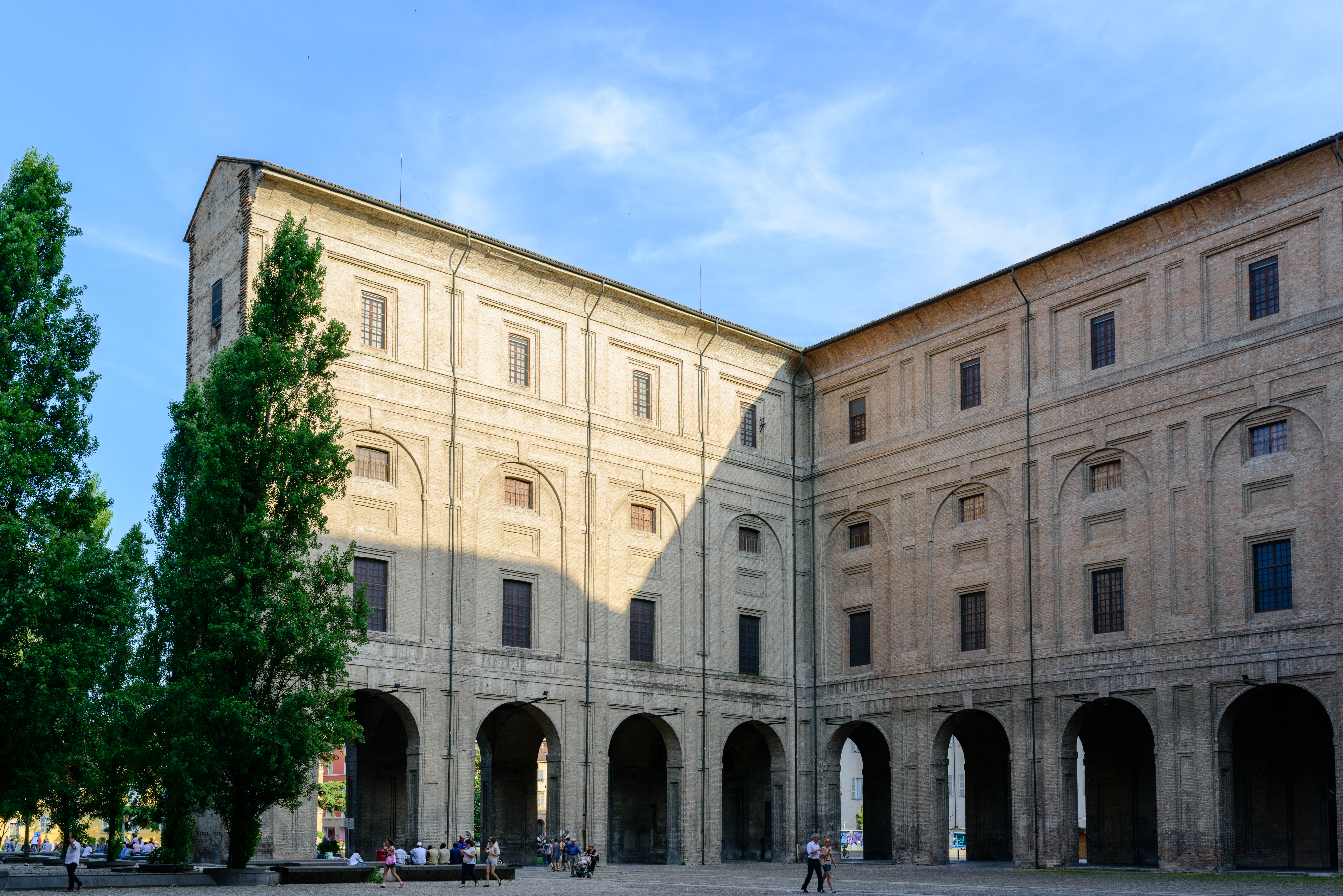
Palazzo della Pilotta

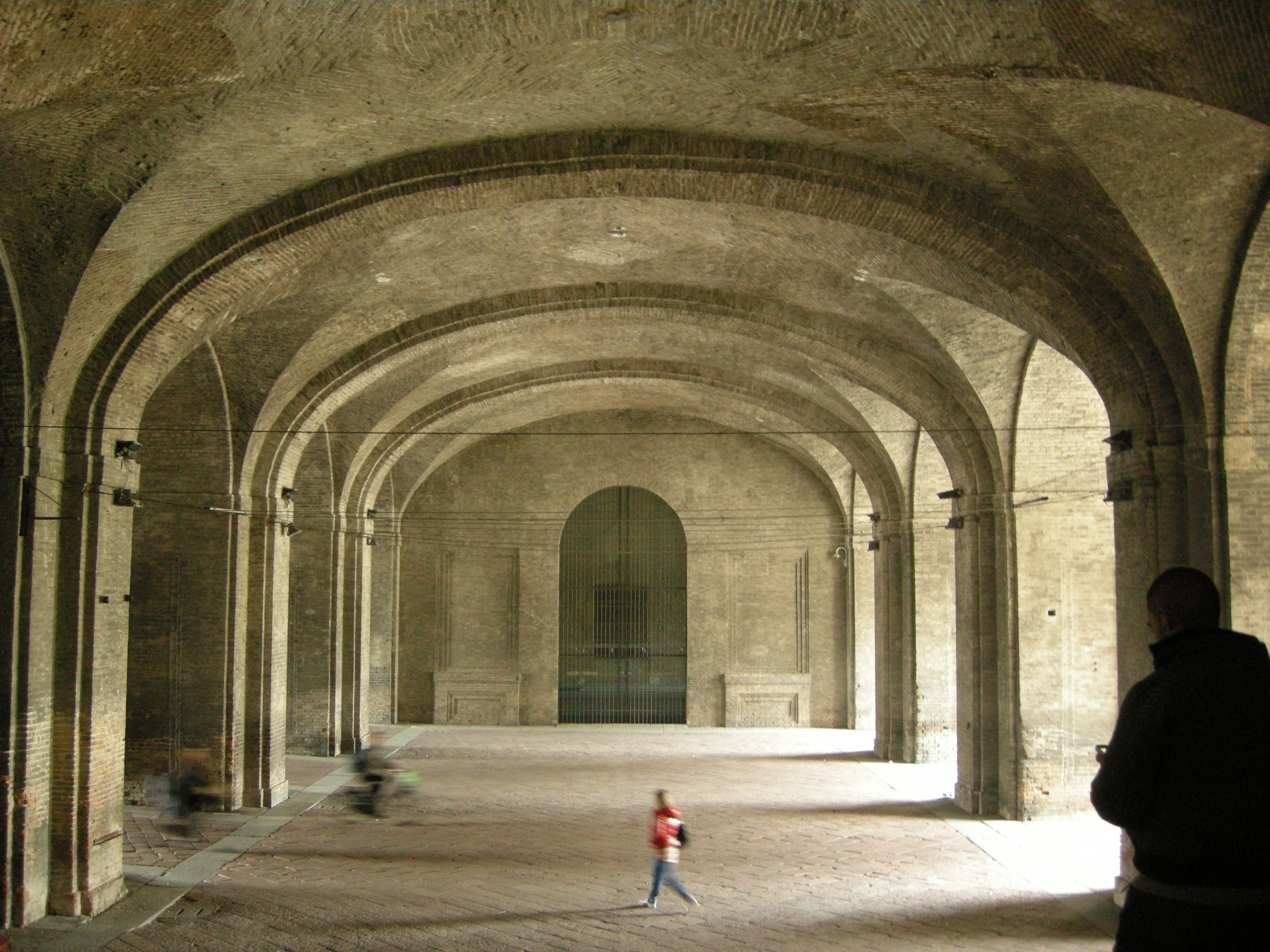
Voltoni della Pilotta

Enorme palazzo sviluppato attorno a tre corti tra cui il grande Cortile del Guazzatoio (ove i soldati spagnoli praticavano il gioco nobiliare della pelota, da cui deriva il nome del palazzo), si erge nel pieno centro cittadino tra l'ampio spazio verde del piazzale della Pace e il Lungoparma. La sua costruzione, quale contenitore di tutti i servizi della Corte e dello Stato, iniziò attorno al 1580 su progetto attribuito a Francesco Paciotto, durante gli ultimi anni del ducato di Ottavio Farnese, sviluppandosi attorno al "Corridore", un lungo braccio rettilineo su pilastri; pochi anni dopo, nel 1602, il nuovo duca Ranuccio I Farnese affidò il progetto di ampliamento a Simone Moschino, ma il cantiere si bloccò nel 1611, lasciando l'edificio in parziale stato di incompletezza. Il palazzo fu poi parzialmente distrutto, assieme all'adiacente Teatro Reinach, da un bombardamento aereo del maggio 1944. Al suo interno, cui si accede attraverso un imponente scalone a forbice coperto da cupola progettato da Simone Moschino, sono attualmente presenti la Galleria Nazionale, il Teatro Farnese, il Museo archeologico nazionale, la Biblioteca Palatina, il Museo Bodoniano e l'istituto d'Arte Paolo Toschi.

### Palazzo della Provincia

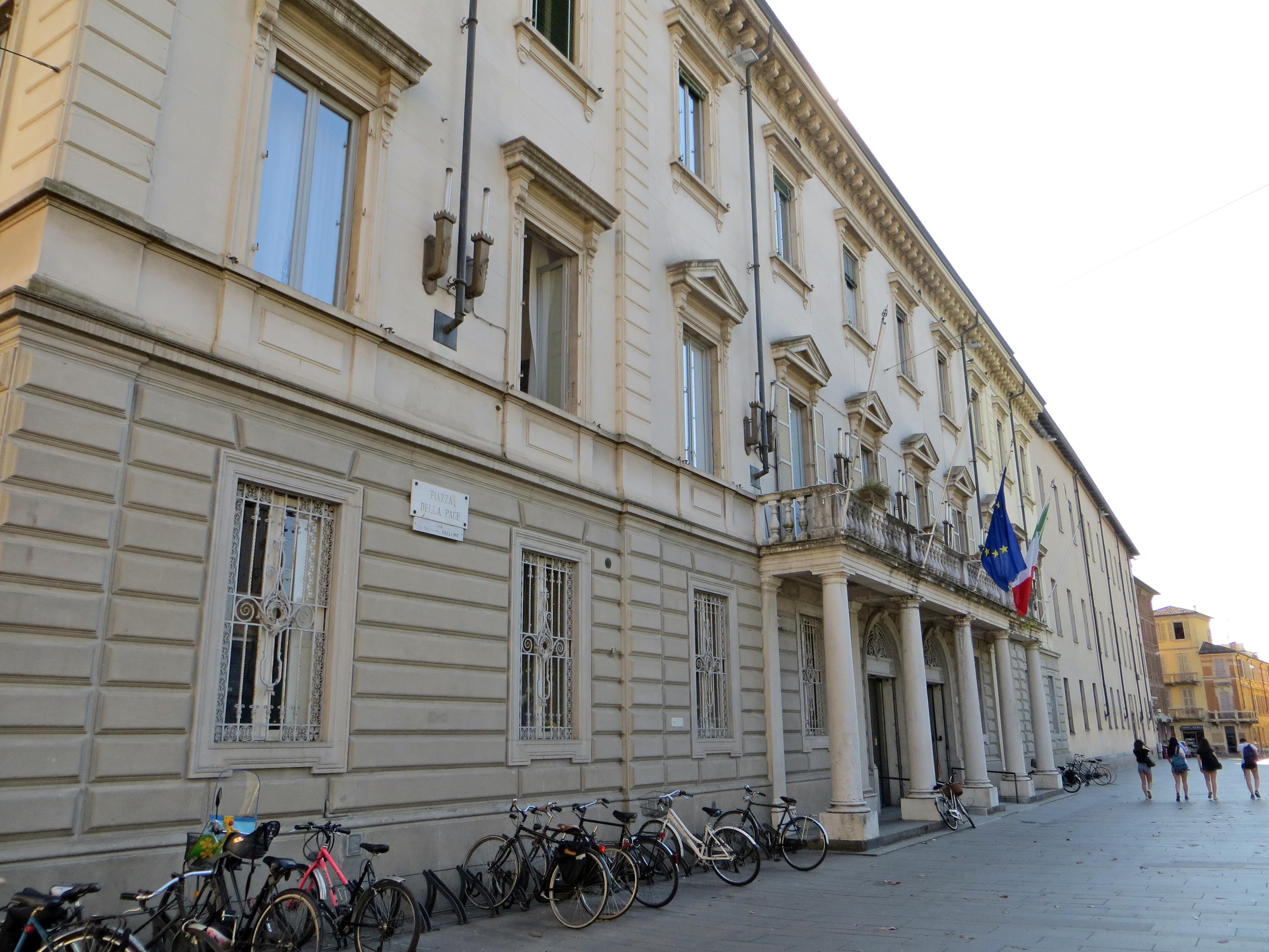
Palazzo della Provincia

Palazzo pubblico, sorge sul lato sud di piazzale della Pace. Fu costruito per volere della duchessa Maria Luigia tra il 1833 e il 1841, su progetto dell'architetto Nicola Bettoli, quale palazzo del Corpo di guardia, in adiacenza al perduto Palazzo Ducale; fu poi sopraelevato e modificato nel 1913; parzialmente danneggiato dai bombardamenti del 1944, fu ristrutturato nel dopoguerra. All'interno conserva opere di valore; di pregio risulta in particolare la Sala Consiliare, affrescata da Armando Pizzinato tra il 1953 e il 1956.

### Palazzo di Riserva

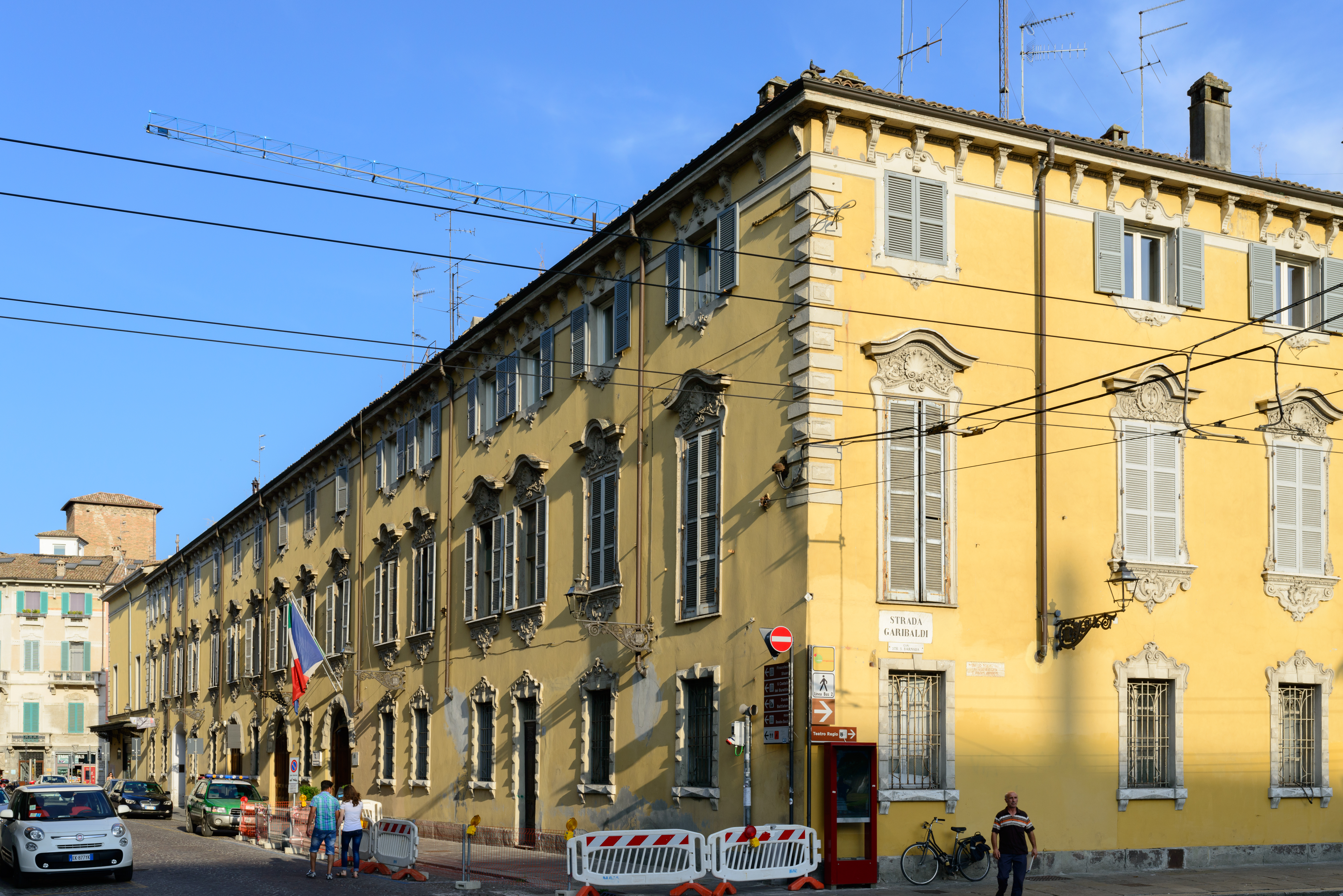
Lato nord del palazzo di Riserva

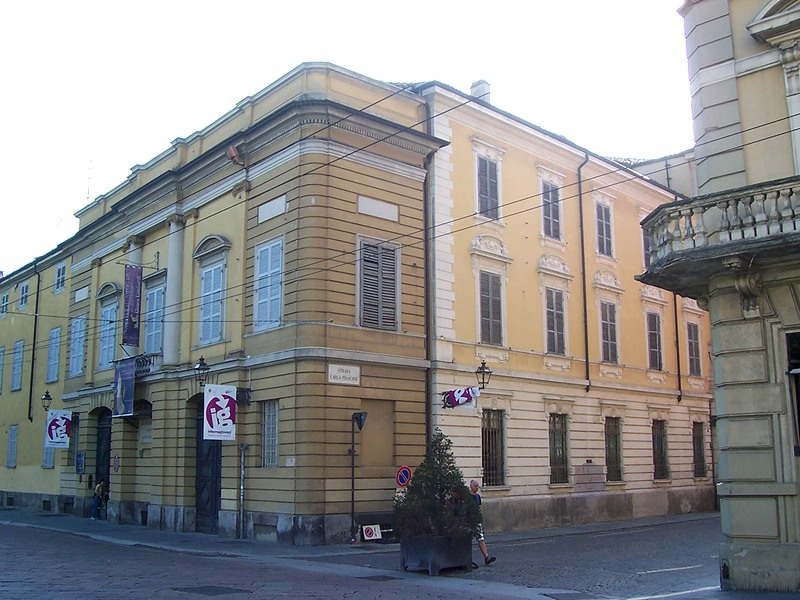
Ala neoclassica del palazzo di Riserva

Importante edificio settecentesco, è situato a due passi dal Duomo su un lato del grande piazzale della Pace. Fu costruito a partire dal 1673 per volere del duca Ranuccio II Farnese, ma fu solo attorno al 1750 che fu completamente ristrutturato per volere di Filippo di Borbone, nell'ottica di organizzare un nuovo assetto delle residenze ducali cittadine, realizzandovi le due facciate in stile Luigi XV; il nuovo duca Ferdinando incaricò nel 1766 il Petitot di ristrutturare una buona porzione del piano nobile e di riprogettare la facciata ovest in forme neoclassiche. Attualmente una parte dell'ala del palazzo lungo strada Garibaldi ospita il museo Glauco Lombardi.

### Palazzo delle Poste

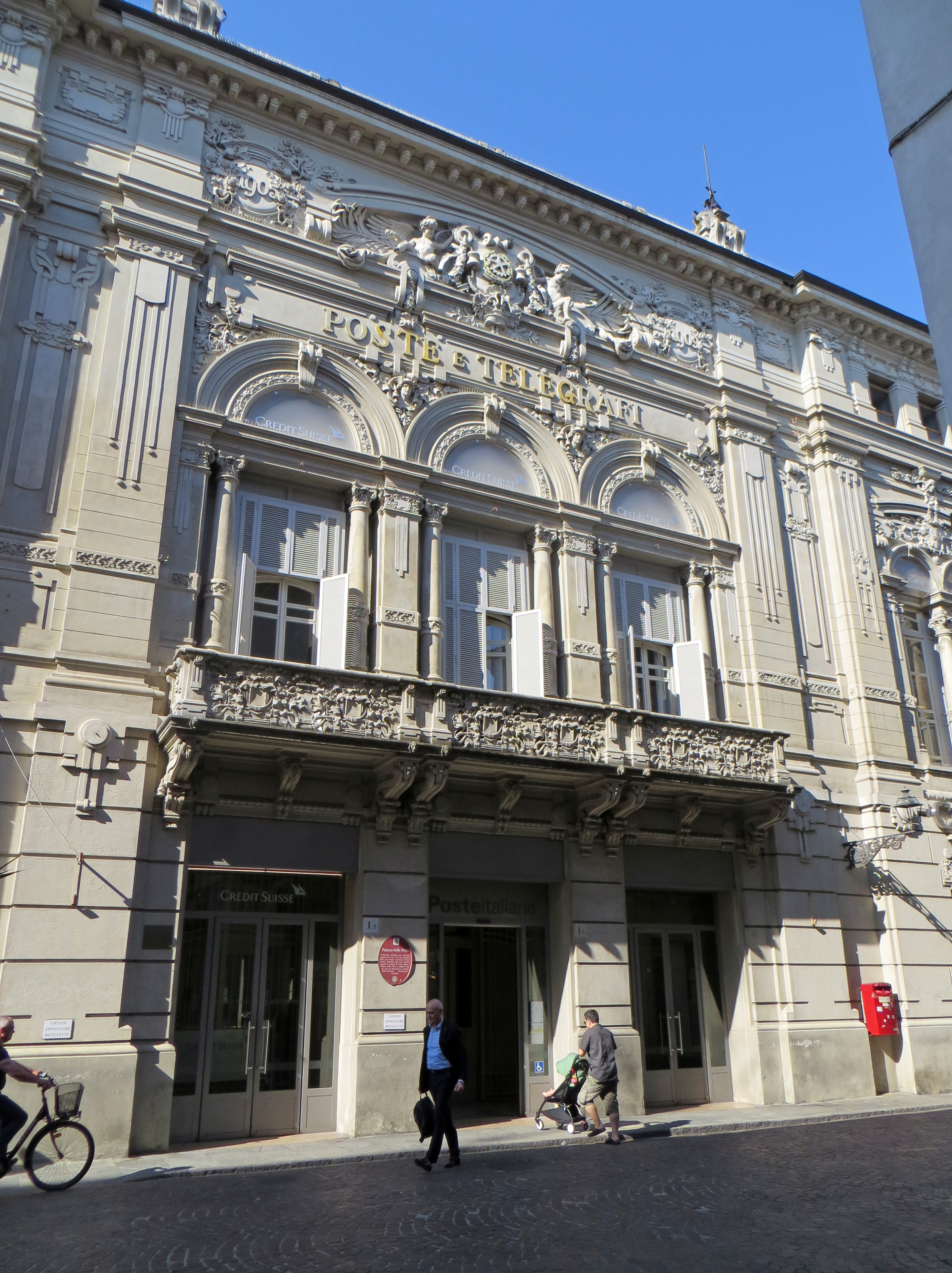
Facciata del palazzo delle Poste

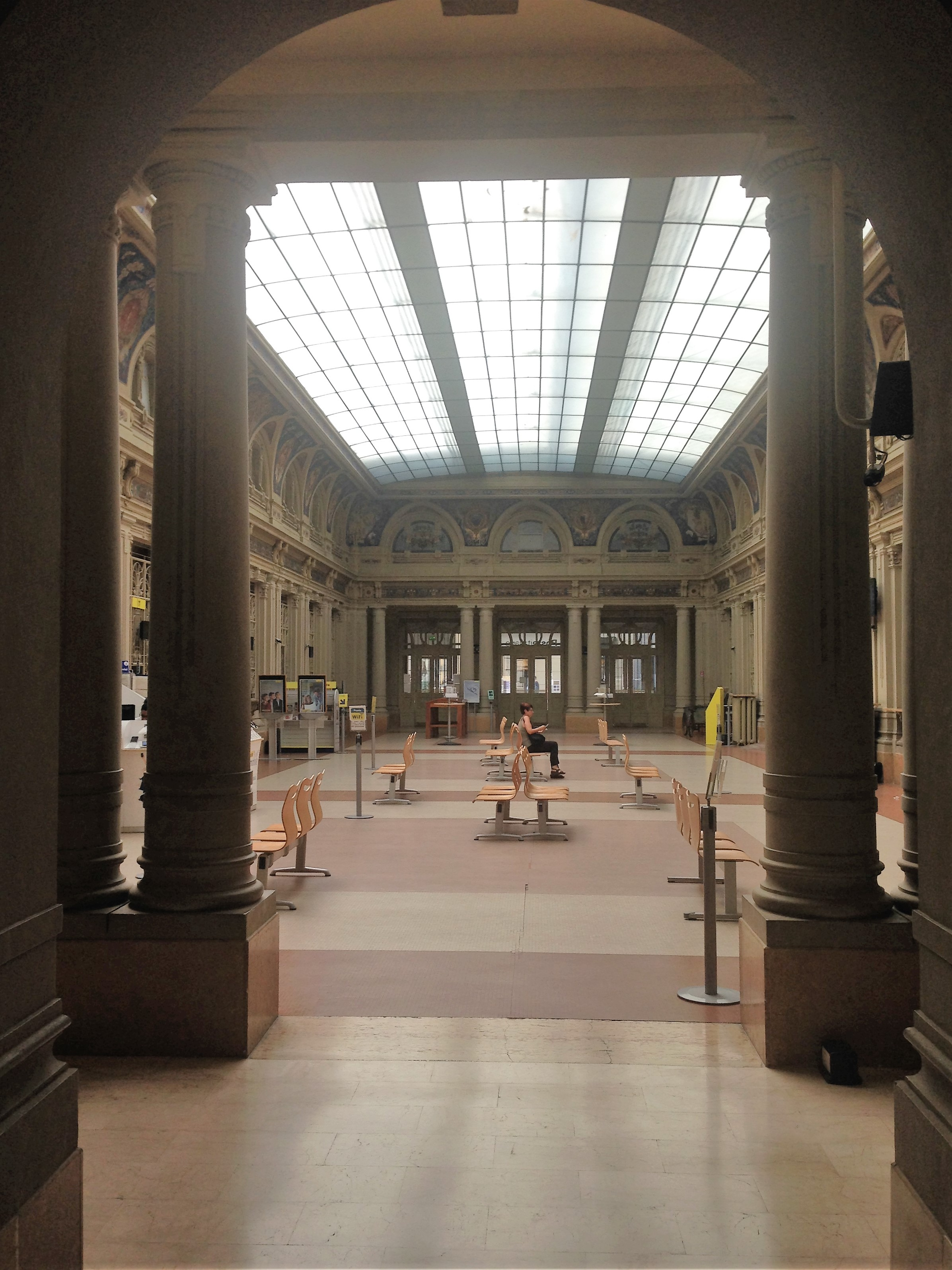
Interno del palazzo delle Poste

Pregevole manufatto del centro storico, è situato su un lato del Palazzo di Riserva in via Pisacane. Fu costruito nel 1905 quale sede centrale delle Poste in puro stile liberty dall'architetto Moderanno Chiavelli, nell'area un tempo occupata dal Teatro Ducale.

### Palazzo dei Ministeri

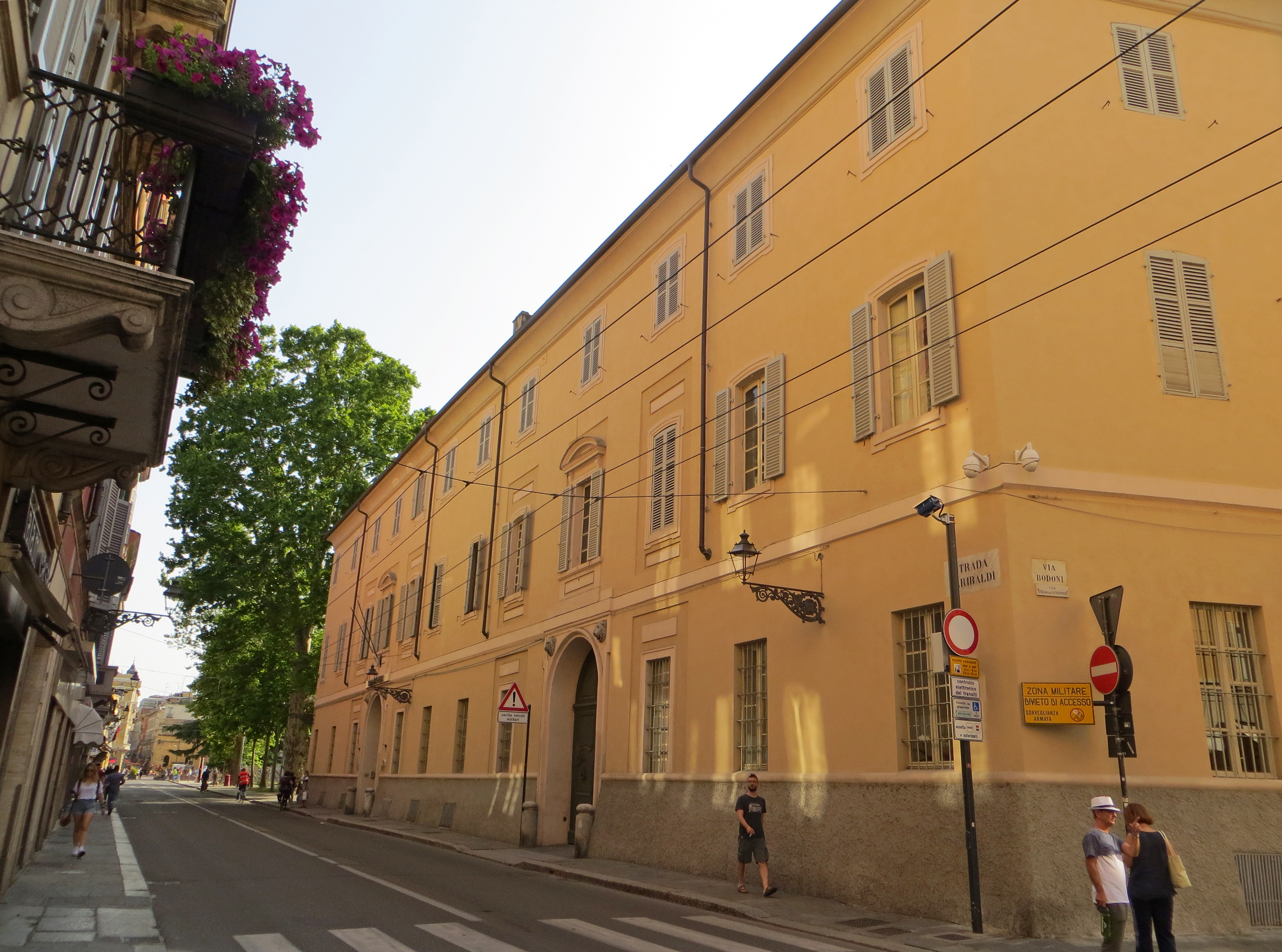
Palazzo dell'Intendenza di Finanza

Palazzo pubblico, sorge sul lato nord di piazzale della Pace, nei pressi del monumento a Giuseppe Verdi. Noto anche come palazzo dell'Intendenza di Finanza, fu costruito a partire dal 1760 per volere del primo ministro Guillaume du Tillot, unificando due preesistenti edifici; progettato in forme neoclassiche dall'architetto di corte Ennemond Alexandre Petitot e decorato dall'incisore Benigno Bossi, fu adibito a sede centrale degli uffici dello Stato e residenza di rappresentanza del primo ministro ducale; ampliato tra il 1768 e il 1769 e decorato a più riprese, fu utilizzato come sede di ministeri dopo la Restaurazione; divenuto nel 1906 sede dell'Intendenza di finanza, fu ristrutturato nel 2011 e infine adibito a sede di vari reparti dell'Arma dei Carabinieri. All'interno risultano di pregio le sale dell'antico appartamento del primo ministro, decorate con stucchi, affreschi, dipinti e arredi settecenteschi e ottocenteschi, oltre ad alcune opere della Galleria Nazionale di Parma.

### Palazzo del Comune

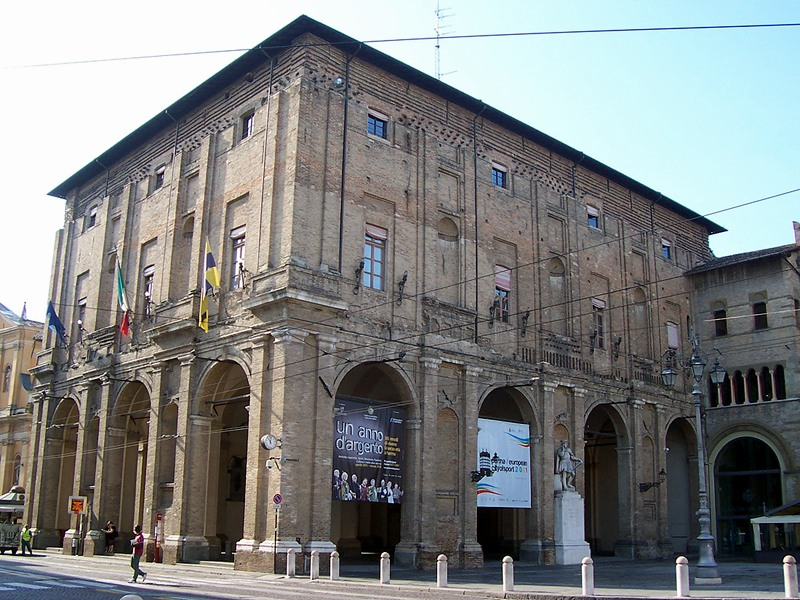
Palazzo del Comune

Edificio di rappresentanza dell'amministrazione comunale, è situato nel cuore della città nella centralissima piazza Garibaldi. Fu costruito in stile rinascimentale tra il 1627 e il 1673 da Giovanni Battista Magnani in occasione delle nozze tra il duca Odoardo I Farnese e Margherita de' Medici, a seguito del crollo, nel 1606, dell'altissima Torre civica sul palazzo del Capitano del Popolo, precedente sede comunale. Conserva al suo interno opere di valore, tra cui dipinti di Annibale Carracci, di Ilario Spolverini e di Gervasio e Bernardino Gatti. La Sala Consiliare fu affrescata da Girolamo Magnani e Cecrope Barilli tra il 1885 e il 1886.

### Palazzo del Podestà

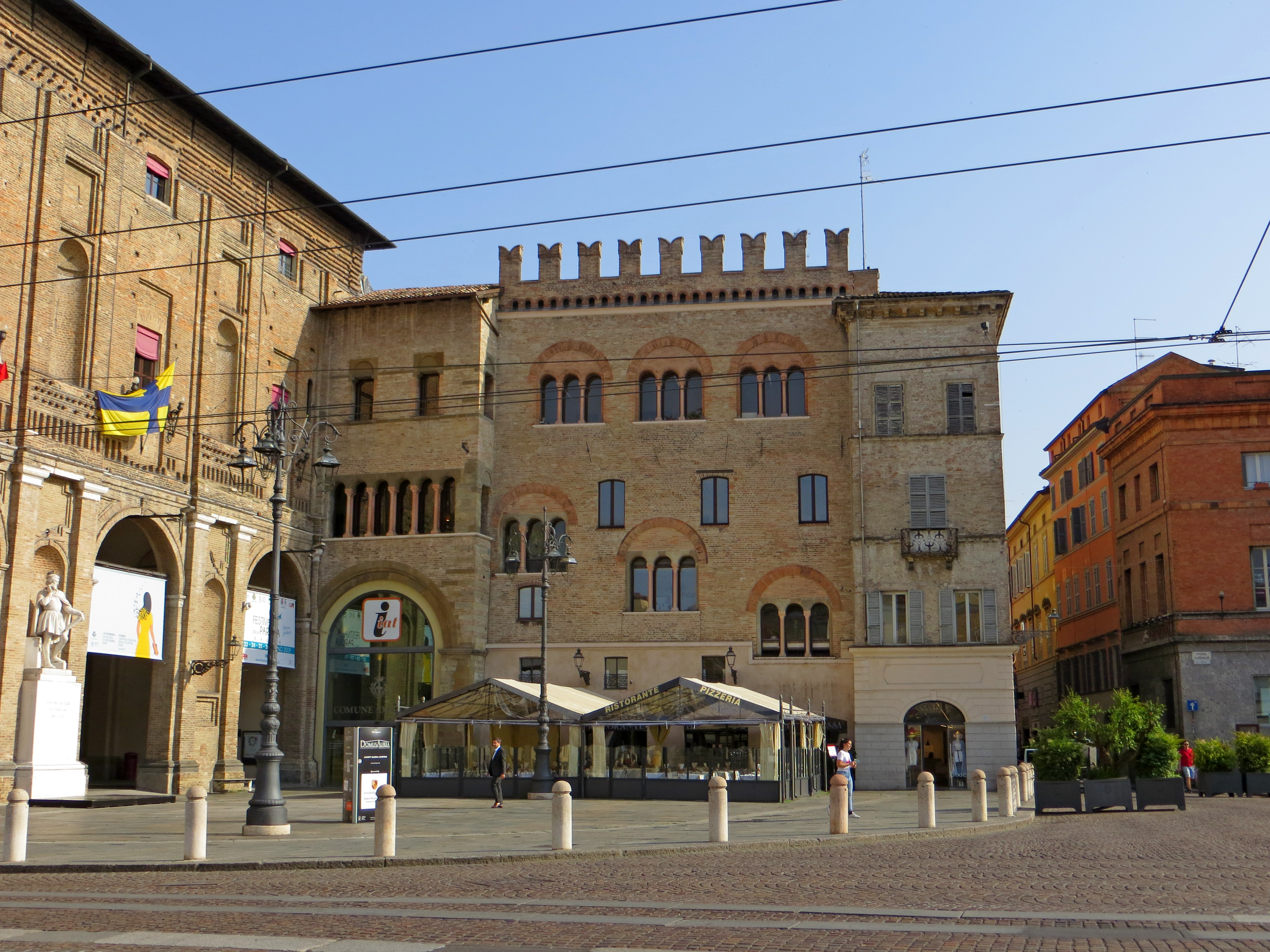
Palazzo del Podestà

Costola dell'edificio comunale, sorge in piazza Garibaldi a lato del palazzo del Comune. Fu costruito tra il 1221 e il 1240, ma subì nei secoli varie modifiche, fino ai restauri novecenteschi che ne riportarono alla luce la facciata medievale, caratterizzata da eleganti trifore.

### Palazzo del Governatore

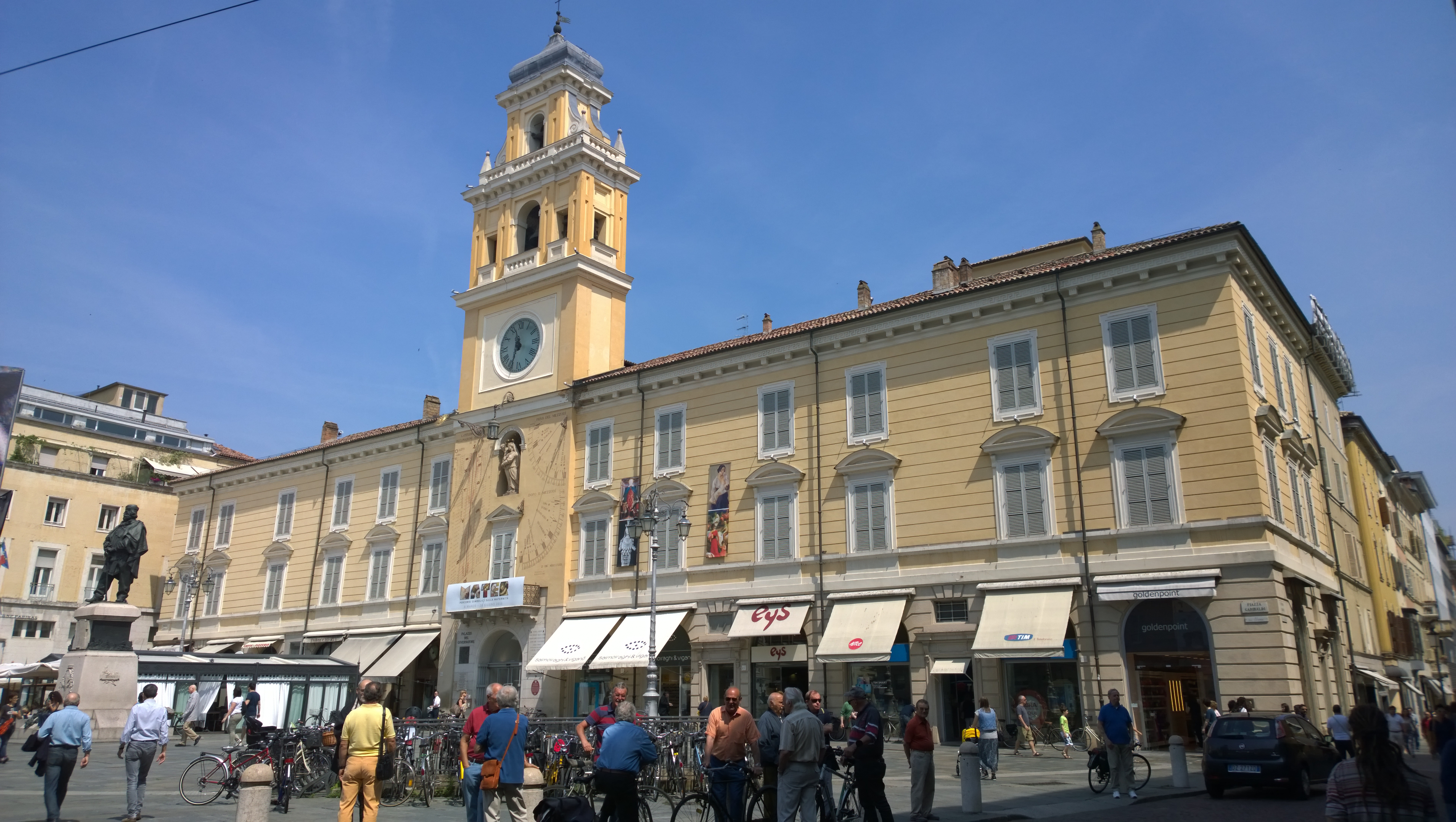
Facciata principale del palazzo del Governatore

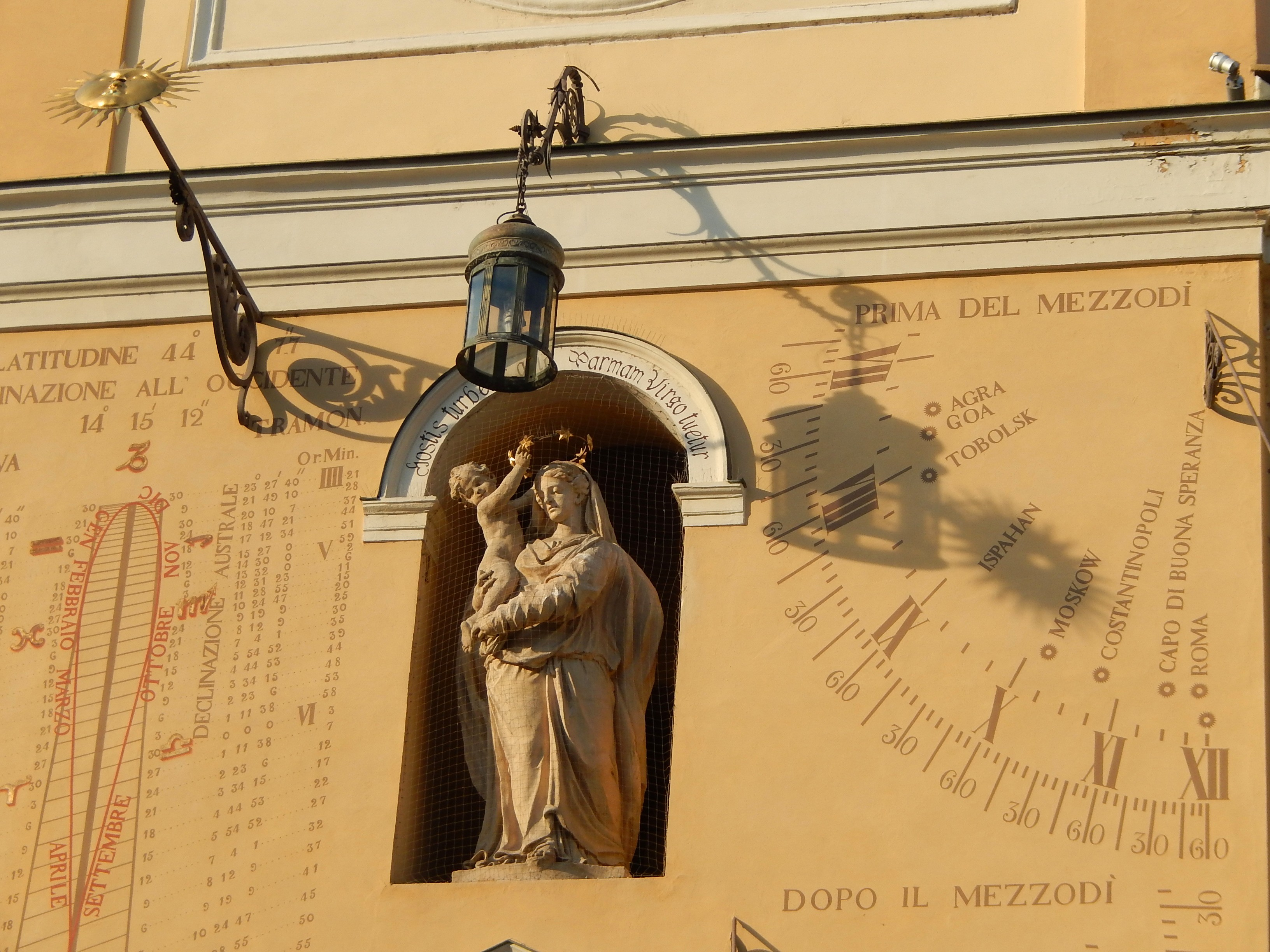
Statua della Vergine Incoronata e Meridiana

Edificio pubblico, antica sede del Capitano della città e, in seguito, del Governatore, dell'Uditore civile e di altri magistrati comunali, occupa l'intero lato nord di piazza Garibaldi. La costruzione originaria del XIII secolo fu ristrutturata più volte nei secoli successivi, dapprima nel 1606 ad opera di Gian Battista Barattieri e successivamente nel 1760 su progetto dell'architetto Ennemond Alexandre Petitot, che ne curò il riammodernamento ed aprì una nicchia nella torre centrale dove venne collocata la statua della Vergine Incoronata di Jean-Baptiste Boudard. Un originale quadrante solare verticale del 1829 è visibile sulla facciata principale. Attualmente una parte del palazzo ospita provvisoriamente alcuni uffici amministrativi dell'EFSA, mentre il cuore dell'edificio, in seguito ad un importante restauro, è diventato dal gennaio 2010 un centro di esposizione permanente di arte moderna e contemporanea.

### Palazzo della Cassa di Risparmio

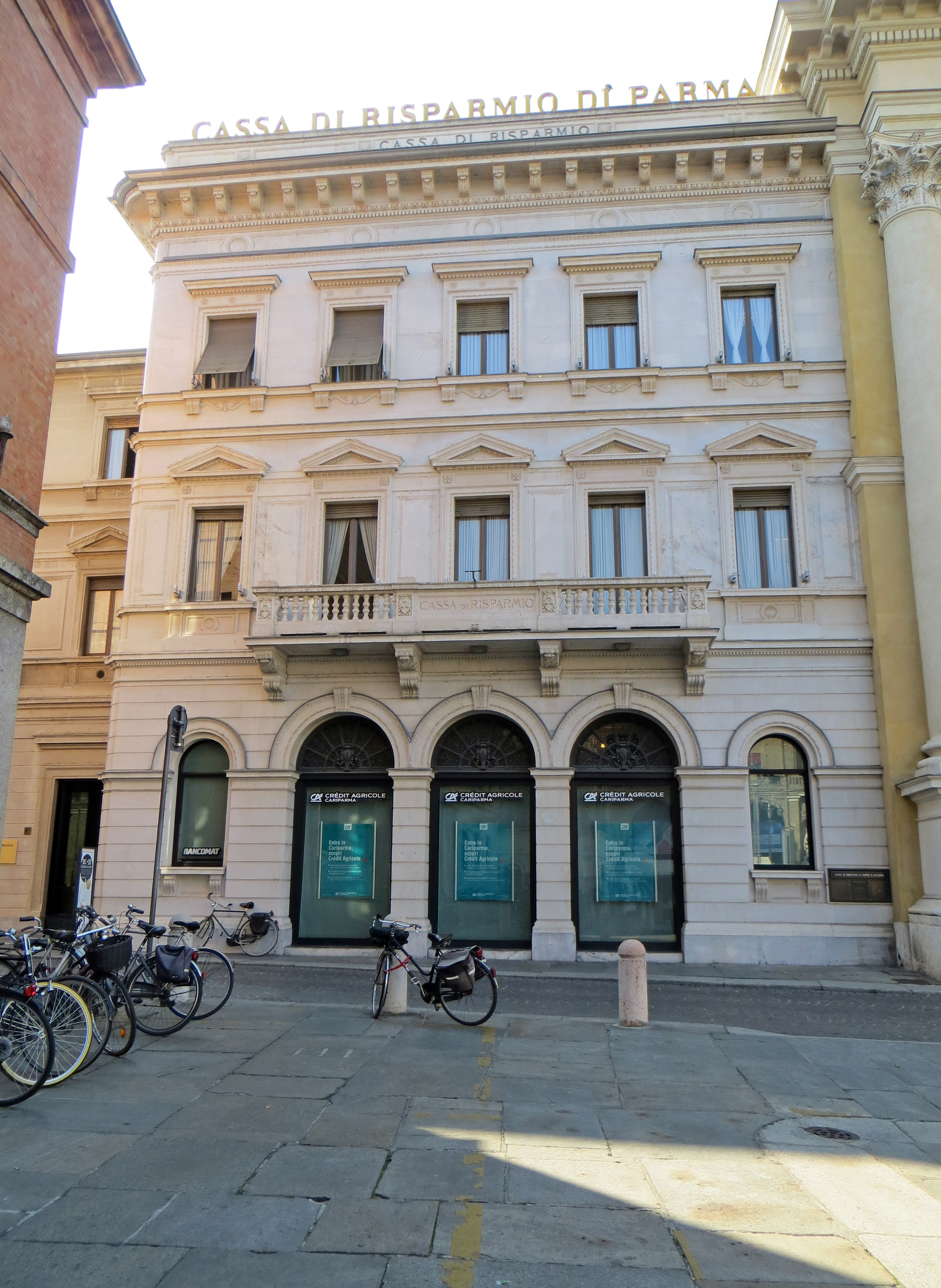
Palazzo della Cassa di Risparmio

Sede centrale della Cassa di Risparmio di Parma e Piacenza, sorge sullo spigolo sud-ovest di piazza Garibaldi. L'edificio fu realizzato fra il 1912 e il 1915 su progetto degli architetti milanesi Luigi Broggi e Cesare Nava, che ricostruirono in stile neorinascimentale gli edifici preesistenti; ristrutturato negli interni nel 1956, il palazzo, ricco di decorazioni marmoree, conserva numerose opere d'arte di valore; all'interno sorgono le due pregevoli Sale del Consiglio, decorate rispettivamente dallo scenografo Girolamo Magnani nel 1875 e dall'artista Amedeo Bocchi nel 1913.

### Ex palazzo della Camera di commercio

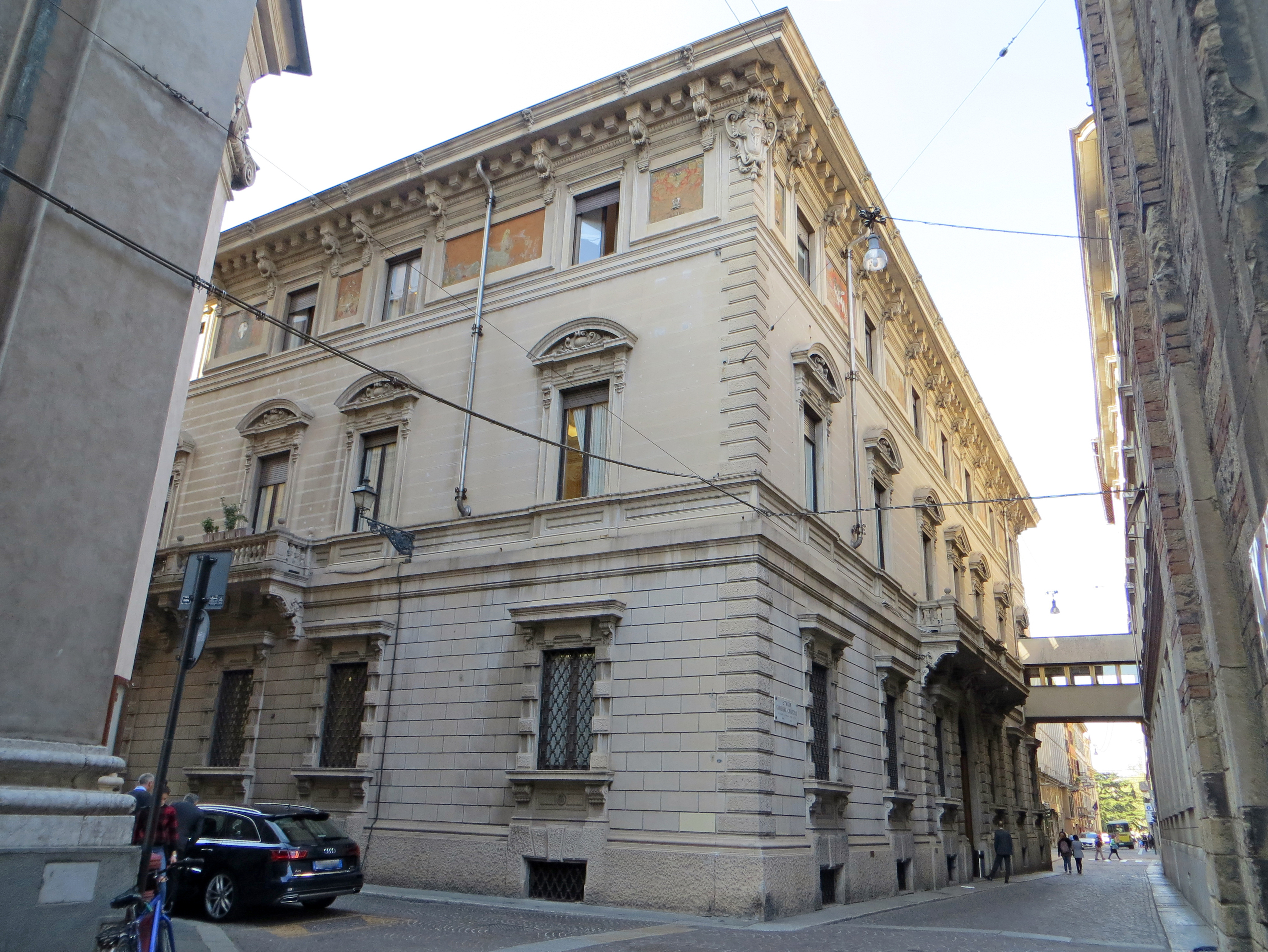
Ex palazzo della Camera di commercio

Costola del palazzo della Cassa di Risparmio, è situato in strada Cavestro sul retro del precedente. L'originario palazzo, acquistato nel 1923 dalla Camera di commercio di Parma, fu completamente ristrutturato in stile neorinascimentale su progetto dell'ingegner Alfredo Provinciali, che si avvalse della collaborazione dell'architetto Ennio Mora e dell'ingegner Aurelio Cortesi; alienato nel 1965 alla Cassa di Risparmio di Parma e Piacenza, fu collegato al palazzo centrale attraverso una galleria sospesa; al suo interno sorge la notevole Sala del Consiglio, decorata nel 1924 da Daniele de Strobel e Giuseppe Carmignani.

### Palazzo Episcopale

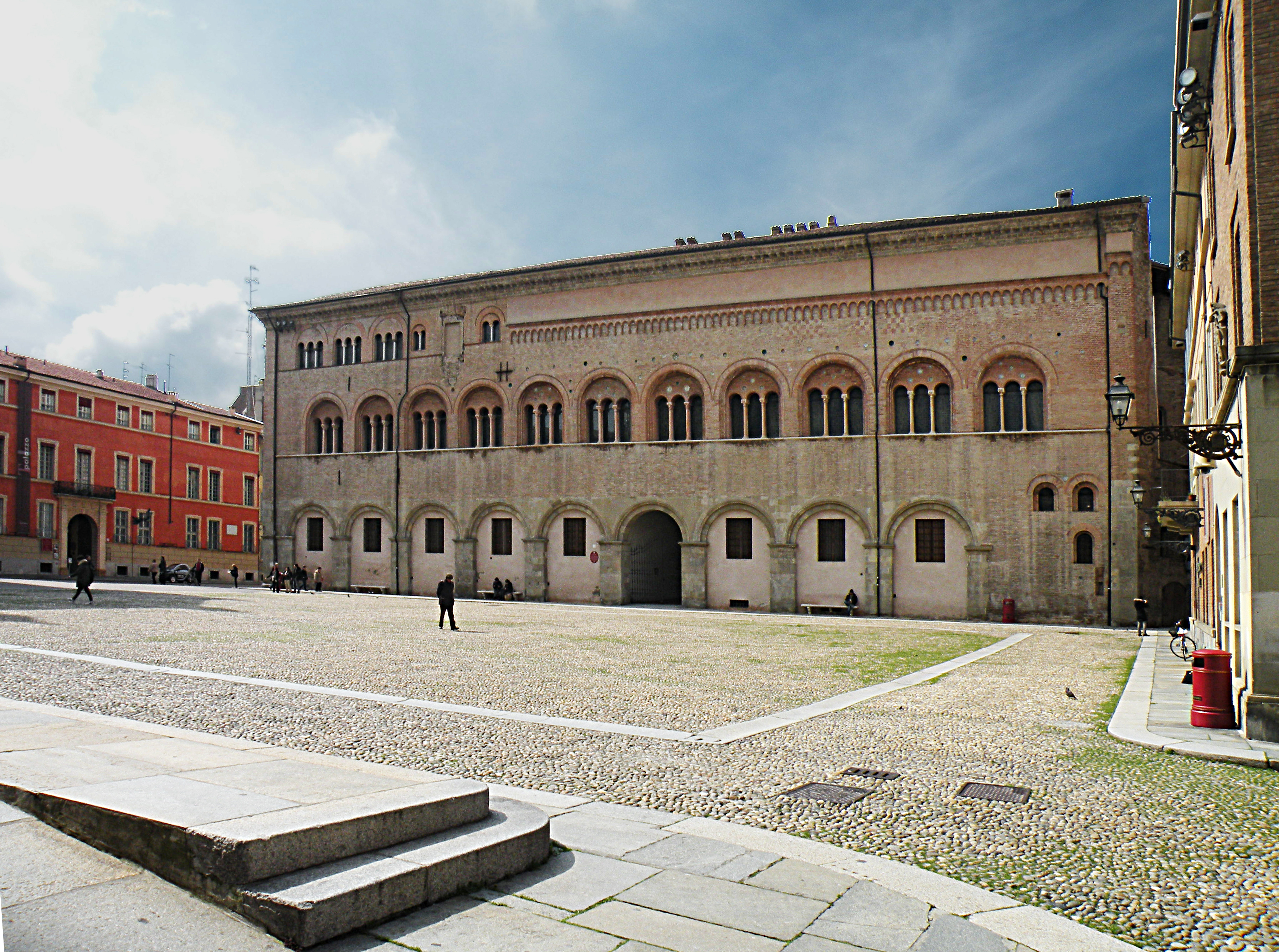
Facciata del palazzo Episcopale

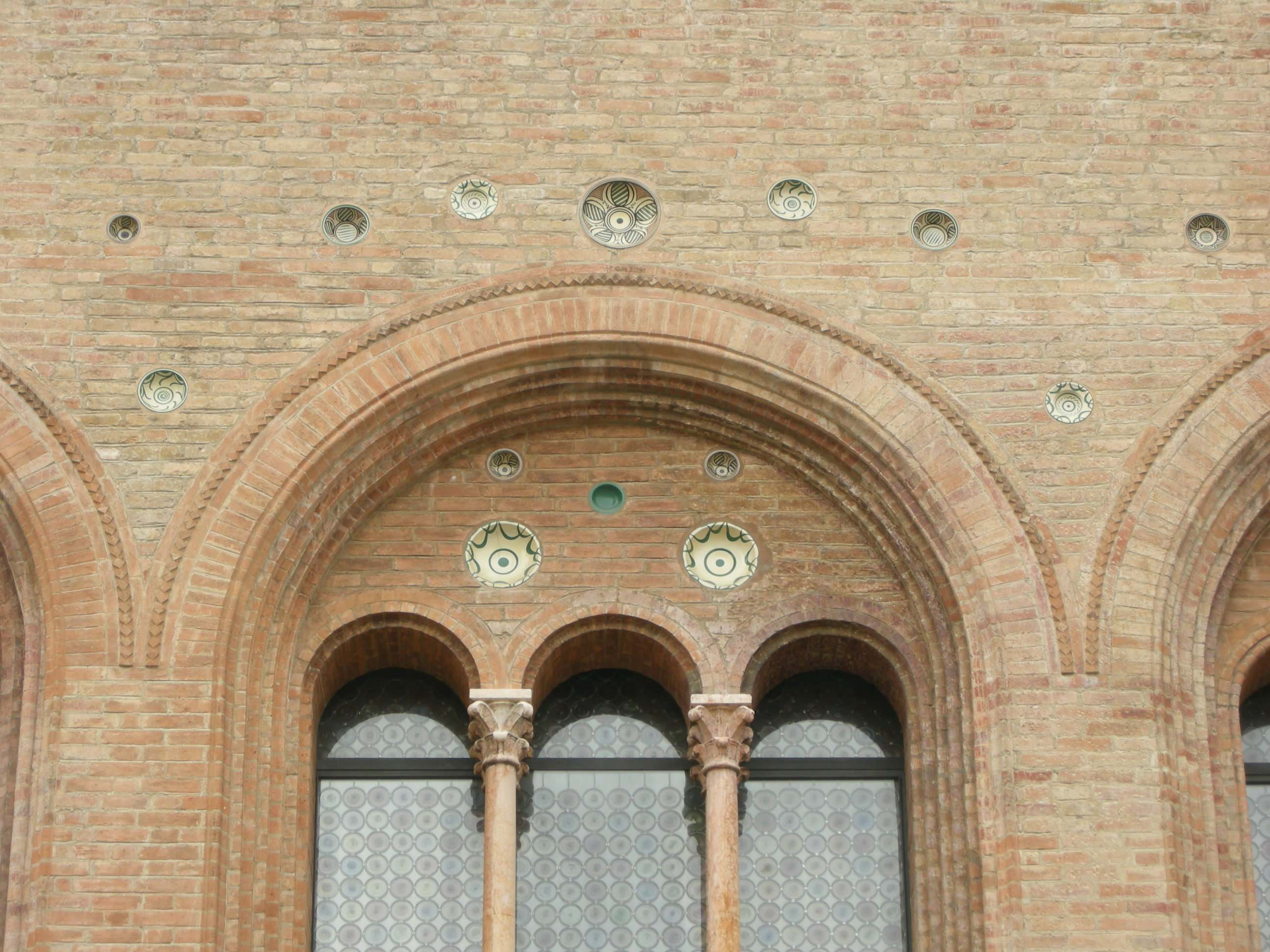
Trifora medievale

Antica residenza vescovile, è situato in piazza Duomo sul lato opposto rispetto alla cattedrale. La sua costruzione iniziò nel 1055 su ordine del vescovo Cadalo, ma nei secoli successivi subì numerose modificazioni, fino ai restauri del XX secolo che riportarono alla luce gli importanti elementi medievali (tra cui le trifore duecentesche) e i loggiati rinascimentali.

### Seminario maggiore

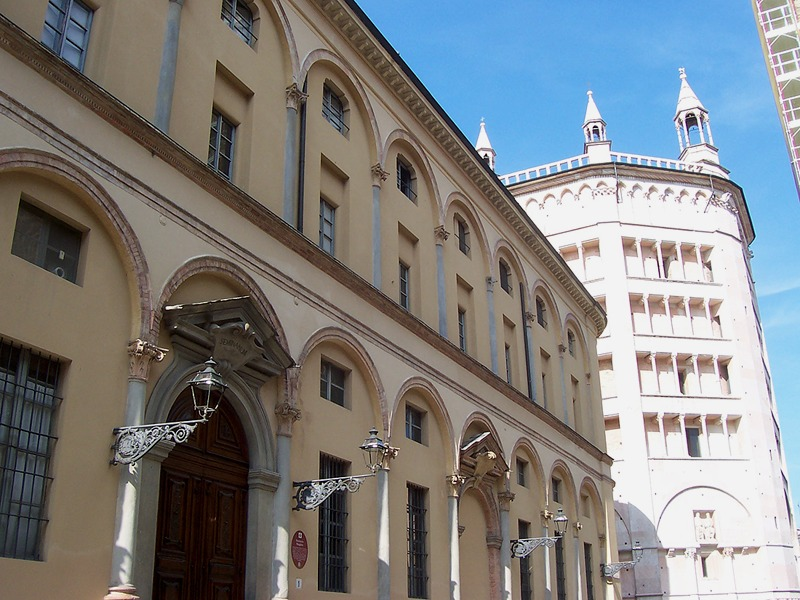
Seminario maggiore

Antica sede del Capitolo della Cattedrale di Parma, sorge in via Cardinal Ferrari, tra il duomo e il battistero. Fu edificato in origine nell'877 per volere del vescovo Guibodo, ma fu completamente ricostruito in stile rinascimentale nel 1514 su progetto di Gianfranco Ferrari d'Agrate; divenuto nel 1563 sede del seminario diocesano di Parma, verso la fine del XIX secolo fu profondamente trasformato e ampliato, con la chiusura del porticato e del loggiato della facciata.

### Palazzo dell'Università

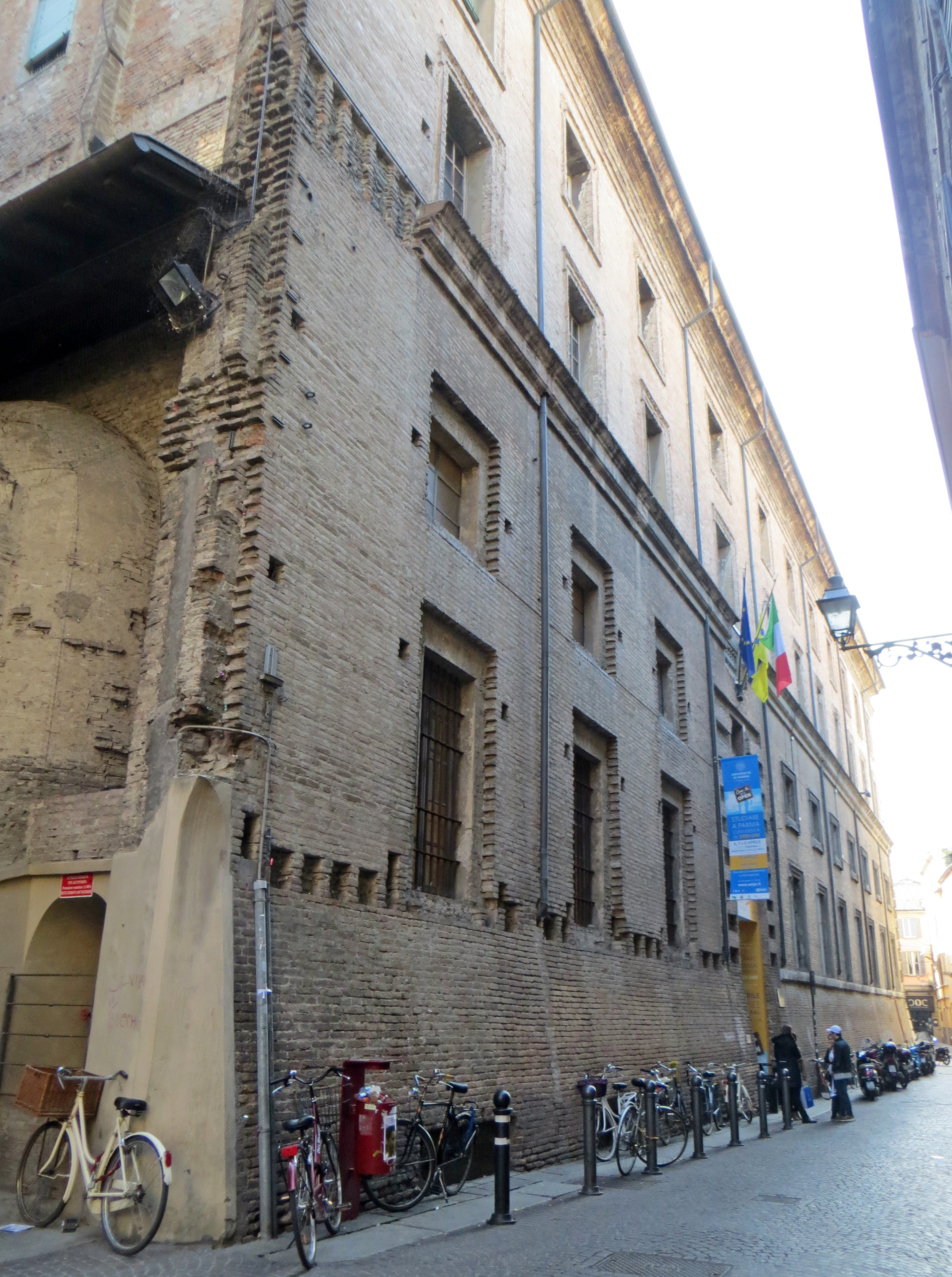
Facciata del palazzo dell'Università

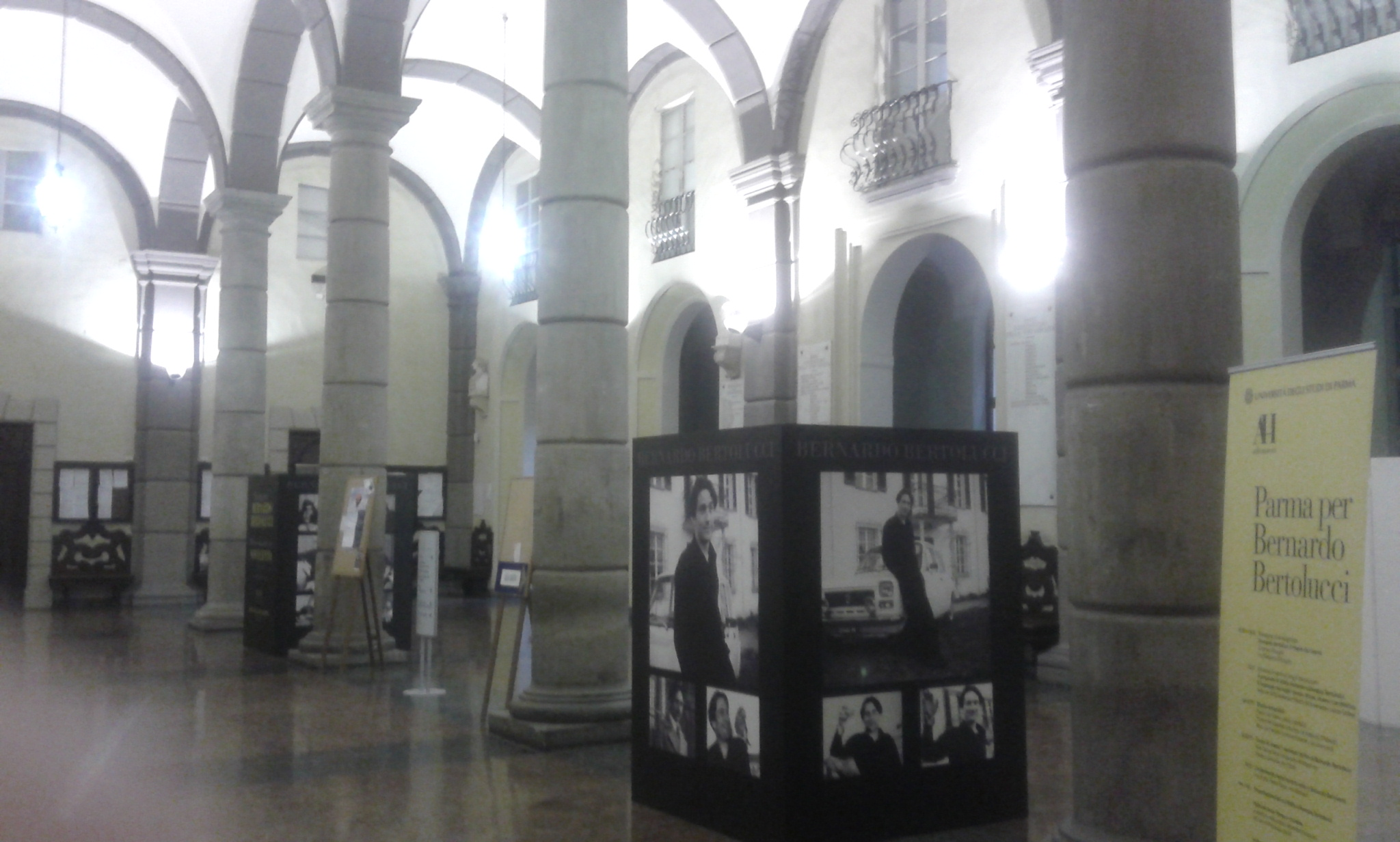
Atrio del palazzo dell'Università

Imponente edificio del XVI secolo, sorge nei pressi di piazza Garibaldi, in strada dell'Università. Fu costruito a partire dal 1654 dai padri gesuiti per ospitare i seminaristi della Compagnia del Gesù. Si sviluppa attorno ad un ampio cortile quadrato, cui si accede attraverso un vasto atrio dalle volte a crociera sorrette da colonne a bugnato. Dal 1768 è la sede centrale dell'Università di Parma; attualmente ospita il rettorato, l'Aula Magna, gli uffici amministrativi e le strutture del Dipartimento di Giurisprudenza, oltre al museo di Storia naturale.

### Palazzo delle Orsoline

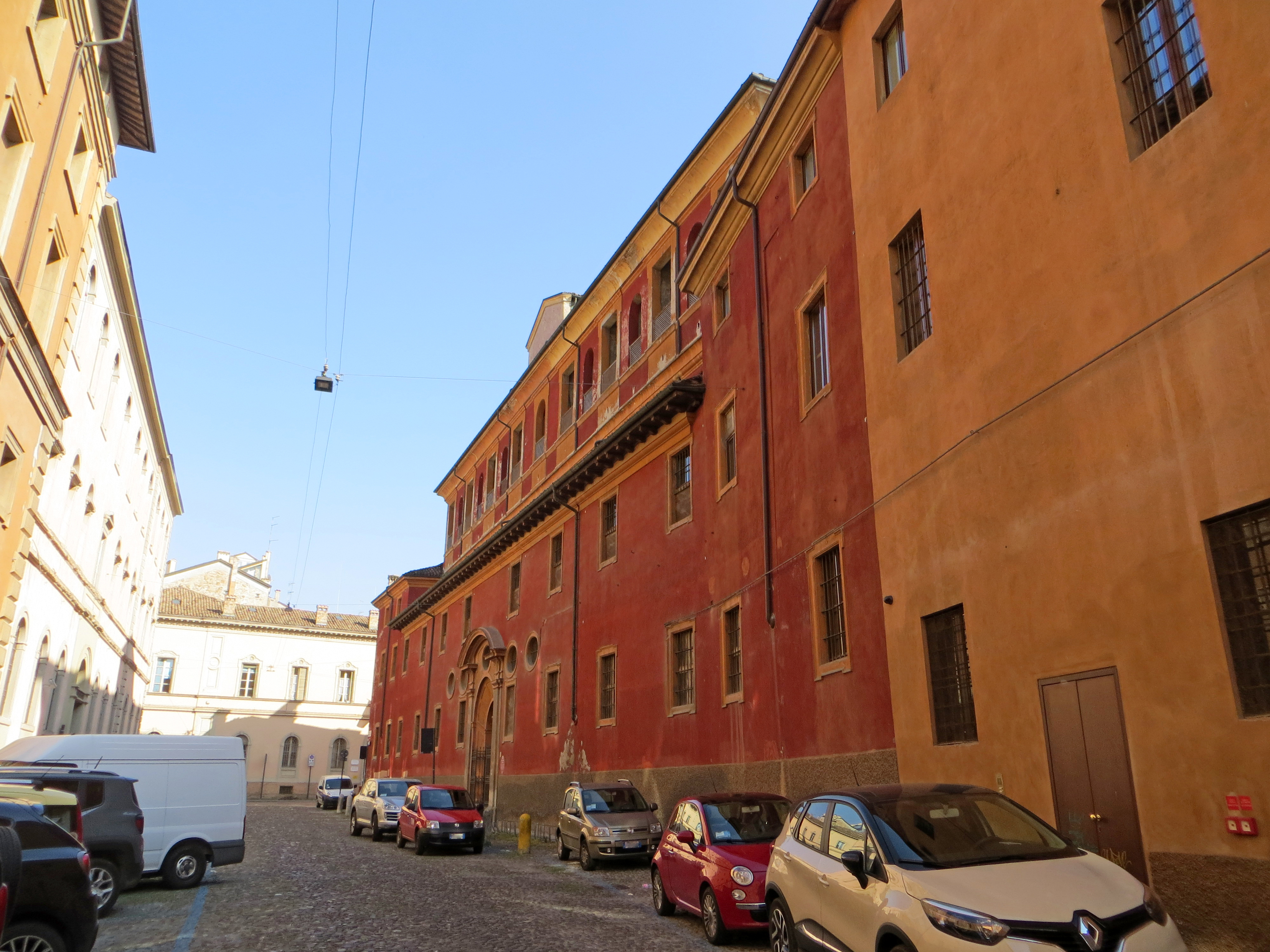
Facciata del palazzo delle Orsoline

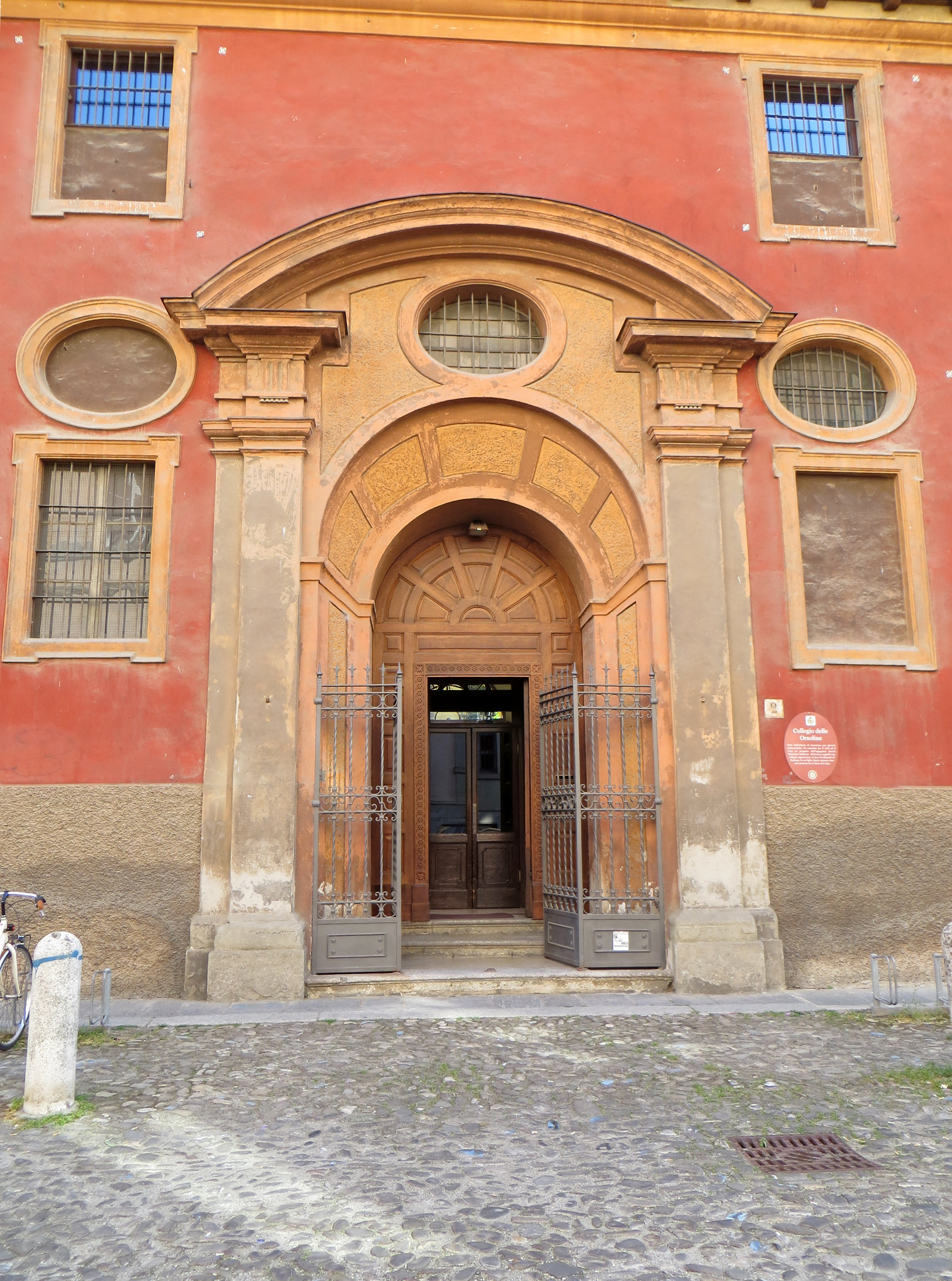
Portale d'ingresso del palazzo delle Orsoline

Grande palazzo barocco, è situato in borgo delle Orsoline, tra il palazzo dell'Università ed il palazzo del Tribunale. Fu costruito tra 1676 e il 1722 dalle Suore Orsoline Missionarie del Sacro Cuore di Gesù, che ne fecero la loro Casa Madre; divenuto nel 1810 anche sede di una scuola per alunne esterne, dal 1951 ospita un collegio universitario femminile gestito dalle Orsoline. Gli spazi interni, restaurati agli inizi del XXI secolo, comprendono ambienti di notevole pregio, tra cui il Refettorio delle Educande, interamente decorato con un ciclo paesaggistico, la Cappella dell'Immacolata, con doppia volta di ispirazione bibienesca, la Cappella Maggiore, pregevolmente affrescata lungo le pareti laterali, e la Sala dell'Annunciazione, ricca di antichi dipinti.

### Palazzo del Tribunale

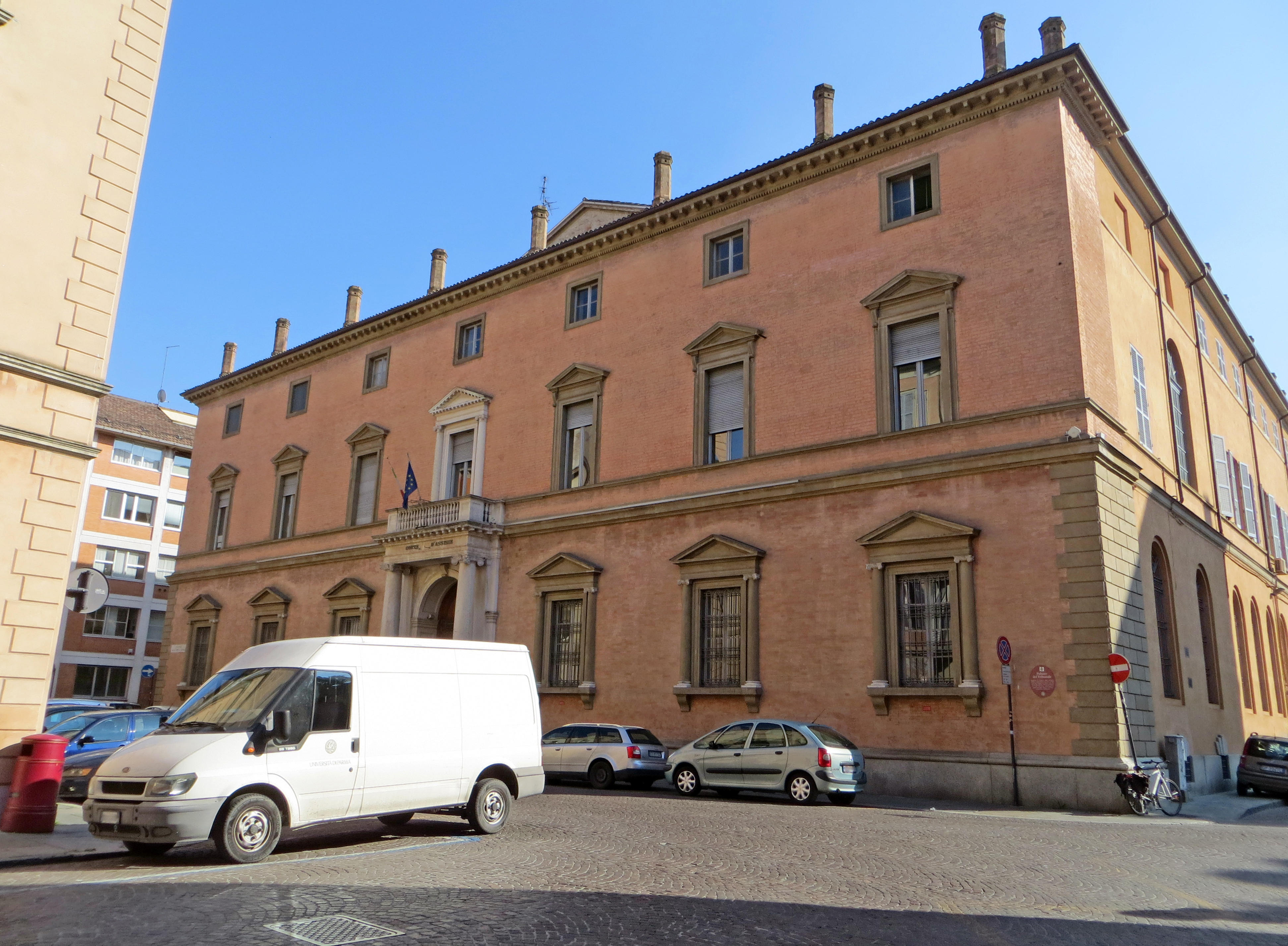
Palazzo del Tribunale

Imponente palazzo neorinascimentale, sorge in piazzale Corte d'Appello, a poca distanza da strada Farini. Fu costruito quale sede dell'Università degli Studi di Parma a partire dal 1844 dagli architetti Nicola e Luigi Bettoli, su parte dell'area precedentemente occupata dal prestigioso Collegio dei Nobili, fondato da Ranuccio I Farnese nel 1601 e chiuso dalla duchessa Maria Luigia nel 1831. La facciata è in cotto con aggetti di pietra e marmo.

### Palazzo Ape Museo

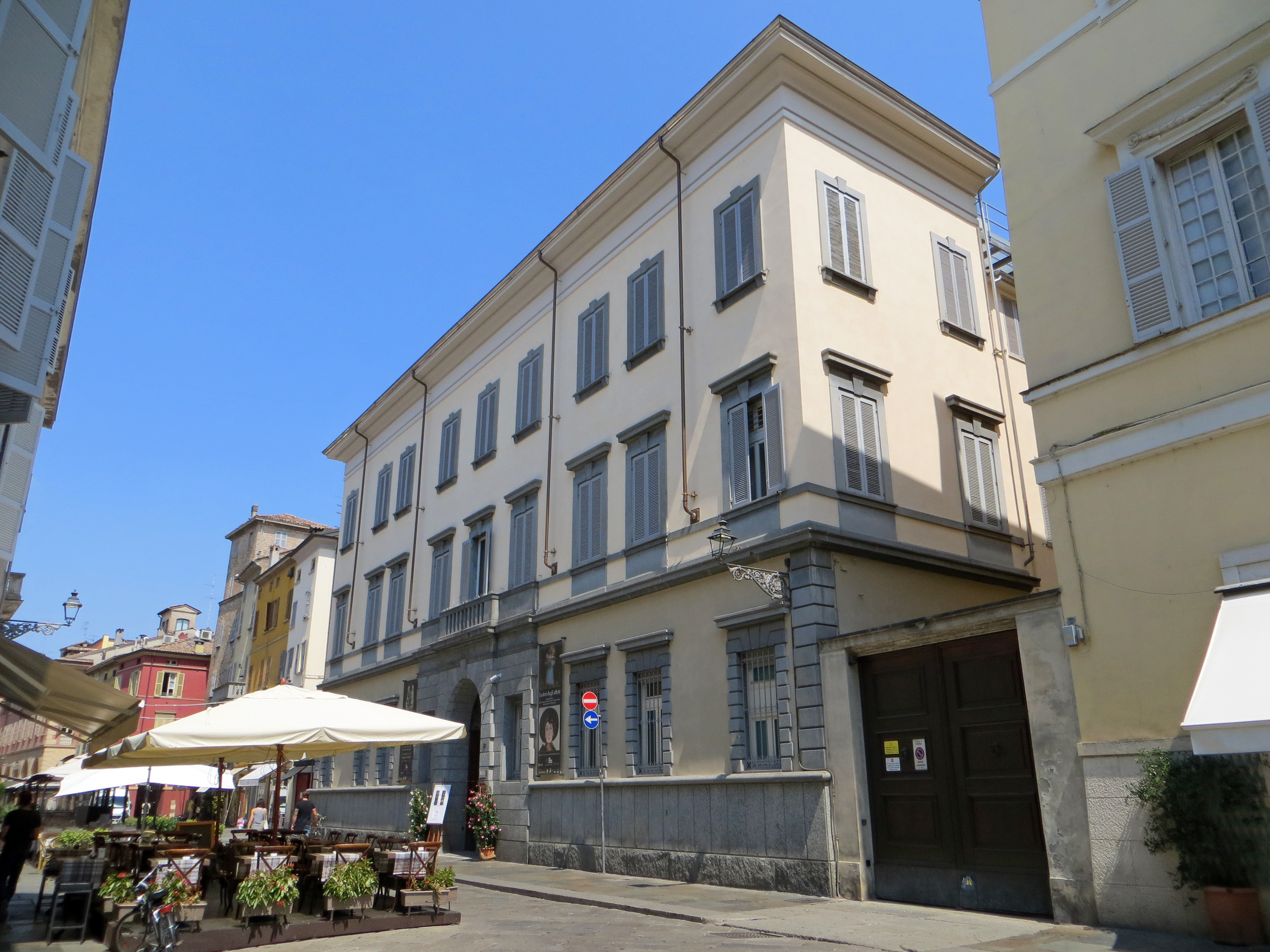
Palazzo Ape Museo

Ampio palazzo neorinascimentale, è situato in strada Farini. Esistente già in epoca medievale, il fabbricato fu ampliato entro gli inizi del XVII secolo in forme rinascimentali; alienato tra la fine del XVIII e gli inizi del XIX secolo dai conti Pettorelli alla famiglia Ortalli, fu decorato negli interni intorno alla metà del secolo; ereditato dalla diocesi di Parma, fu acquistato nel 1889 dalla Banca Popolare Cooperativa Parmense, poi nel 1906 dalla Cassa di Risparmio di Parma e, dopo pochi mesi, dalla Banca d'Italia; modificato internamente negli anni seguenti, fu ampliato e sopraelevato in forme neorinascimentali tra il 1937 e il 1940; acquisito nel 2015 dalla Fondazione Monteparma, fu completamente ristrutturato per ospitare dal 2018 l'APE Parma Museo. Al suo interno l'edificio conserva alcune sale con volte decorate, oltre alle camere blindate riconvertite in spazi espositivi.

### Palazzo Imperiale dell'Arena

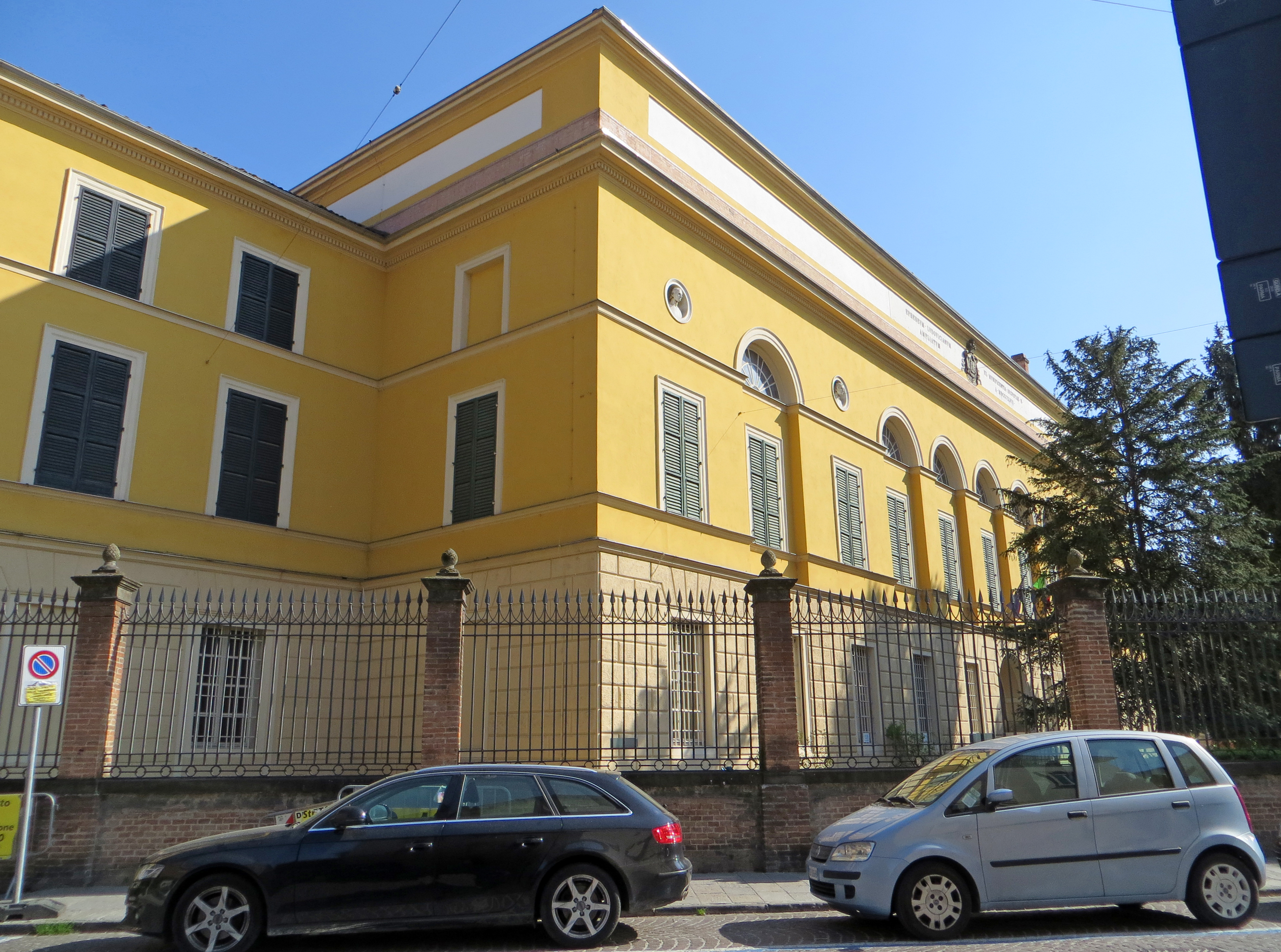
Facciata del Palazzo Imperiale dell'Arena

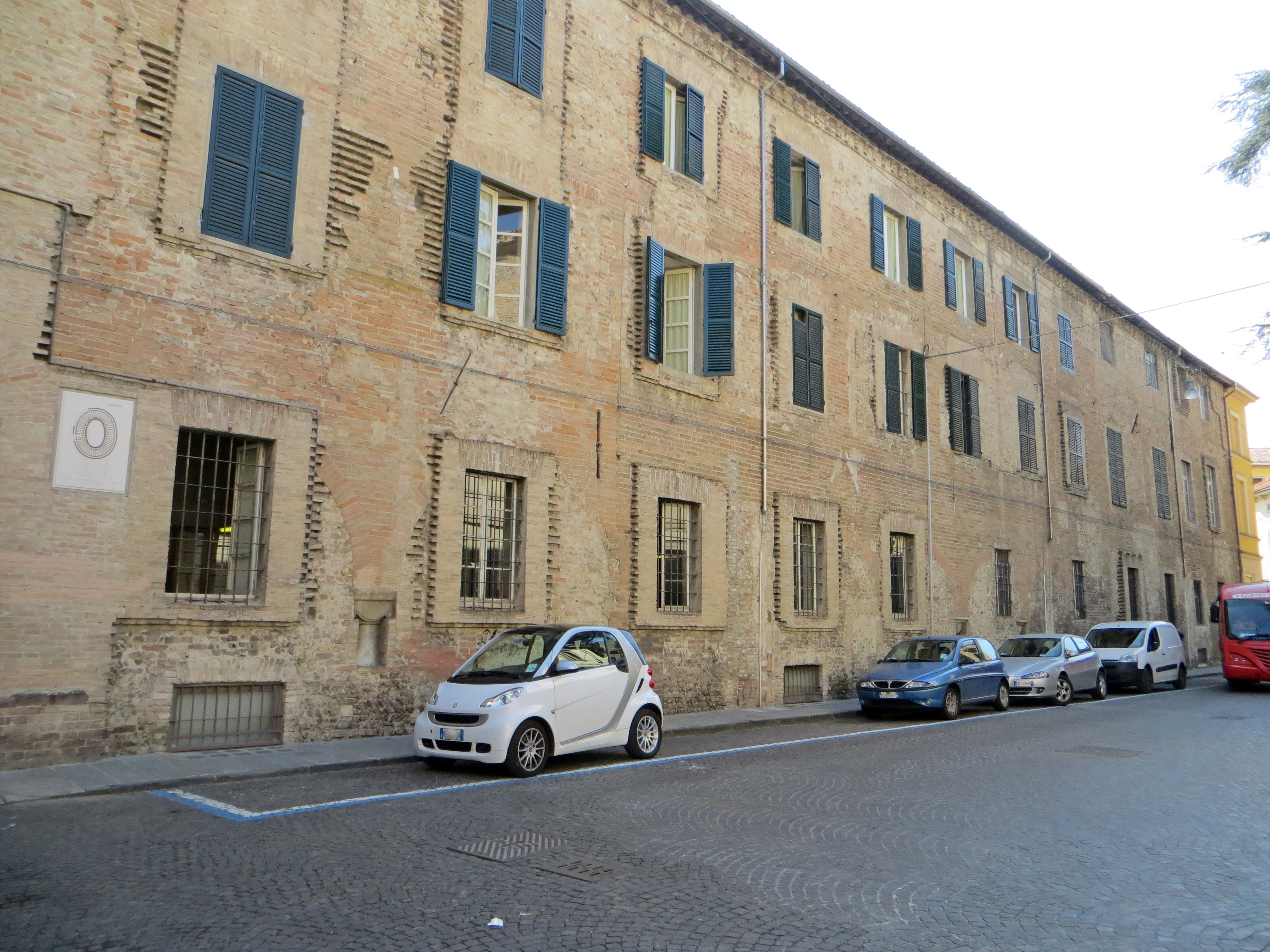
Facciata laterale del Palazzo Imperiale dell'Arena

Elegante palazzo neoclassico, è situato in borgo Lalatta, nei pressi di piazzale Risorgimento. L'originario palazzo fu costruito tra il 1158 e il 1164 per volere dell'imperatore Federico Barbarossa, ma fu completamente ricostruito nei secoli successivi più volte; l'ultimo intervento di ristrutturazione fu compiuto per volere della duchessa Maria Luigia tra il 1836 e il 1847, su progetto dell'architetto Nicola Bettoli; l'edificio divenne allora sede del collegio ducale Maria Luigia, ribattezzato nel 1896 convitto nazionale Maria Luigia. L'interno è decorato con affreschi di Lattanzio Gambara, Michelangelo Anselmi e Giovanni Gaibazzi.

### Palazzo delle Carrozze

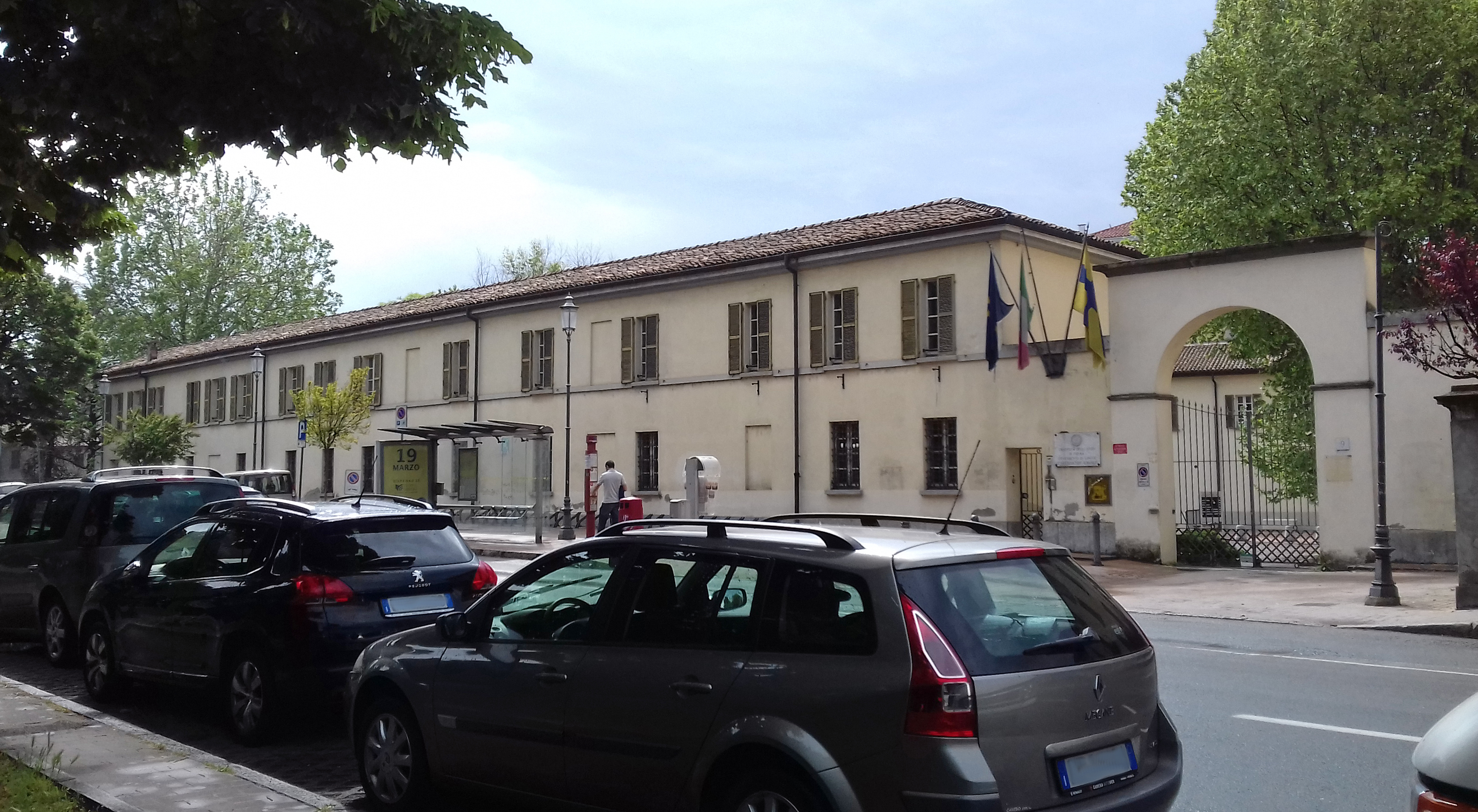
Palazzo delle Carrozze

Ampio edificio neoclassico, è situato in viale San Michele, a poca distanza da piazzale Vittorio Emanuele II e dal Casinetto Petitot. Fu costruito nel 1763 per ospitare una fabbrica di carrozze, ma, acquistato nel 1801 dal governo francese, fu adibito per alcuni anni a ospedale e caserma militare, per tornare alle funzioni originarie dopo la Restaurazione; ristrutturato a partire dal 1819, fu destinato dapprima a scuola di veterinaria, poi dopo il 1821 a caserma dei Dragoni a cavallo, quindi nel 1861 a sede della guarnigione e del deposito della Cavalleria del Regio Esercito Italiano e infine nel 1937 a stazione principale del Corpo dei Carabinieri Reali; utilizzato dal 1969 al 1973 come campo di raccolta dell'organizzazione Mani Tese, fu poi abbandonato fino al 1980, quando il Demanio pubblico lo cedette ad uso perpetuo all'Università degli Studi di Parma, che lo restaurò per adibirlo a sede dell'unità di lingue.

## Principali palazzi pubblici situati nel quartiere Oltretorrente

### Palazzo del Giardino

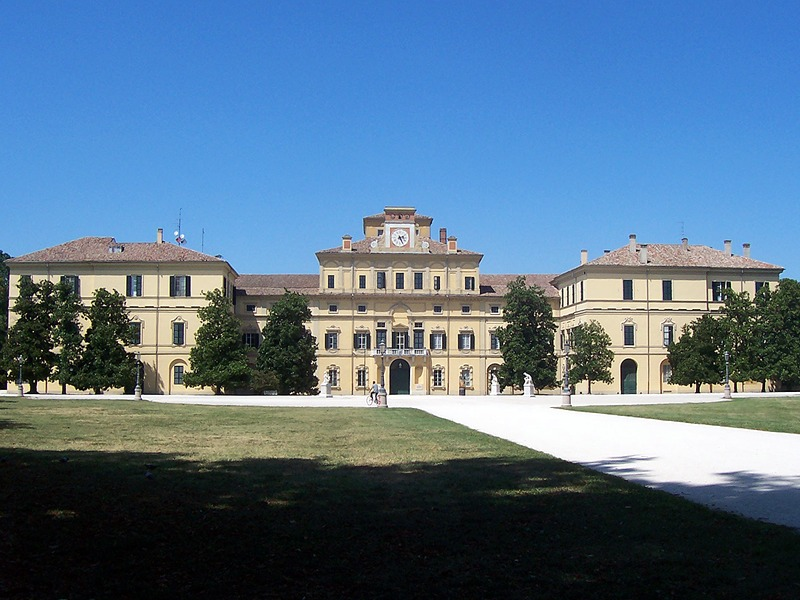
Facciata del palazzo del Giardino

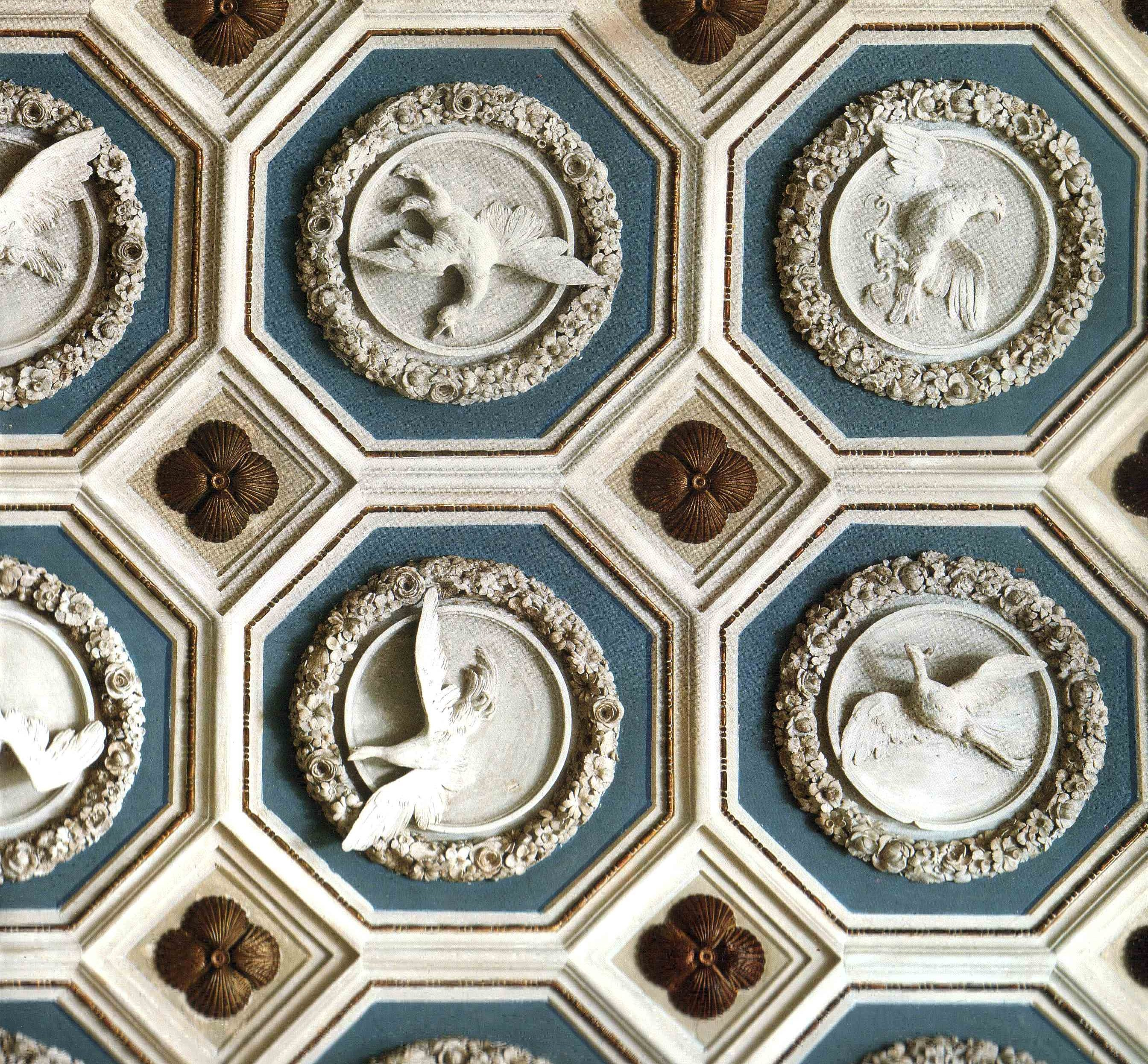
Soffitto della Sala degli Uccelli

Grande palazzo di Corte, è situato all'interno del Parco Ducale. Fu costruito nel 1561 su progetto del Vignola per volere del duca Ottavio Farnese; già all'inizio del '600 fu modificato e ampliato, prima da Simone Moschino e poi da Girolamo Rainaldi, che aggiunsero i cortili e gli avancorpi laterali all'iniziale struttura a pianta quadrilatera; infine venne parzialmente rimodernato nel corso del '700 dal Petitot. In numerose sale interne sono ancora visibili importanti affreschi e stucchi soprattutto seicenteschi, opera di artisti tra i quali Girolamo Mirola, Jacopo Zanguidi detto "Bertoja", Agostino Carracci, Jan Soens, Cesare Baglioni, Giovanni Battista Trotti detto "Malosso" e Luca Reti. Ospita attualmente il Comando della Legione dei Carabinieri di Parma, ma è destinato a divenire la sede di rappresentanza dell'Autorità europea per la sicurezza alimentare (EFSA).

### Palazzetto Eucherio Sanvitale

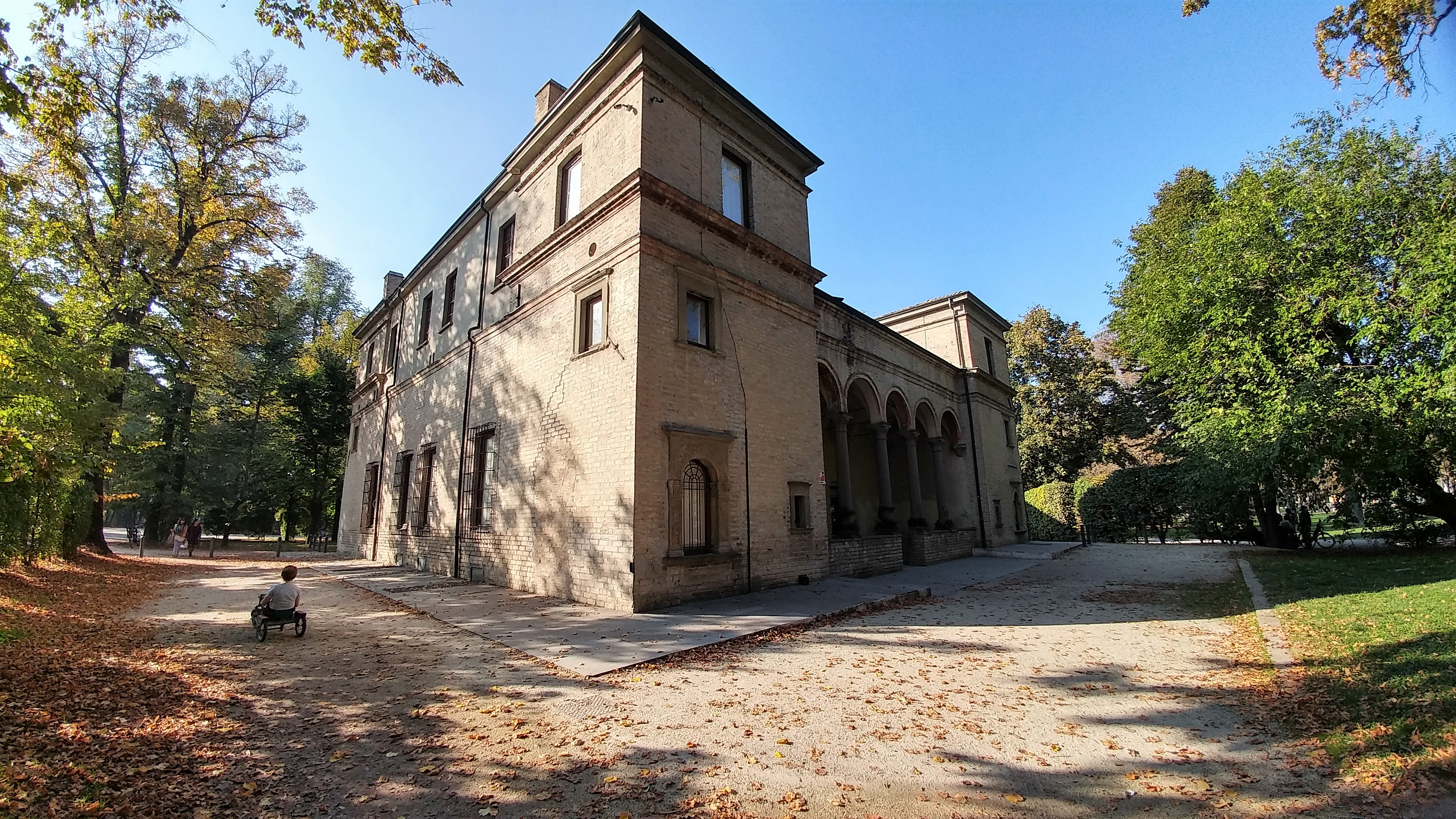
Palazzetto Eucherio Sanvitale

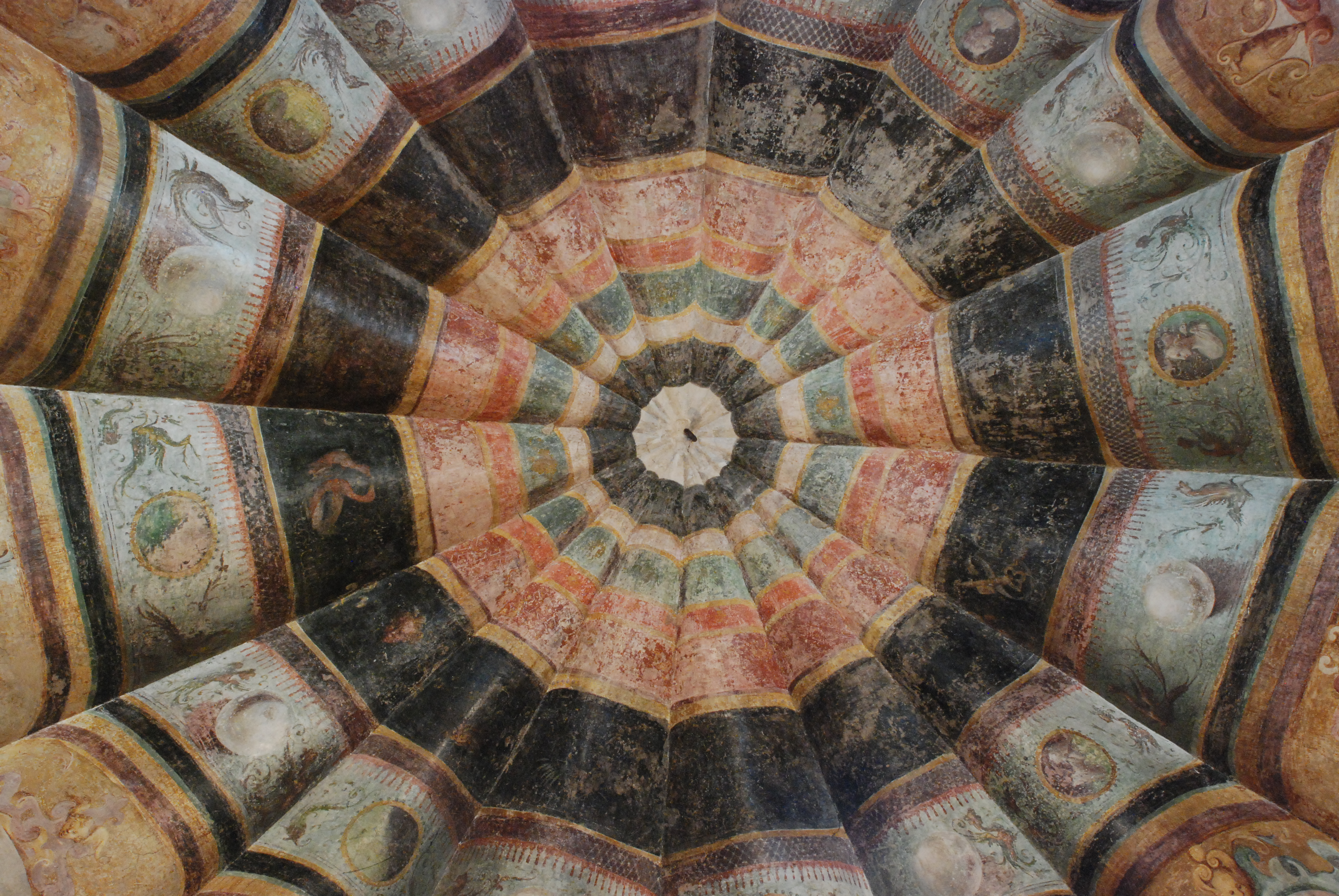
Soffitto di una sala interna

Piccolo edificio situato all'interno del Parco Ducale, è un esempio significativo dell'architettura rinascimentale a Parma. Fu costruito su una pianta ad H con quattro torri angolari e due loggiati dai frati umiliati, su progetto attribuito a Giorgio da Erba e Gian Francesco d'Agrate; nel 1526 venne acquistato da Gian Galeazzo Sanvitale, conte di Fontanellato, che lo trasmise al figlio Eucherio, il quale a sua volta nel 1561 cedette il casino e il terreno circostante al duca Ottavio Farnese affinché potesse annetterlo al giardino di corte che andava costruendo. All'interno sono presenti varie decorazioni del XVI secolo attribuite a Gian Francesco d'Agrate, una cappella decorata dal pittore cappuccino Cosimo da Castelfranco ed una sala con frammenti di un affresco del Parmigianino.

### Ospedale Vecchio

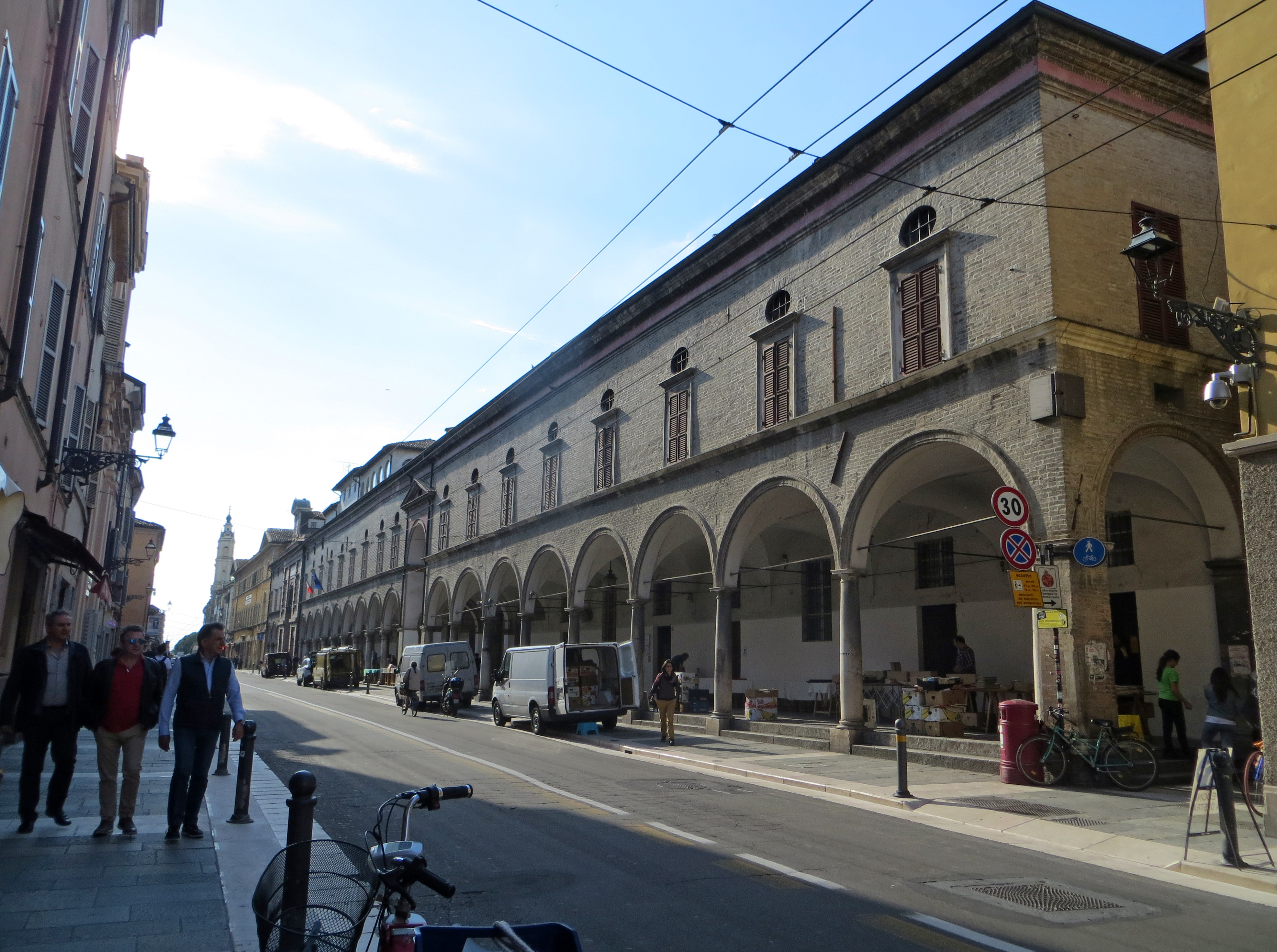
Facciata dell'Ospedale Vecchio

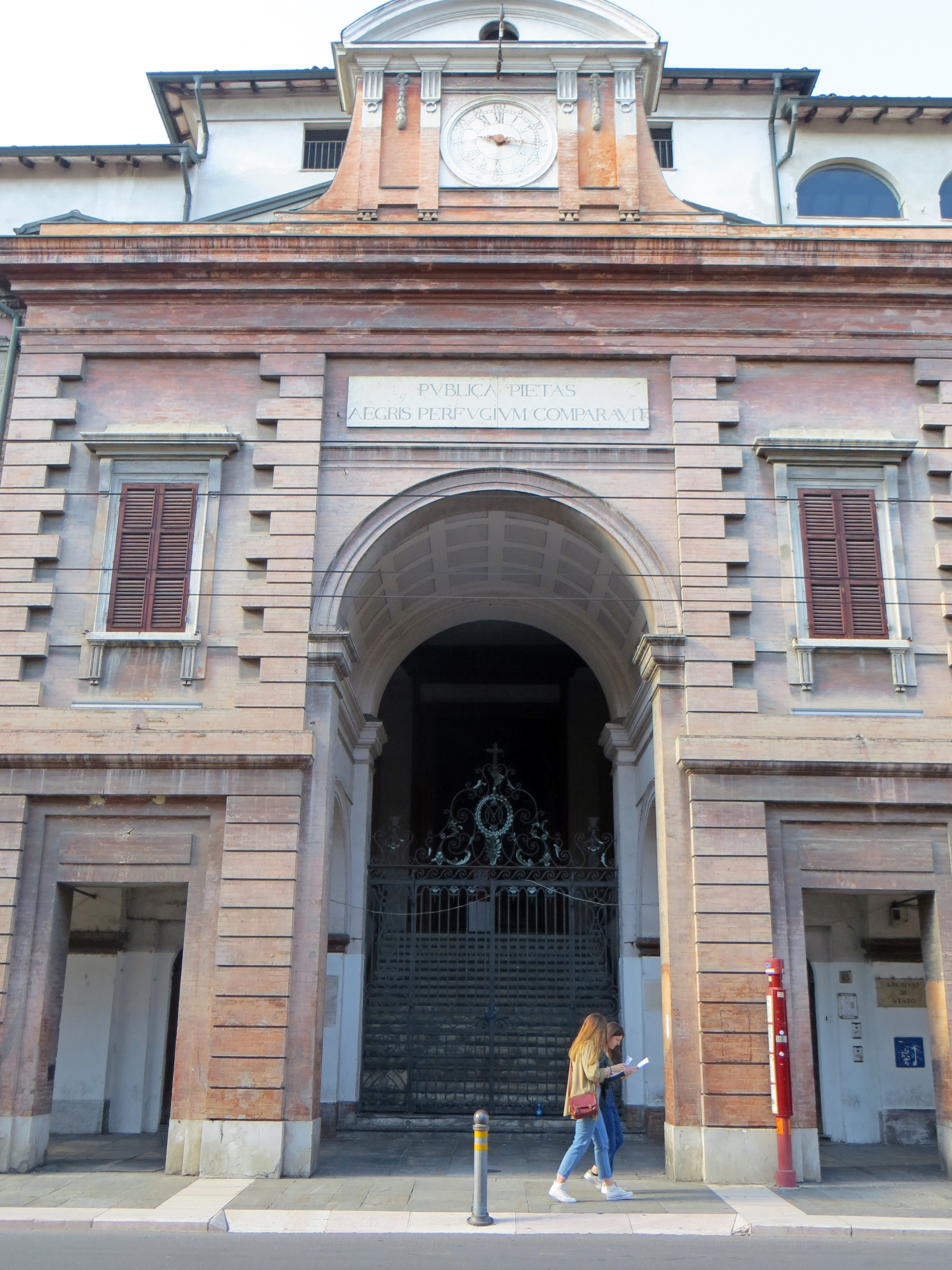
Scalone monumentale d'ingresso dell'Ospedale Vecchio

Enorme edificio monumentale situato in pieno Oltretorrente, lungo l'attuale strada D'Azeglio, costituisce la prima manifestazione del Rinascimento nell'architettura parmigiana. Raro esempio di architettura ospedaliera, l'originaria costruzione, risalente al 1250, fu riedificata tra il XV ed il XVI secolo su progetto di Gian Antonio da Erba; nei successivi secoli subì poi ulteriori modifiche. All'interno del complesso è collocato l'oratorio di Sant'Ilario. Dal 1948 è sede dell'Archivio di Stato e della Biblioteca comunale, oltre ad altre istituzioni culturali. Un importante intervento di riqualificazione prevede un utilizzo differente di questa antica struttura medievale.

## Principali palazzi pubblici situati nel quartiere Cittadella

### Casinetto Petitot

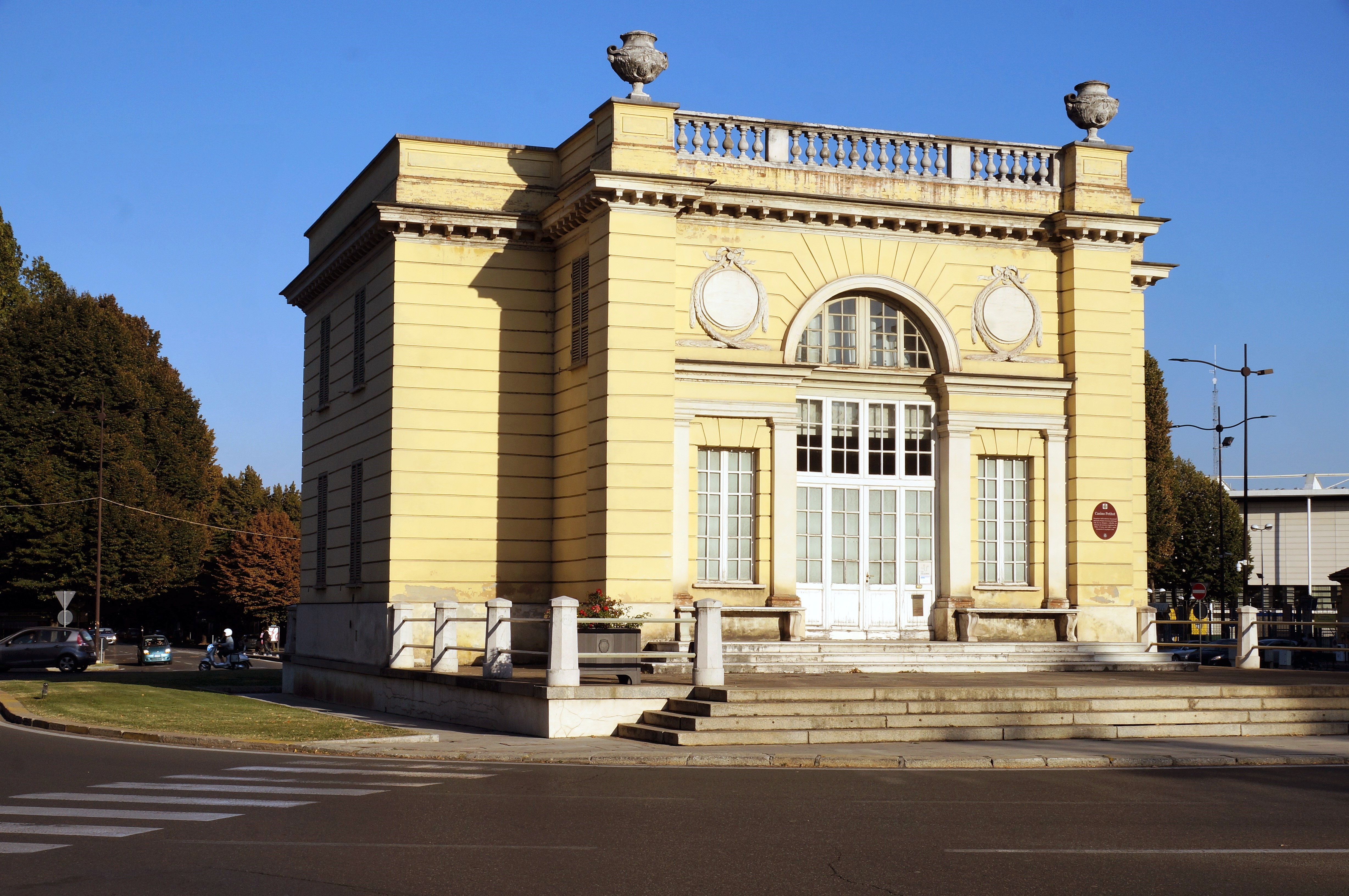
Facciata del casinetto Petitot

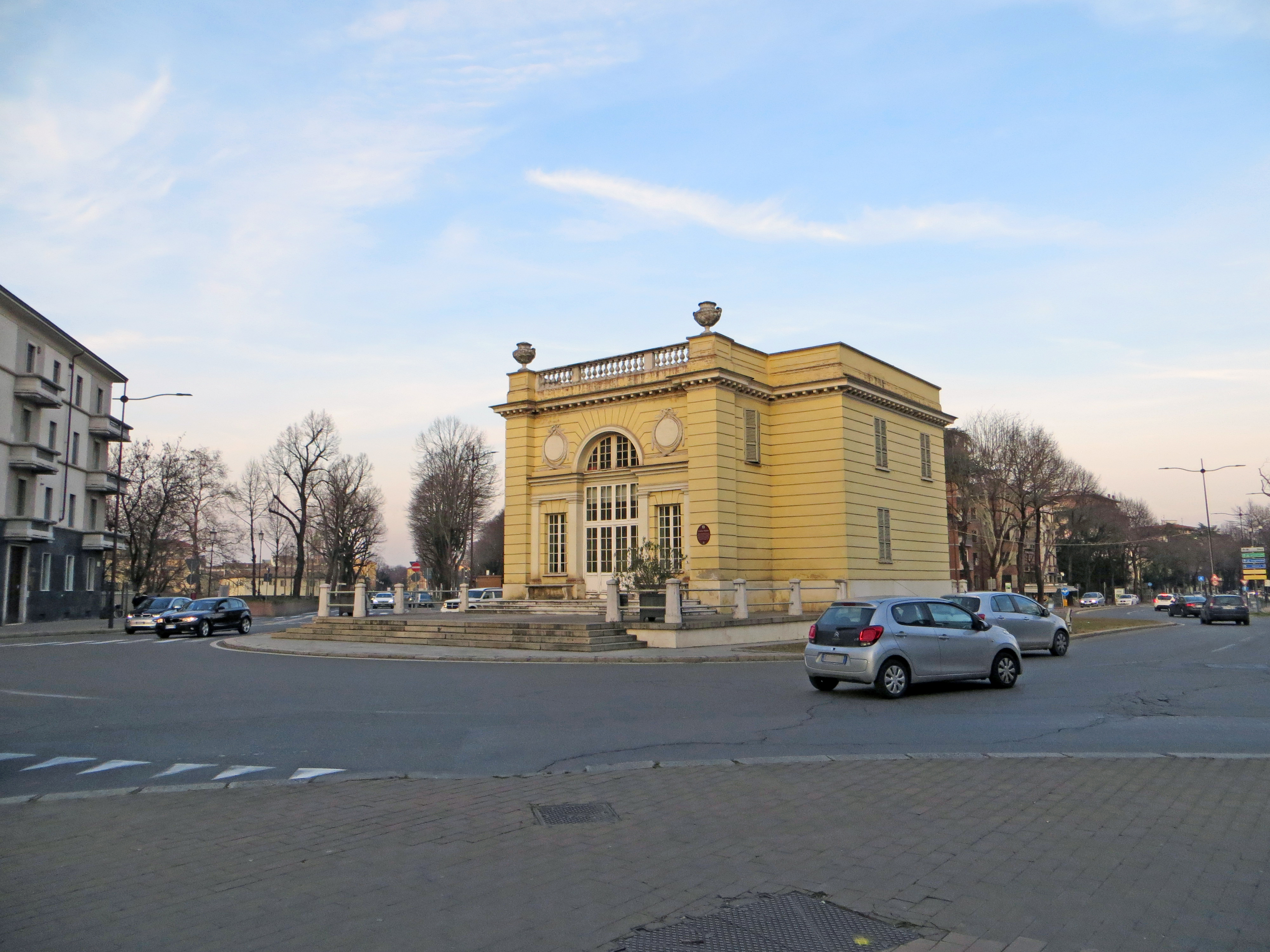
Facciata e lato sud del casinetto Petitot

Piccolo edificio dalle forme neoclassiche, situato al centro di piazzale Risorgimento, rappresenta uno tra i primi eleganti caffè costruiti in Italia. Fu edificato dall'architetto Ennemond Alexandre Petitot nel 1766 per volere del primo ministro ducale Guillaume du Tillot, contestualmente alla costruzione dell'elegante Stradone, effettuato con l'intento di renderlo simile ai boulevard parigini ed esaltare il mito che puntava a riaffermare Parma quale nuova Atene d'Italia.

### Palazzo Giordani

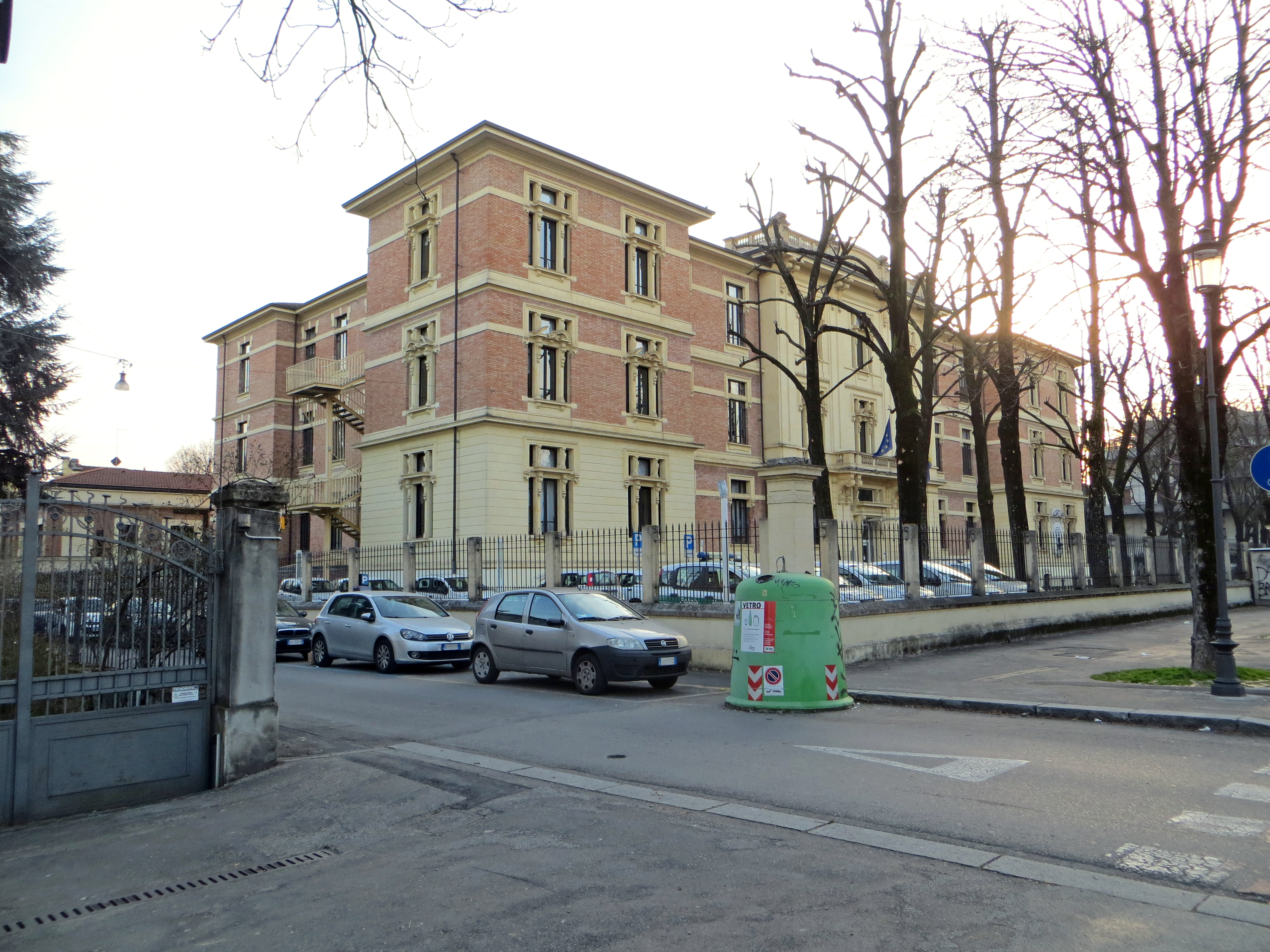
Facciata e lato est di palazzo Giordani

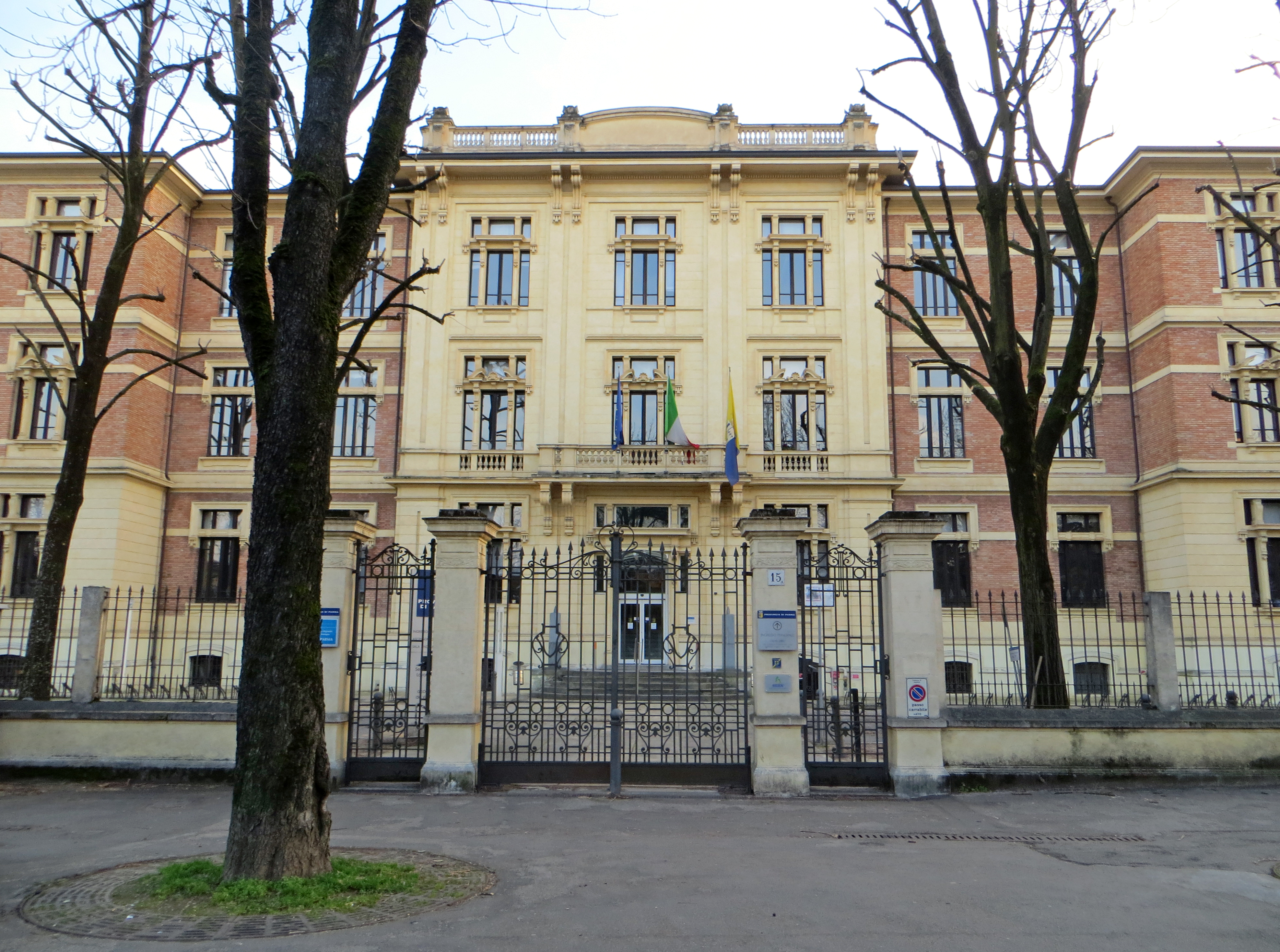
Particolare della facciata di palazzo Giordani

Imponente edificio d'epoca liberty, è situato circa a metà dello stradone Martiri della Libertà, nei pressi dell'ingresso principale della Cittadella. Fu costruito su progetto dell'ingegner Gustavo Tognetti a partire dal 1921 quale padiglione universitario per lo studio delle scienze biologiche, ma cambiò destinazione numerose volte fino a diventare proprietà della Provincia di Parma, che lo destinò, dopo una completa ristrutturazione a opera dell'architetto parmigiano Haig Uluhogian nei primi anni 2000, a propria sede.

### Seminario minore

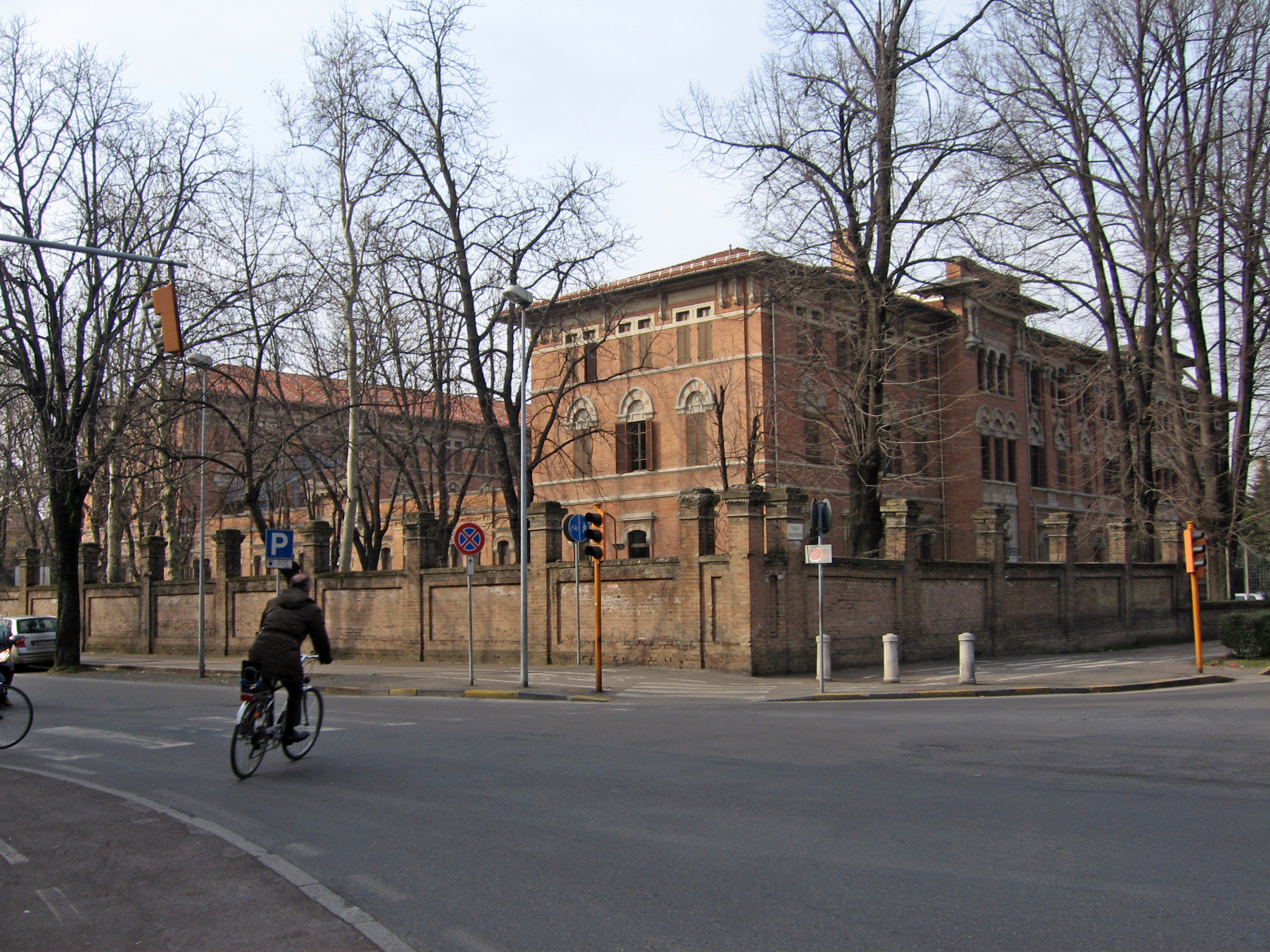
Seminario minore

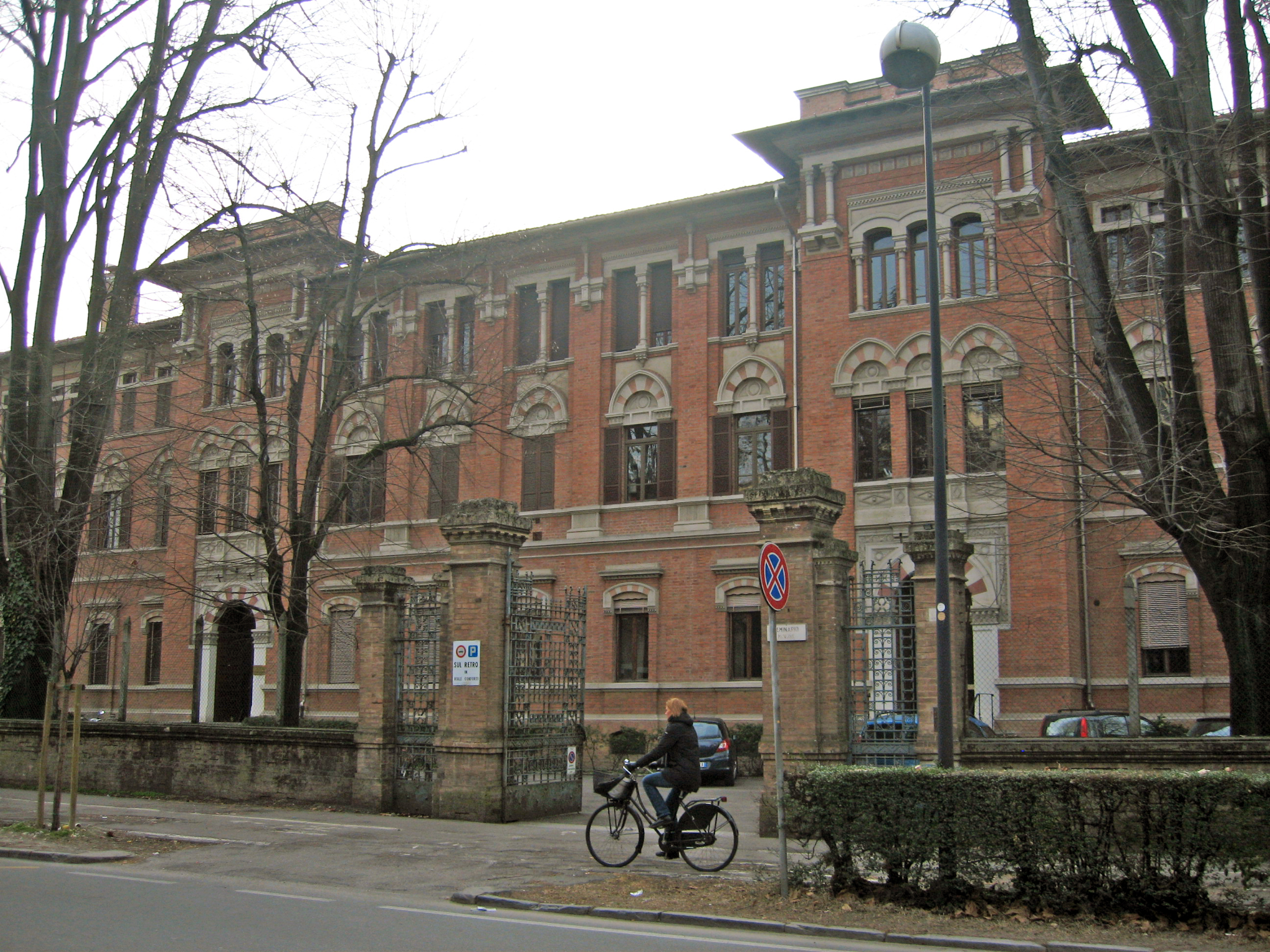
Facciata principale del Seminario minore

Grande edificio d'epoca liberty, sorge al termine dell'elegante viale Solferino. Fu costruito tra il 1929 e il 1939 su progetto dell'architetto Camillo Uccelli, per volere del vescovo Guido Maria Conforti, in considerazione dell'alto numero degli aspiranti al sacerdozio dell'epoca. Il palazzo si sviluppa attorno al grande chiostro centrale, caratterizzato dall'alto porticato sostenuto da pilastri con capitello, dai tratti neogotici, che caratterizzano anche i motivi strutturali ed ornamentali delle facciate.

### Casa madre dei Missionari Saveriani

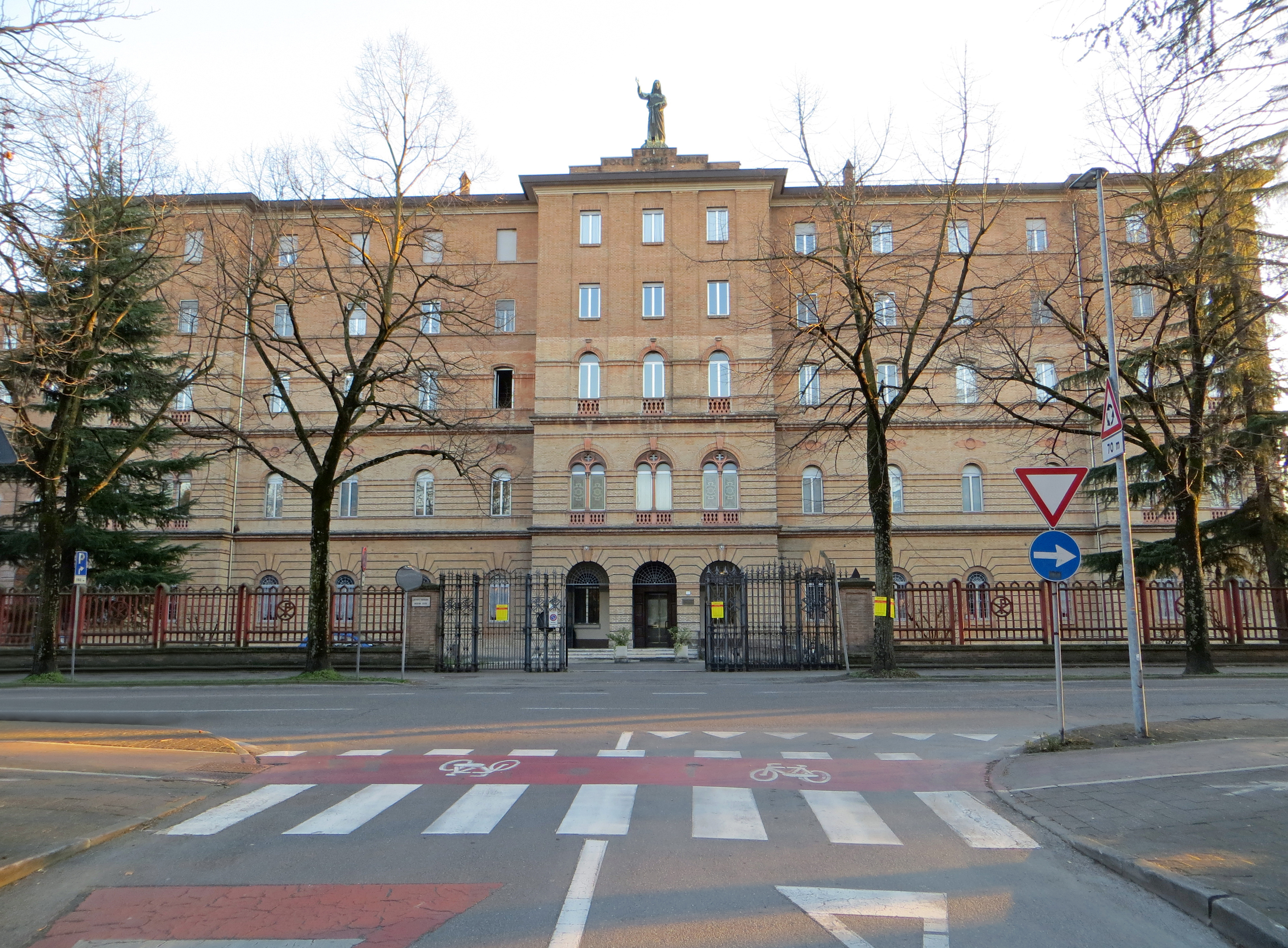
Facciata principale della casa madre dei Missionari Saveriani

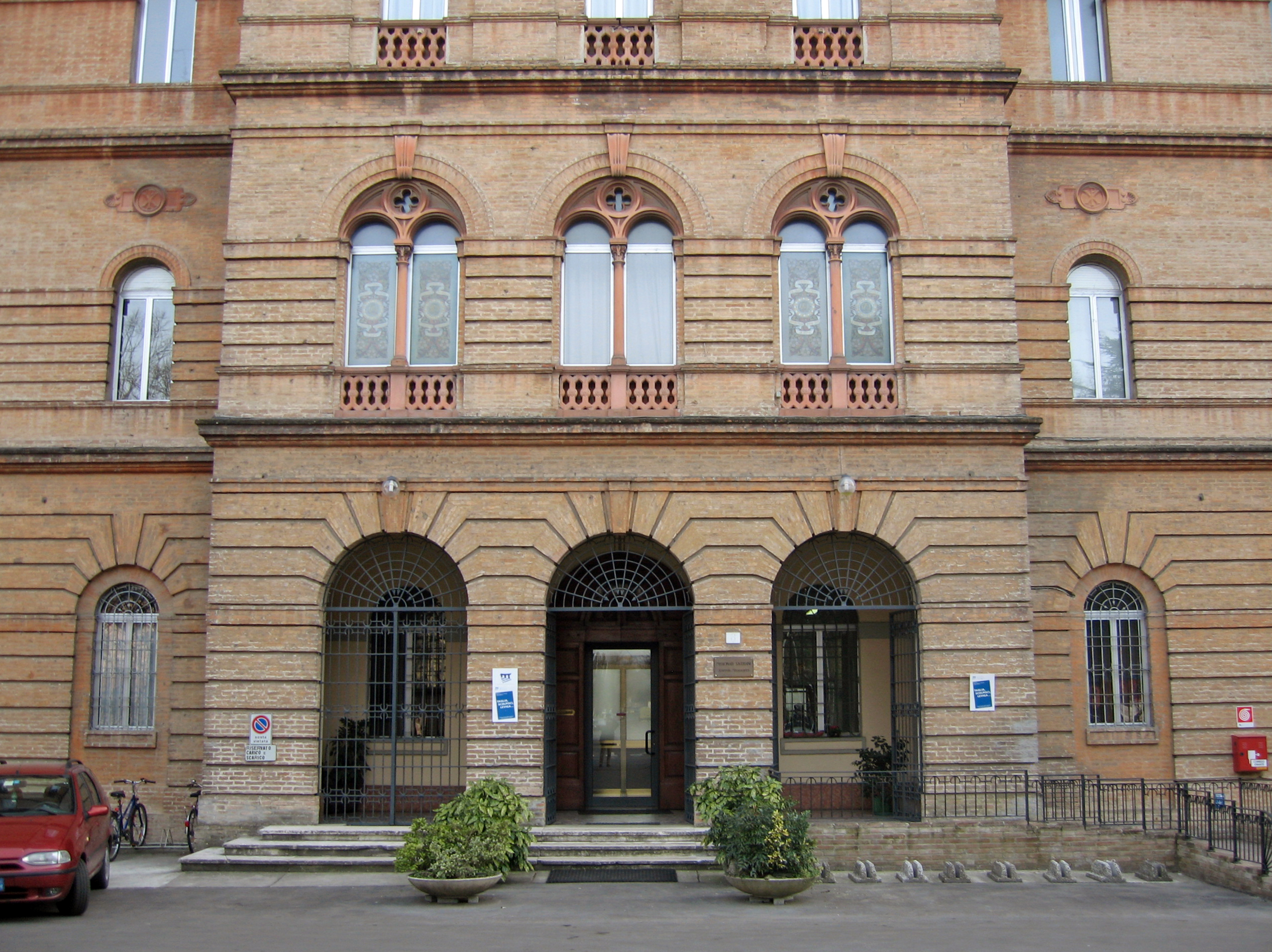
Ingresso della casa madre dei Missionari Saveriani

Imponente edificio d'epoca liberty, è situato in viale San Martino, nelle vicinanze del Seminario minore. Fu costruito a partire dal 1900 su interessamento del vescovo Francesco Magani quale nuova sede della Congregazione di San Francesco Saverio per le Missioni Estere, da pochi anni fondata da monsignor Guido Maria Conforti. L'edificio fu successivamente ampliato nel 1921 con l'aggiunta dell'ala ovest, conferendo al palazzo una forma ad U; in seguito fu nuovamente ingrandito ed innalzato tra il 1957 e il 1959, con la costruzione anche della grande cappella; quest'ultima, elevata a santuario nel 1997, ospita le spoglie di san Guido Maria Conforti. Vi ha sede inoltre il Museo d'arte cinese ed etnografico, gestito dai Padri Saveriani.

## Principali palazzi nobiliari

### Palazzo Dalla Rosa Prati

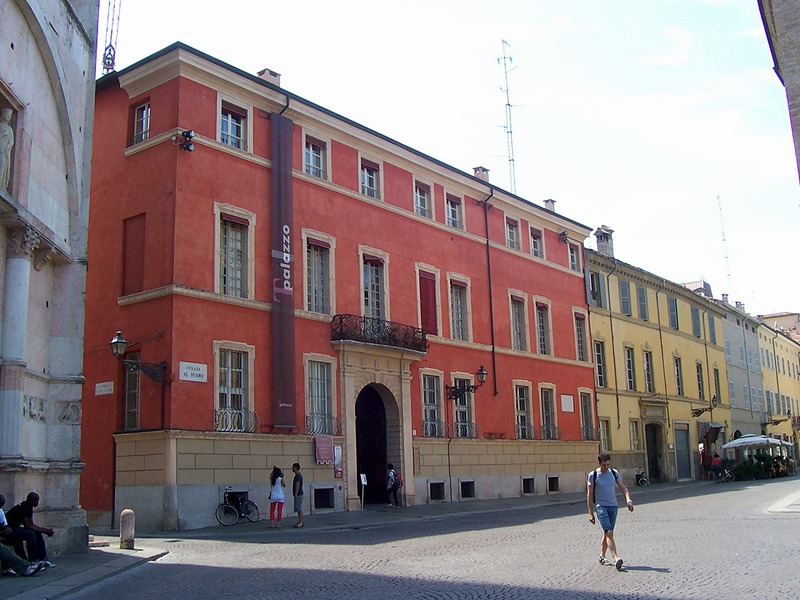
Palazzo Dalla Rosa Prati

Palazzo nobiliare, è situato in strada al Duomo, accanto al Battistero all'angolo con piazza Duomo. Fu costruito nelle forme attuali nella seconda metà del XVIII secolo, con il caratteristico balcone di facciata con balaustra in ferro battuto, il cortile con archi e la vasta sala del piano nobile dipinta probabilmente da Benigno Bossi.

### Palazzo Sanvitale

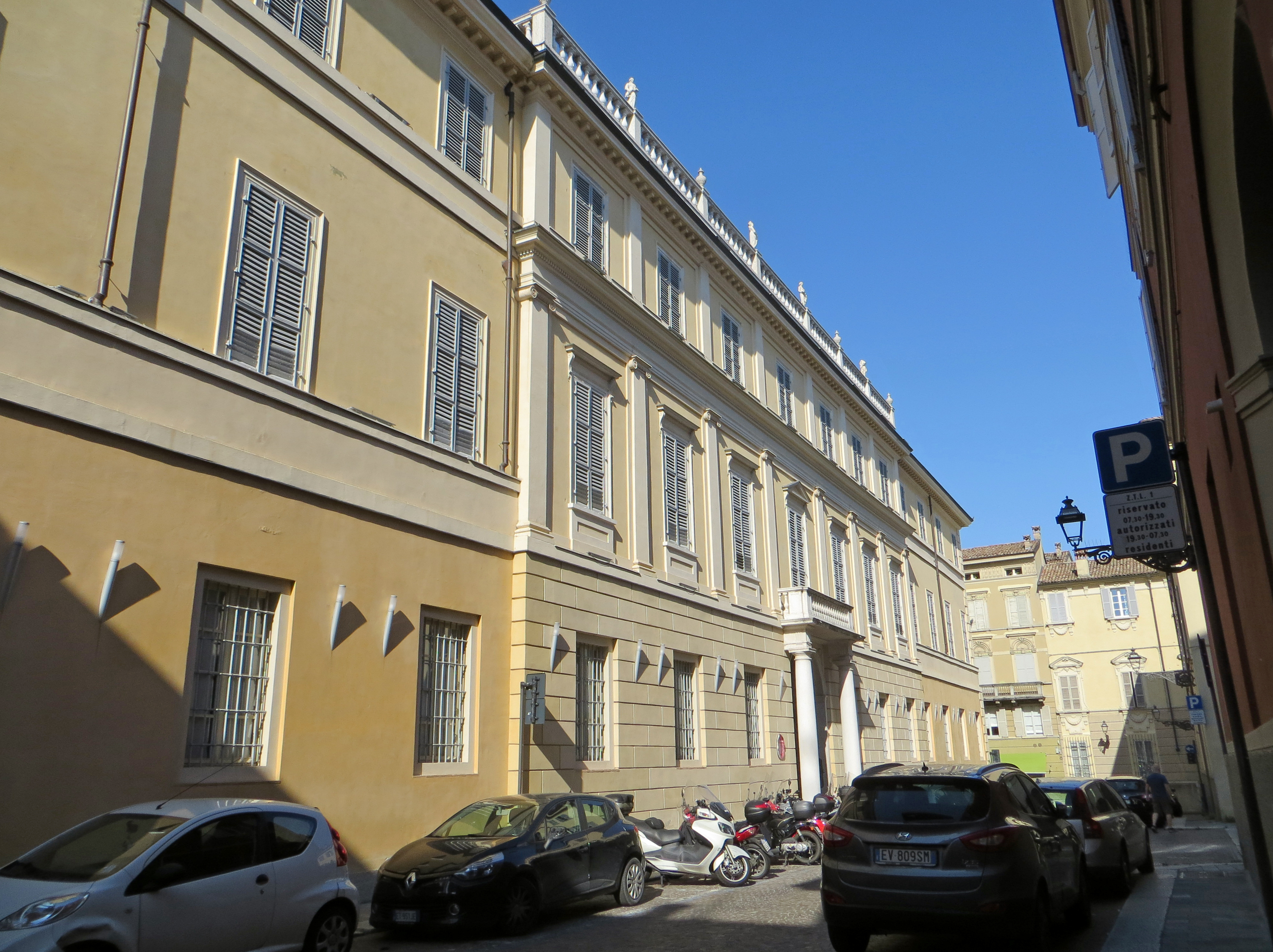
Facciata principale di Palazzo Sanvitale

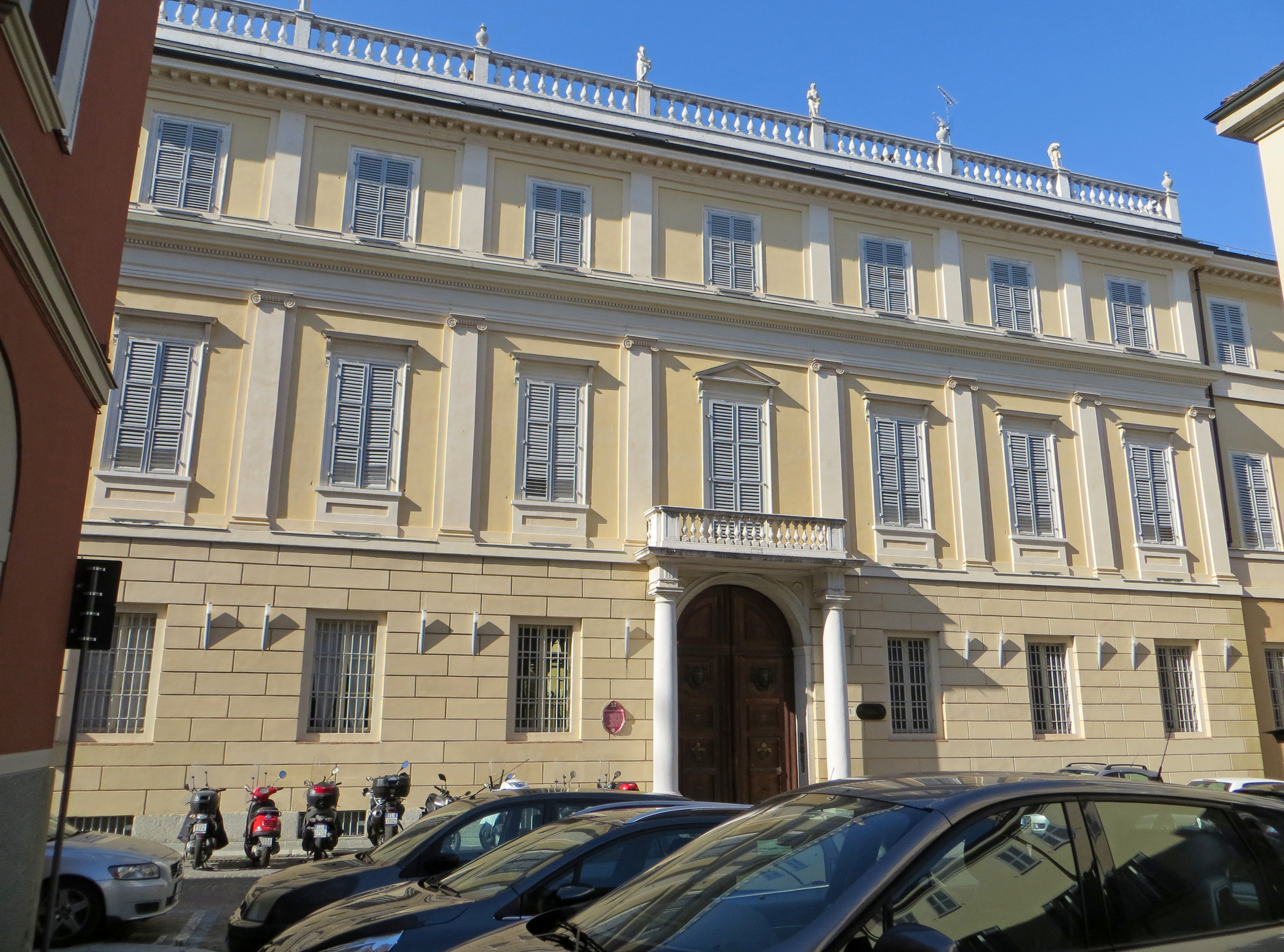
Corpo centrale della facciata di Palazzo Sanvitale

Imponente palazzo nobiliare, sorge in piazzale Jacopo Sanvitale, nelle vicinanze del Duomo. L'originaria costruzione dei Lalatta, risalente alla prima metà del XVI secolo, divenne nel 1639 la residenza dei Sanvitale, che un secolo dopo incaricarono l'architetto Angelo Rasori di ristrutturare la parte centrale della facciata e costruire un'intera nuova ala del palazzo, comprendente il vestibolo e il maestoso scalone d'onore, inaugurati nel 1787. Divenuto sede della Fondazione Monte di Parma, ospita dal 1999 il museo Amedeo Bocchi.

### Palazzo Cusani

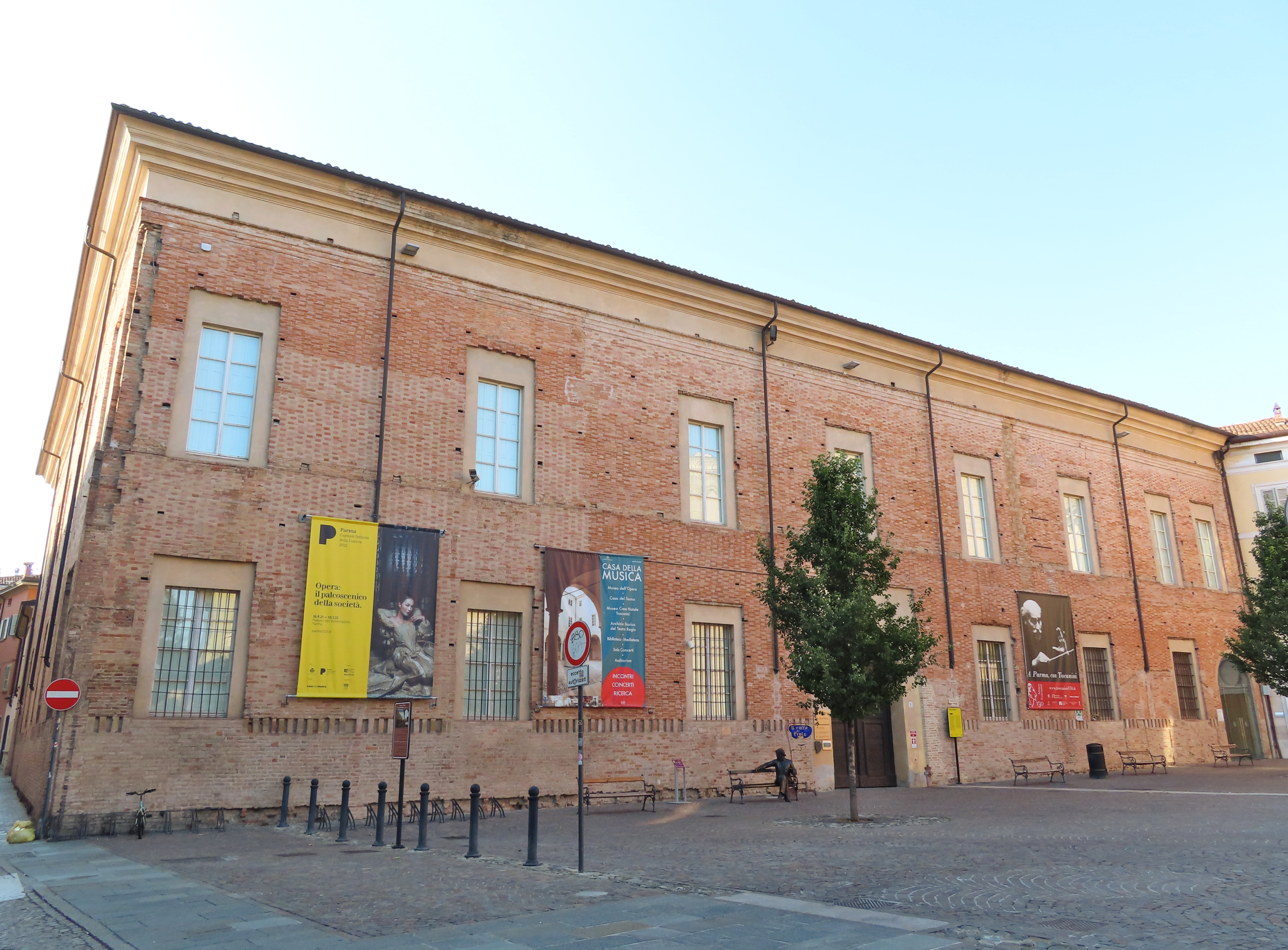
Facciata di Palazzo Cusani

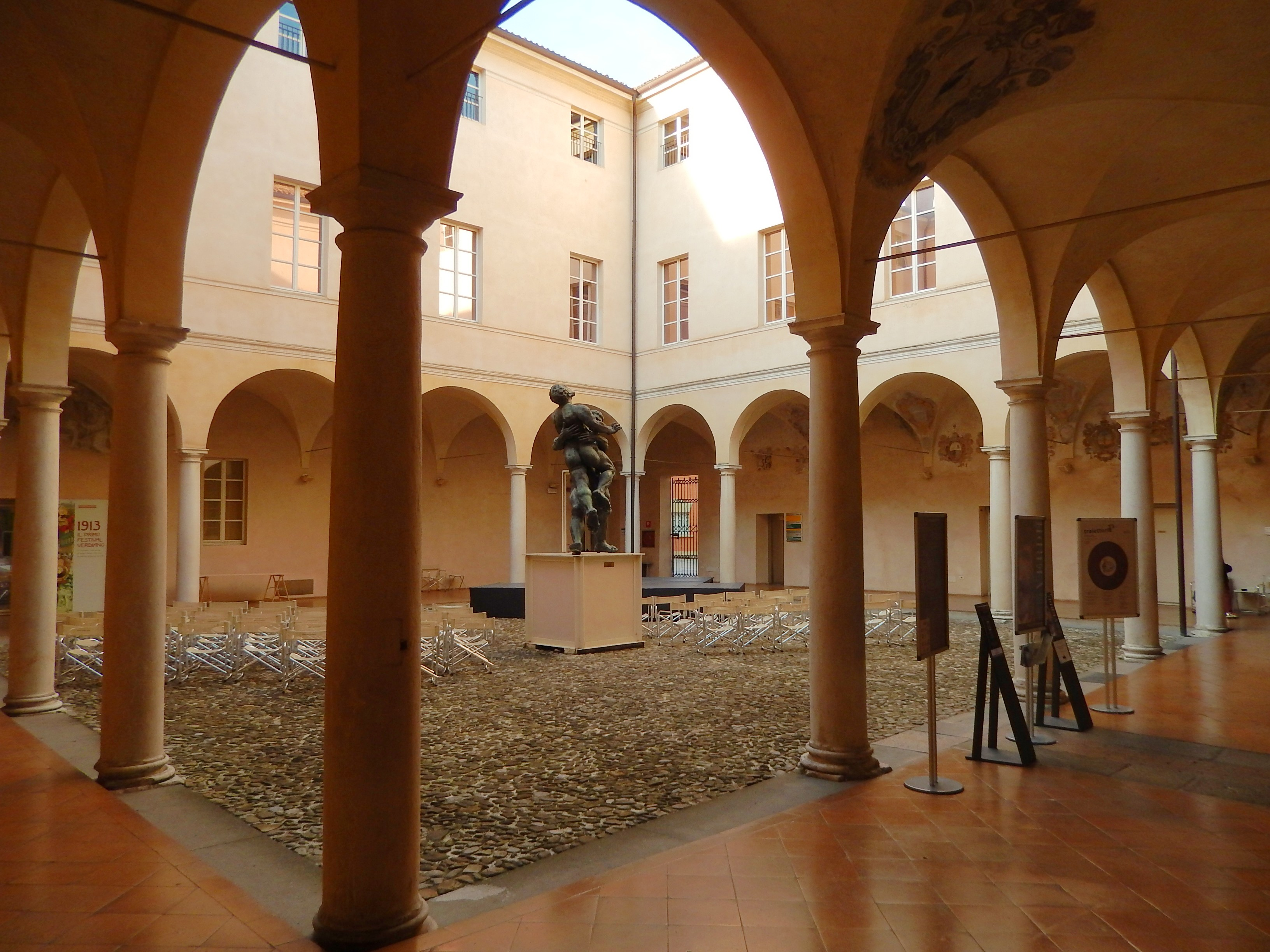
Cortile di Palazzo Cusani

Ampio palazzo nobiliare rinascimentale, sorge in piazzale San Francesco a fianco della chiesa di San Francesco del Prato. Fu costruito nella seconda metà del XV secolo dalla nobile famiglia Cusani e ceduto all'inizio del XVII secolo alla Comunità di Parma. Nei secoli successivi cambiò destinazione più volte. Nella seconda metà del XVIII secolo fu collocato al centro del cortile con portici il monumento a Ercole e Anteo. Ristrutturato totalmente alla fine del XX secolo, dal 2002 ospita la sede della Casa della Musica.

### Palazzo Tirelli

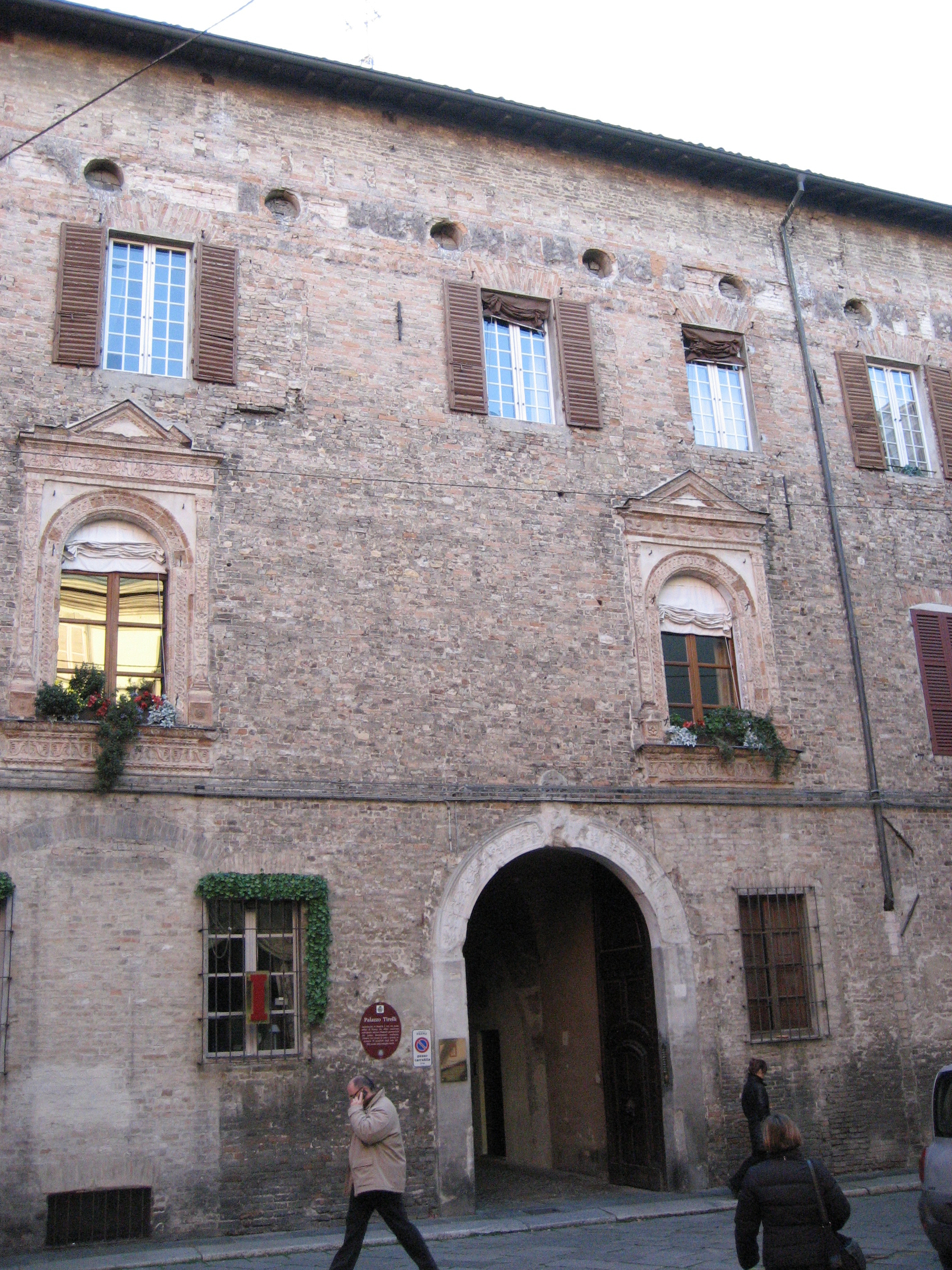
Facciata di Palazzo Tirelli

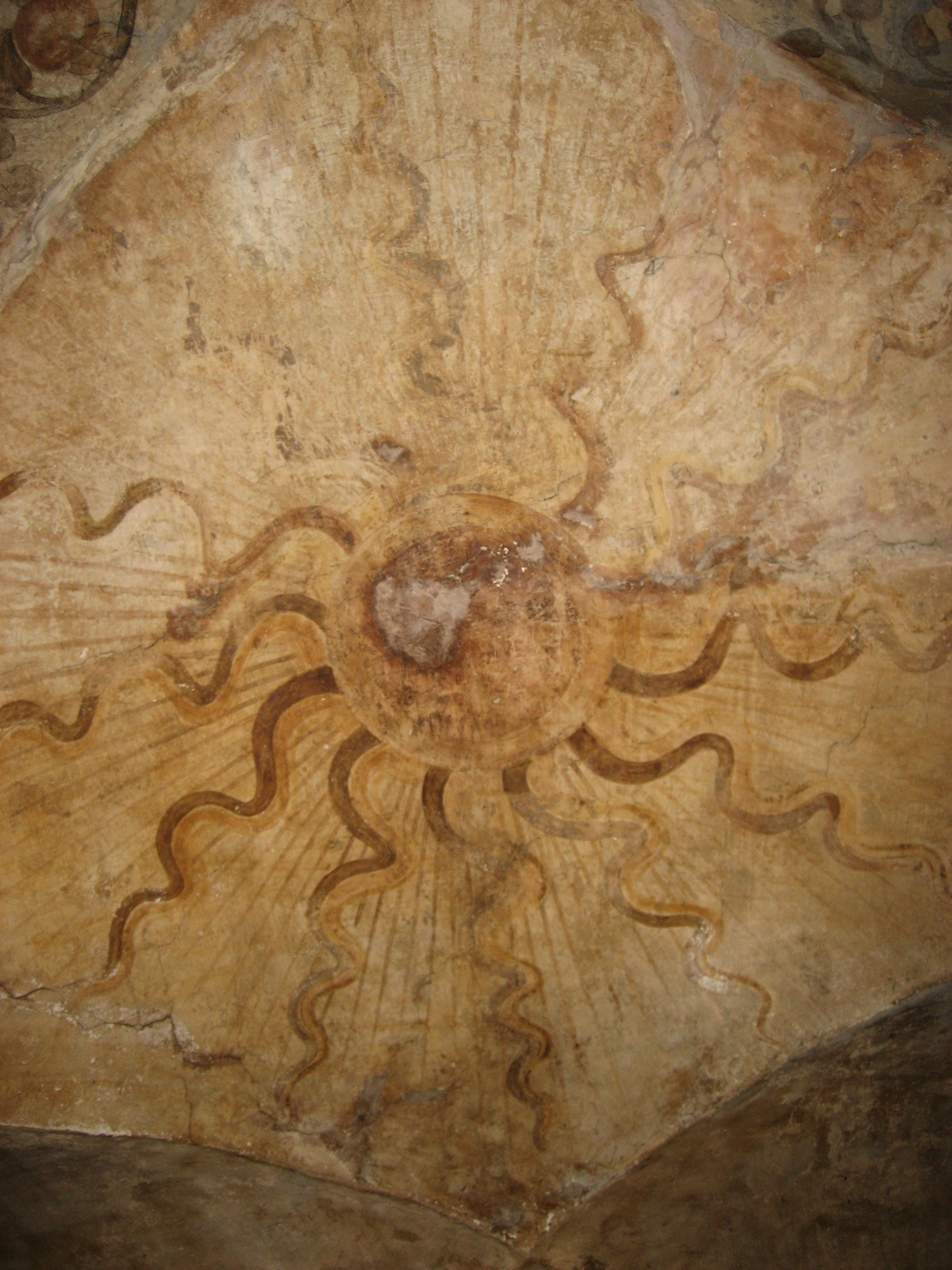
Volta dell'androne di Palazzo Tirelli

Palazzo padronale situato in borgo San Vitale, laterale di strada della Repubblica, rappresenta in città uno dei pochi esemplari rimasti di palazzo padronale del primo Rinascimento con influsso lombardo. Fu costruito nel XIV secolo dai conti Bajardi ma passò di mano varie volte nei secoli successivi; ciò nonostante, fu mantenuta parzialmente integra la facciata quattrocentesca caratterizzata da due finestre rinascimentali in cotto.

### Palazzo Dazzi

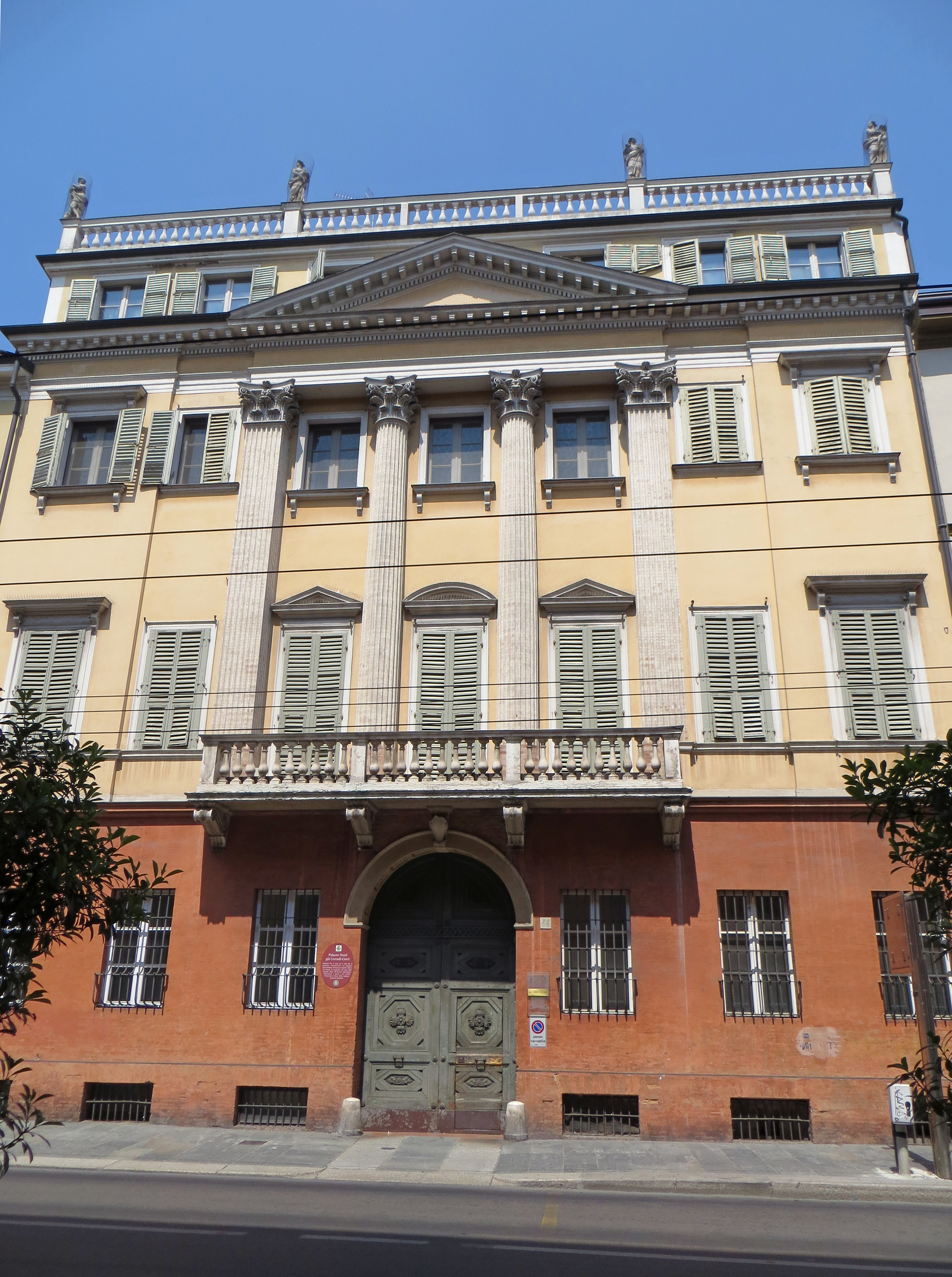
Palazzo Dazzi

Pregevole palazzo nobiliare, è situato in strada della Repubblica. Fu costruito tra il 1794 e il 1797 dall'architetto parmigiano Domenico Cossetti, allievo del Petitot, per volere del marchese Gian Francesco Corradi Cervi. Presenta un'elegante facciata neoclassica caratterizzata da un balcone balaustrato, su cui si innalzano due colonne e due lesene scanalate con capitelli corinzi che sorreggono il timpano.

### Palazzo Rangoni Farnese

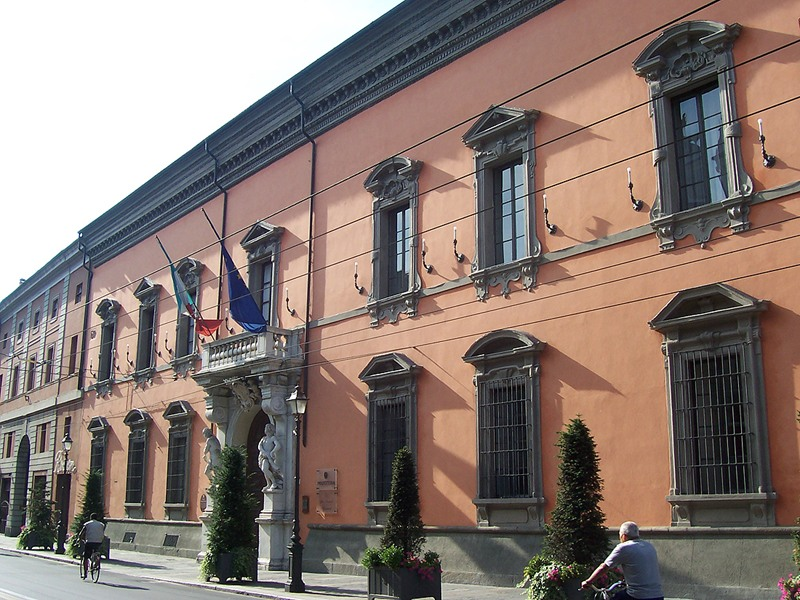
Facciata di Palazzo Rangoni Farnese

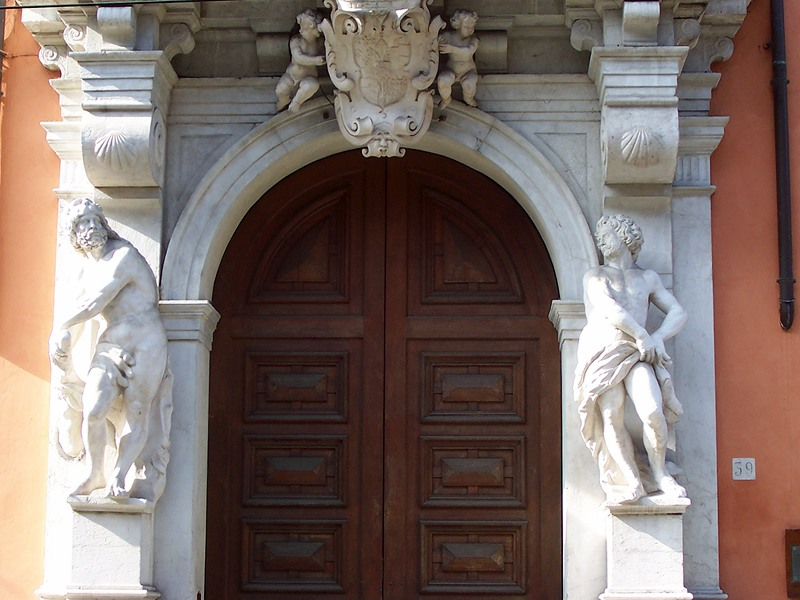
Ingresso di Palazzo Rangoni Farnese

Elegante palazzo padronale, è situato in strada della Repubblica. Fu costruito nel XVI secolo dai Cantelli, che lo vendettero nel 1572 al conte Giulio Rangoni, signore di Roccabianca; nel 1690 parte dell'edificio divenne residenza dei principi Farnese, dei quali appare ancora oggi lo stemma in facciata; fu restaurato alla fine del XVII secolo su progetto attribuito a Giovan Battista Barberini e Ferdinando Bibiena. Il portale è costituito da due pseudo telamoni che sorreggono il balcone, mentre l'interno, che ha subito numerosi rifacimenti, presenta un androne e uno scalone ricchi di decorazioni e figure in stucco. Divenuto nel 1762 proprietà della Camera Ducale, attualmente è la sede della Prefettura.

### Palazzo Marchi

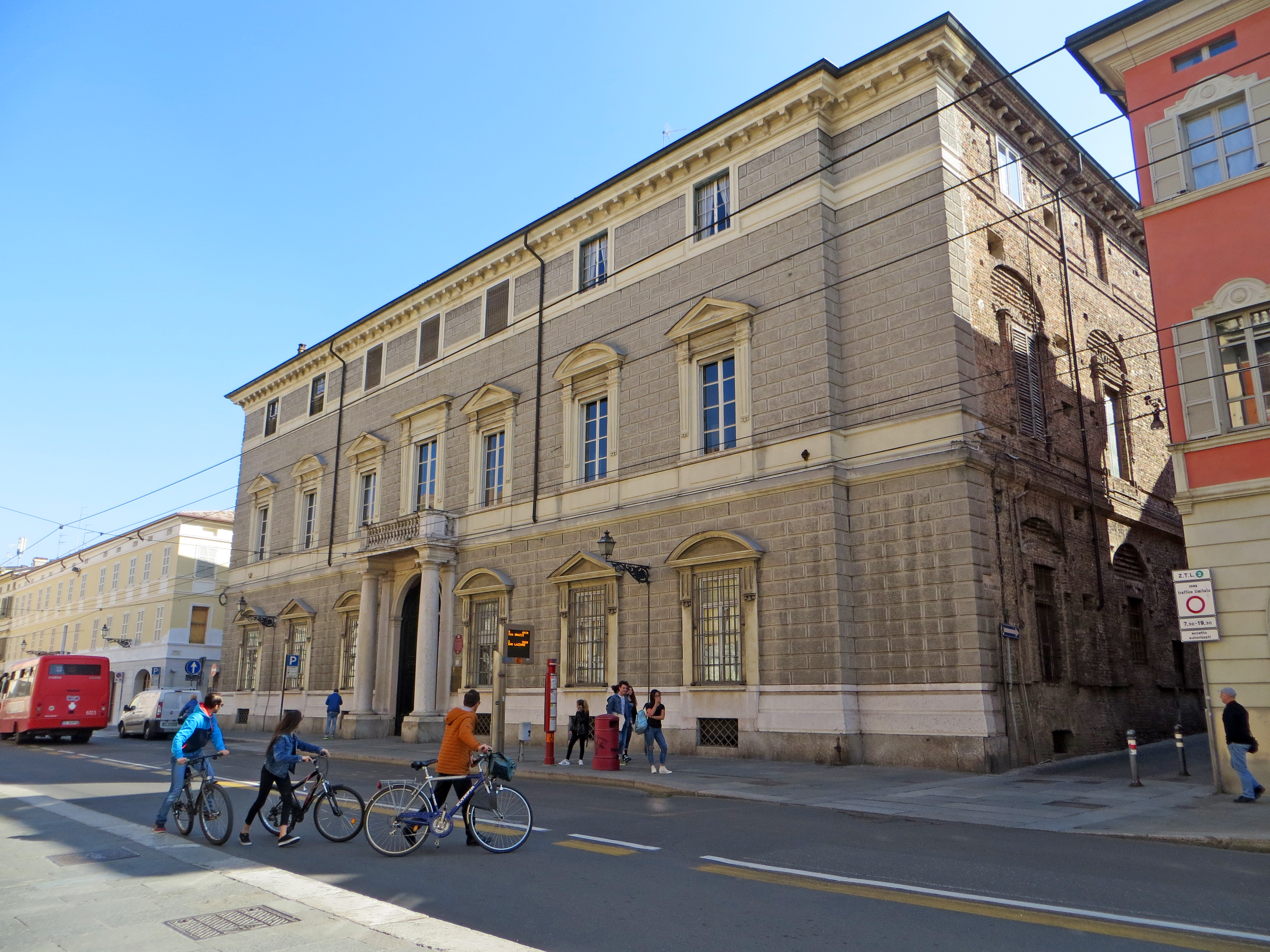
Facciata di Palazzo Marchi

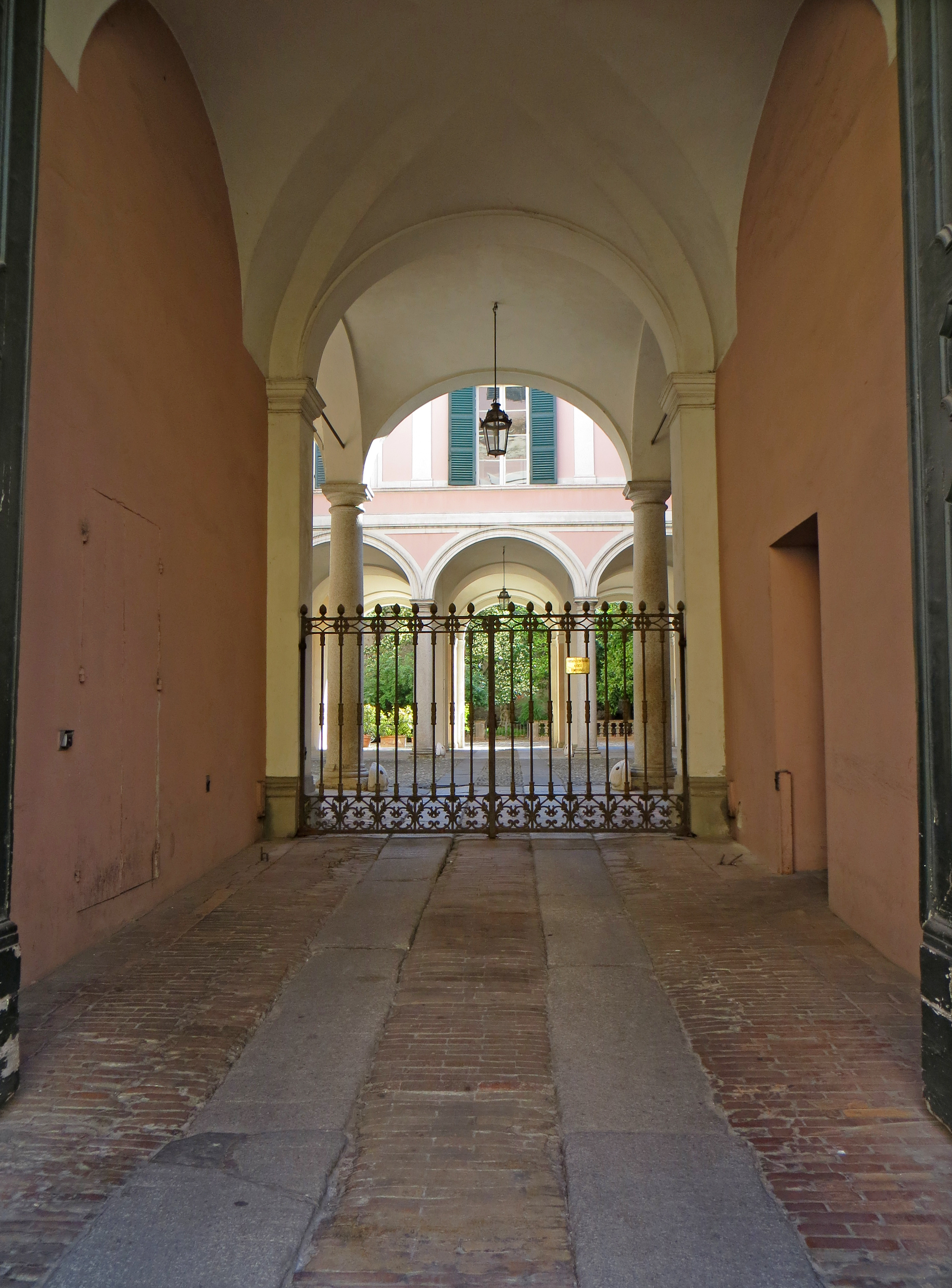
Androne di Palazzo Marchi

Importante palazzo nobiliare, sorge in strada della Repubblica. Fu costruito nel 1770 da Giovanni Furlani per il marchese Scipione Grillo; nel 1859 fu acquistato dalla famiglia Marchi. In stile neoclassico, presenta un'imponente facciata in finto bugnato, suddivisa da marcapiani. Al suo interno si sviluppano due grandi cortili con porticati ad arco sorretti da colonne doriche e uno scalone a forbice. Per alcuni anni ospitò la sede di rappresentanza della Fondazione Arturo Toscanini.

### Palazzo Bossi Bocchi

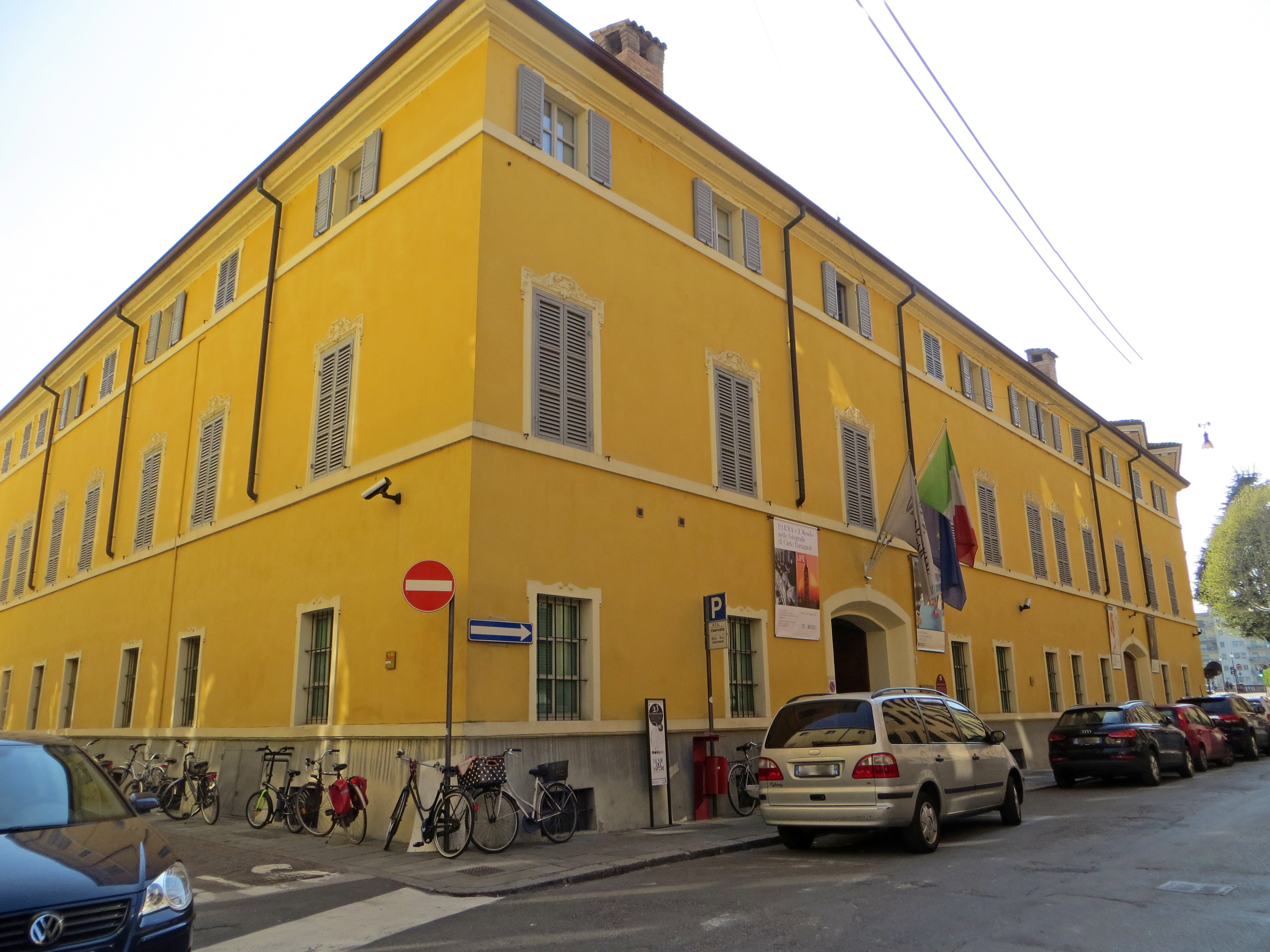
Facciata di Palazzo Bossi Bocchi

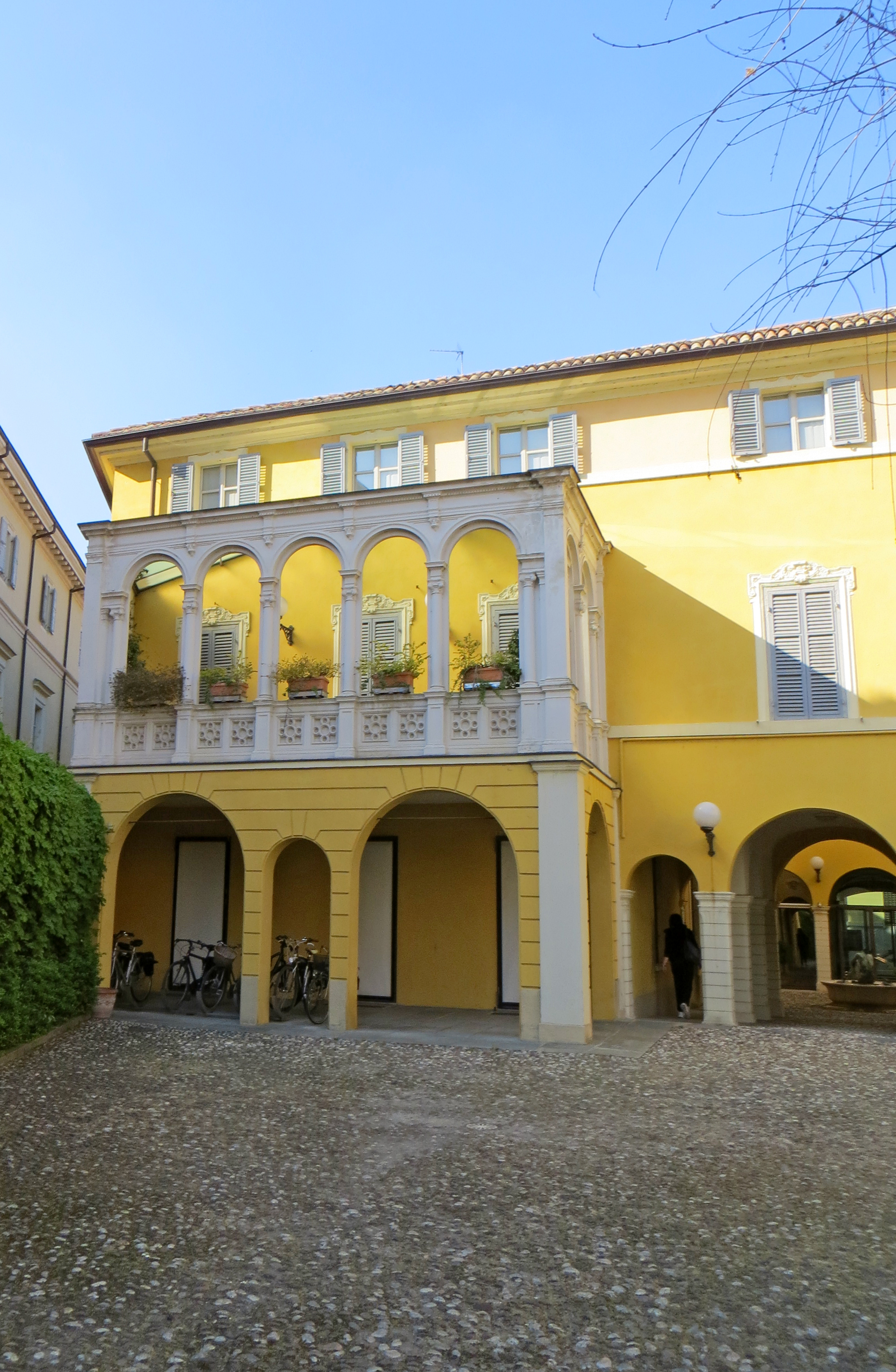
Loggia di Palazzo Bossi Bocchi

Palazzo nobiliare, è situato in strada al Ponte Caprazucca. Fu costruito nel XVI secolo, ma nei primi decenni del XIX fu completamente ristrutturato dal nuovo proprietario Francesco Antonio Pelati; un'ulteriore modifica avvenne dopo il 1894 su progetto dell'architetto Camillo Uccelli, per volere di Leonida Bocchi. Divenuto nel 1977 sede della Fondazione Cariparma, ne ospita dal 1995 il museo.

### Palazzo Soragna

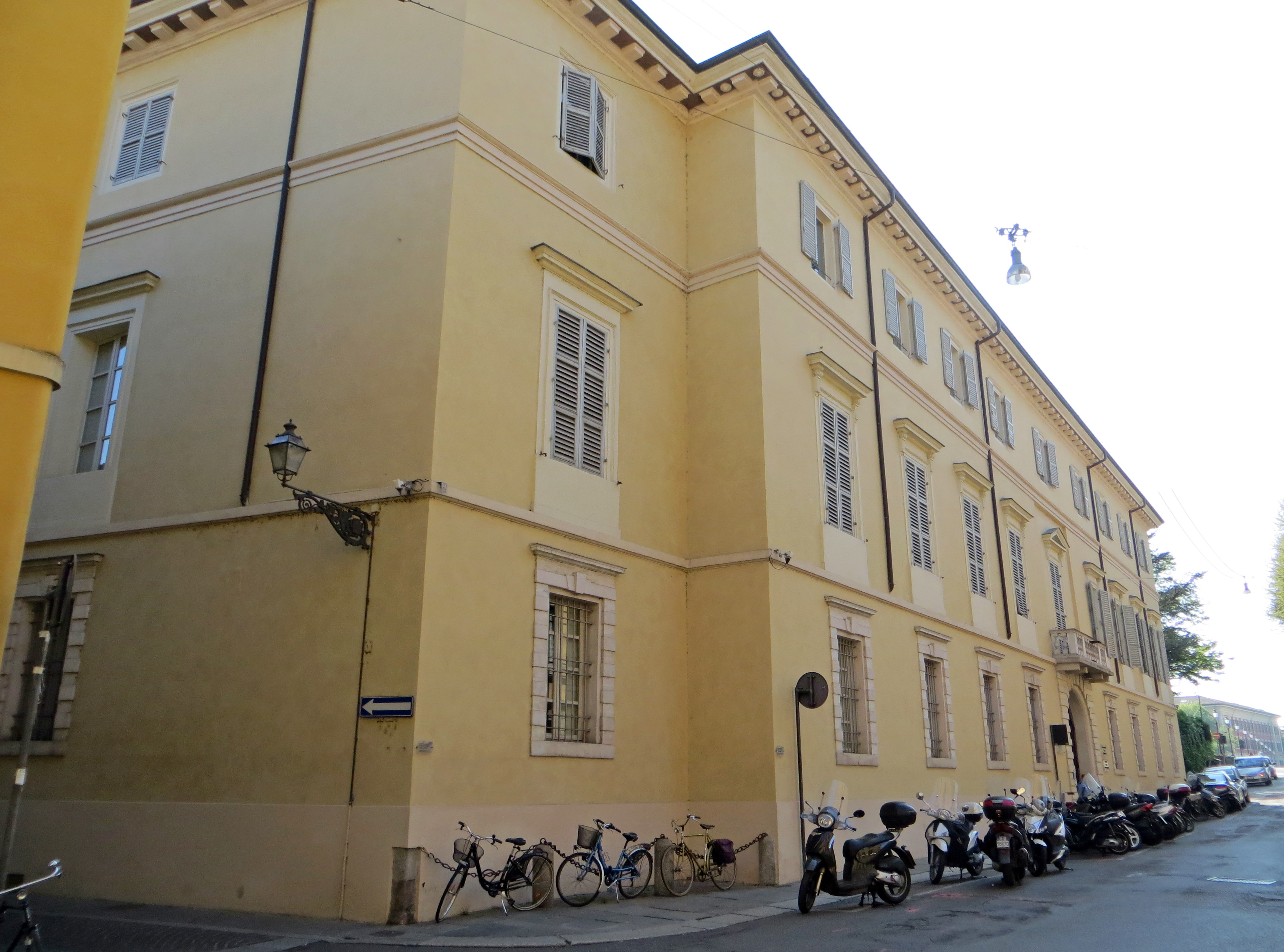
Palazzo Soragna

Elegante palazzo neoclassico, sorge nelle vicinanze del Lungoparma in strada al Ponte Caprazucca. Fu costruito nel 1795 da Angelo Rasori per la nobile famiglia Meli Lupi attorno ad un ampio cortile con porticato ad archi a tutto sesto. Attualmente è la sede dell'Unione Parmense degli Industriali.

### Palazzo Tarasconi

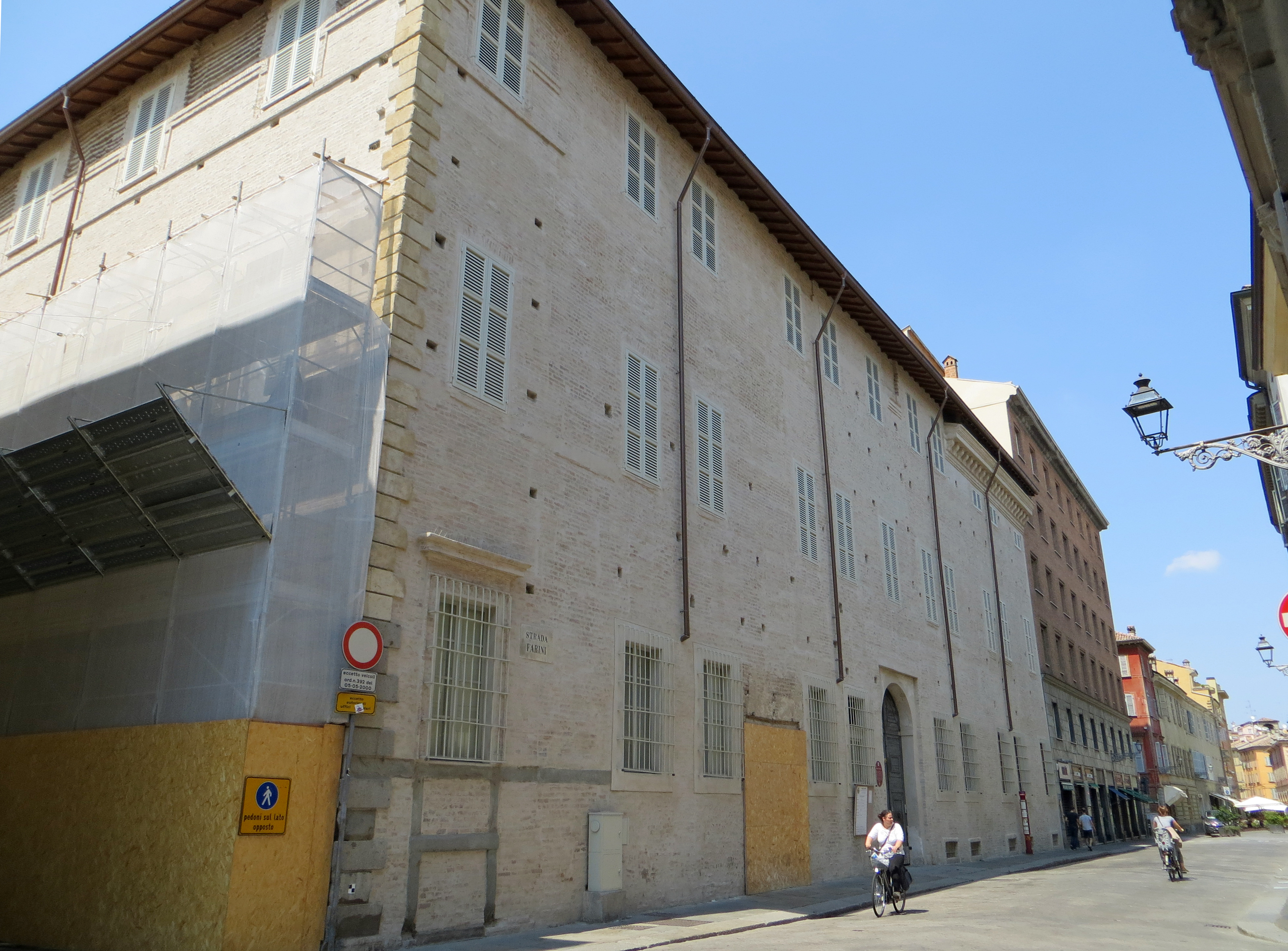
Facciata di Palazzo Tarasconi

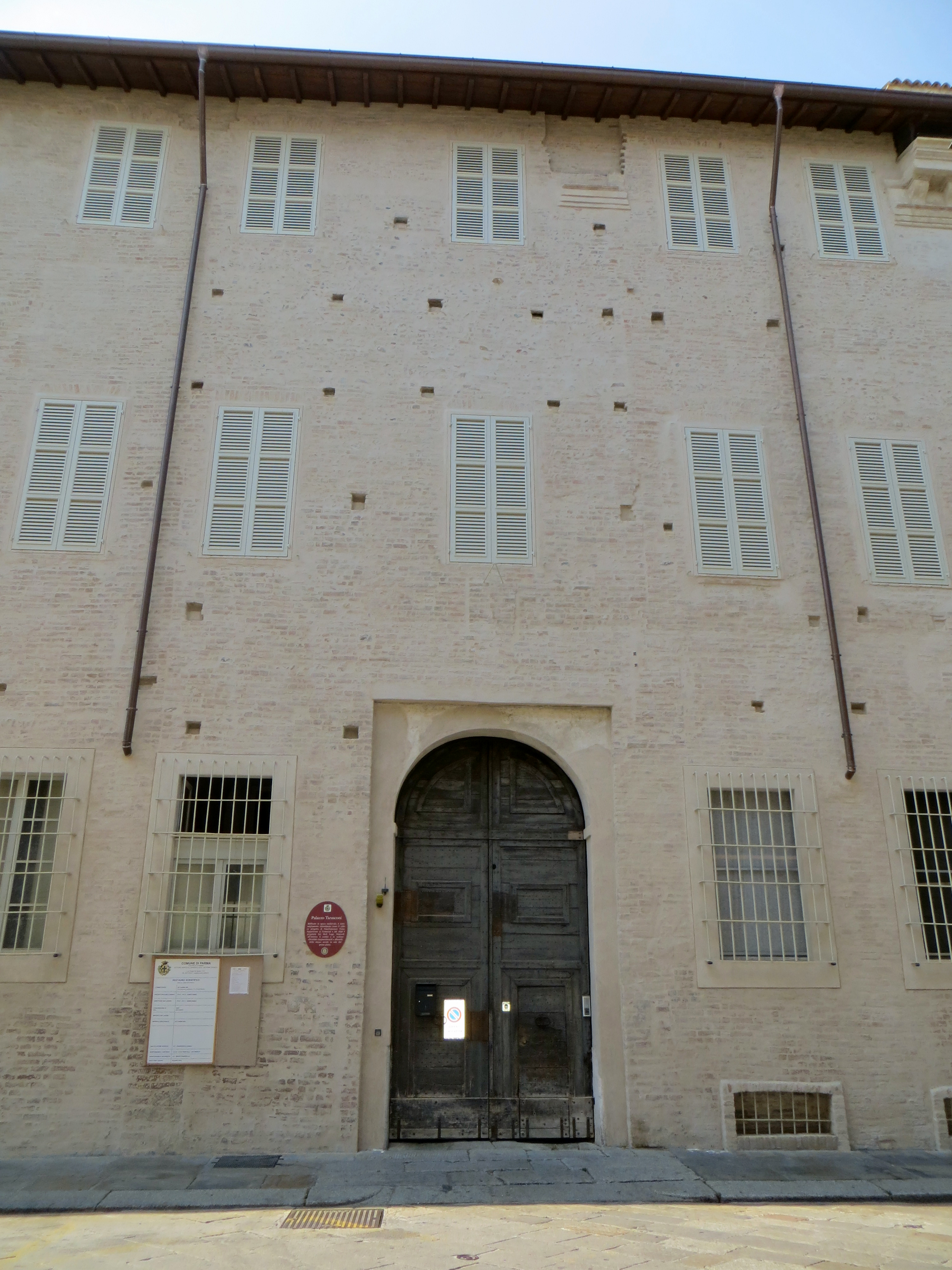
Ingresso di Palazzo Tarasconi

Grande palazzo privato, sorge in strada Farini. Fu costruito in stile rinascimentale per i fratelli Scipione e Alessandro Tarasconi verso la fine del XVI secolo su probabile progetto di Giovanni Francesco Testa, al quale subentrò quasi sicuramente l'architetto Giovanni Battista Magnani per l'ampliamento avvenuto dopo il 1604. Incompiuto nei prospetti esterni, l'edificio si sviluppa attorno ad un grande cortile centrale circondato da un portico sovrastato da loggiato, raggiungibile attraverso uno scalone d'onore ed una scala elicoidale con colonne d'ordine dorico; presenta varie sale decorate con affreschi del XVI e XVII secolo. Al suo interno nel 1860 venne aperto il primo sportello della Cassa di Risparmio di Parma, mentre il retro del palazzo ospitò per 20 anni la tipografia della Gazzetta di Parma.

### Palazzo Carmi

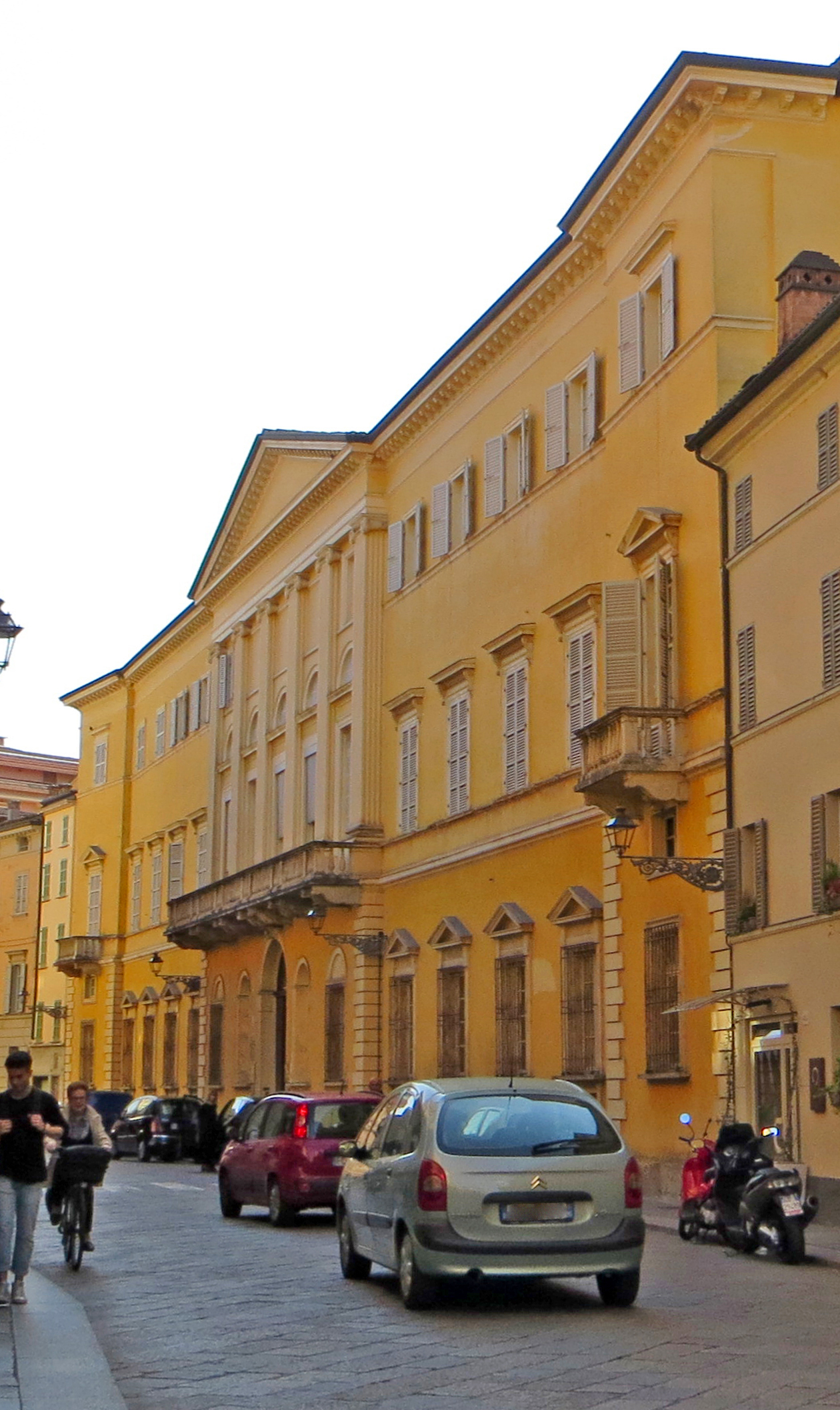
Facciata di Palazzo Carmi

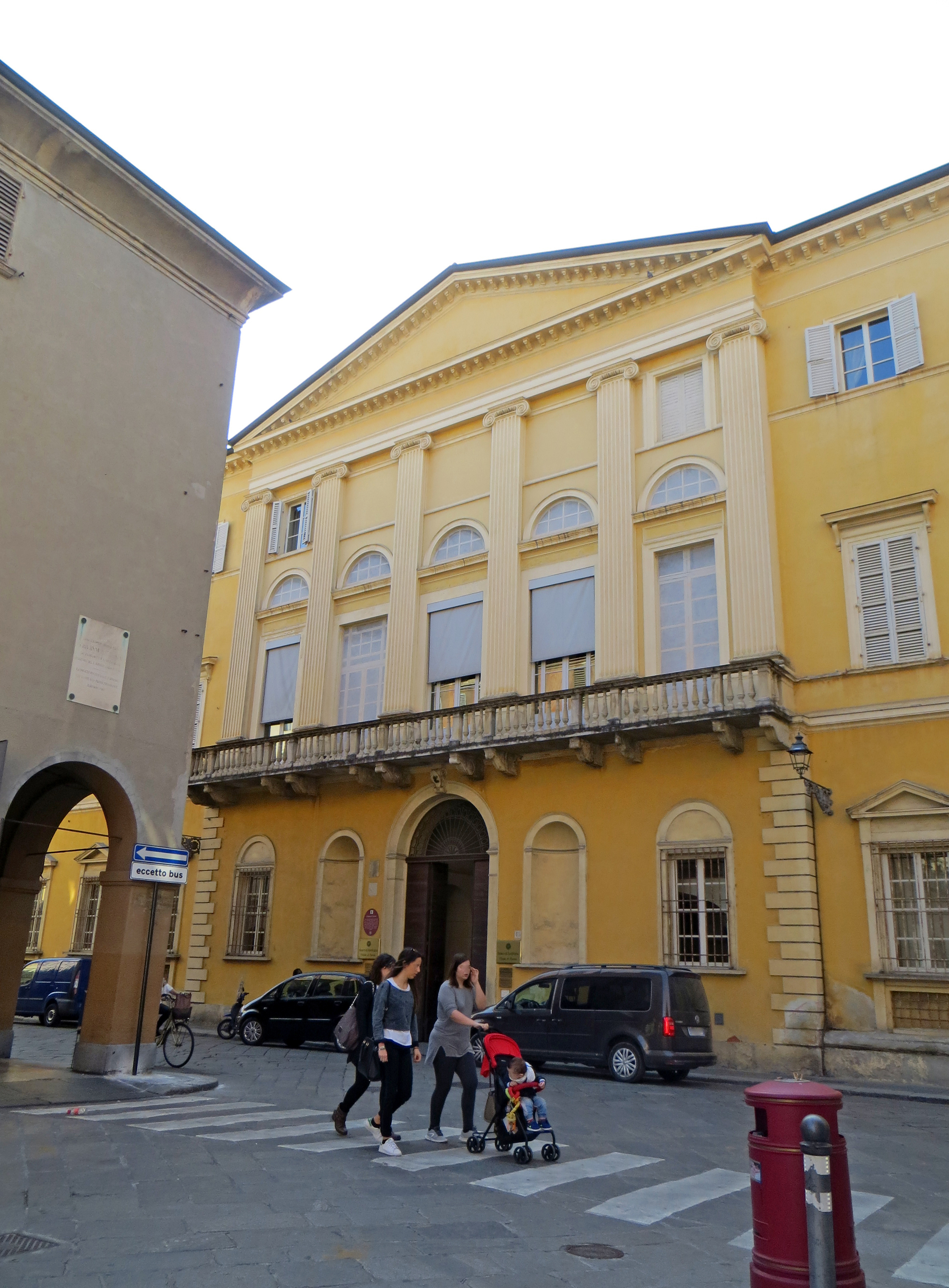
Corpo centrale della facciata di Palazzo Carmi

Pregevole palazzo nobiliare neoclassico, è situato lungo la centrale strada Farini. Fu costruito tra il 1825 e il 1830 dal piacentino Paolo Gazola. La facciata presenta un grande balcone balaustrato dal quale partono sei lesene scanalate che sorreggono l'ampio timpano, mentre l'interno è caratterizzato da un grande atrio, uno scalone in stile neoclassico e numerose stanze ornate.

### Palazzo Pallavicino

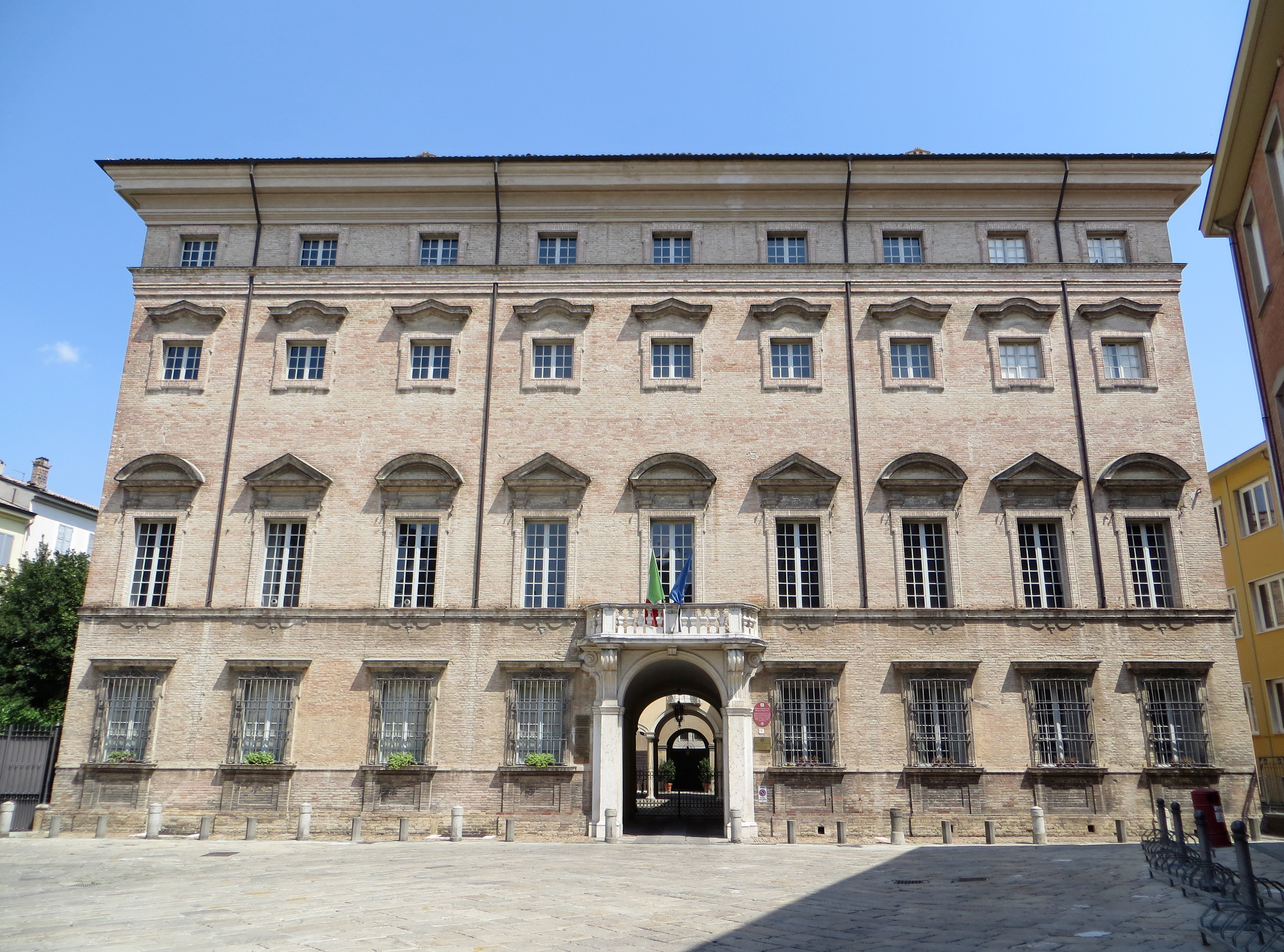
Facciata di Palazzo Pallavicino

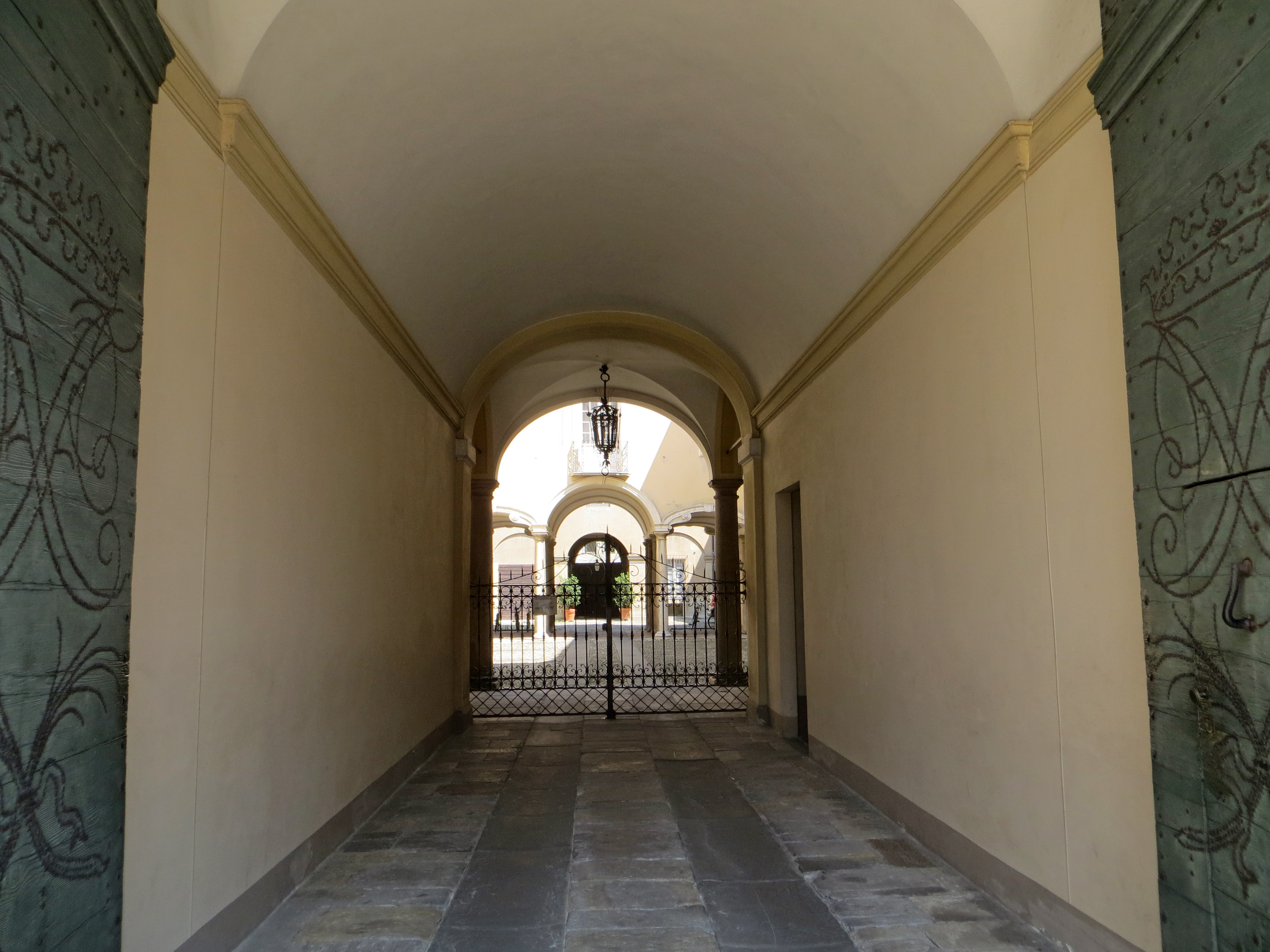
Androne di Palazzo Pallavicino

Edificio privato a pianta quadrata in stile barocco, è situato in piazzale Santafiora, che sorge a lato di strada Farini. L'originario palazzo degli Sforza di Santa Fiora risale alla fine del XV secolo, ma nel 1646 il marchese Alfonso Pallavicino ne ordinò una radicale ristrutturazione, con la realizzazione della monumentale facciata. Al suo interno una grande sala è decorata con affreschi di Sebastiano Galeotti. Attualmente ospita la sede distaccata del TAR dell'Emilia-Romagna, con giurisdizione, in materia di giustizia amministrativa, sulle province di Parma, Piacenza, Reggio Emilia e Modena.

### Palazzo Boselli

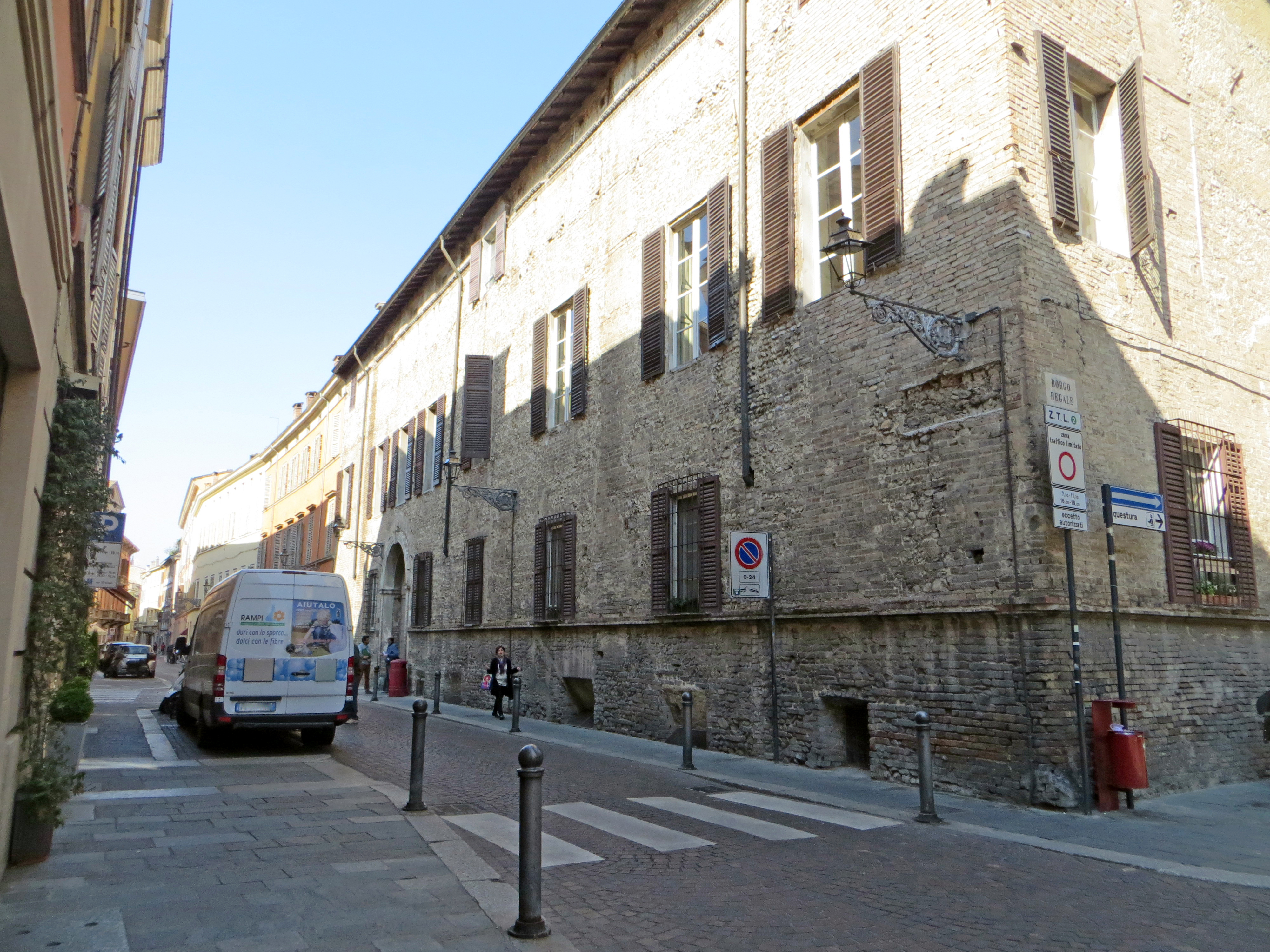
Facciata di Palazzo Boselli

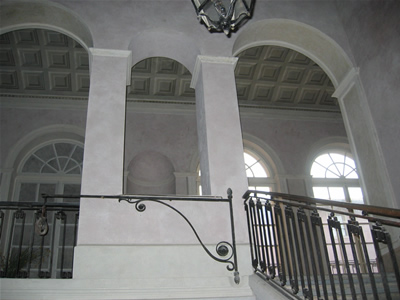
Scalone di Palazzo Boselli

Palazzo nobiliare, situato in strada XXII Luglio, rappresenta uno fra i pochi palazzi cittadini del XIV-XV secolo. Fu costruito dai marchesi Bergonzi ma passò di mano più volte nei secoli.

## Altri palazzi
- Casa Cordero già Piazza
- Casa Gotica già Dall'Asta
- Casa Varoli Piazza
- Ex Albergo della Posta
- Palazzo Bassani
- Palazzo Belloni già Giandemaria
- Palazzo Bocchi già Torelli
- Palazzo Borri
- Palazzo Bulloni-Serra

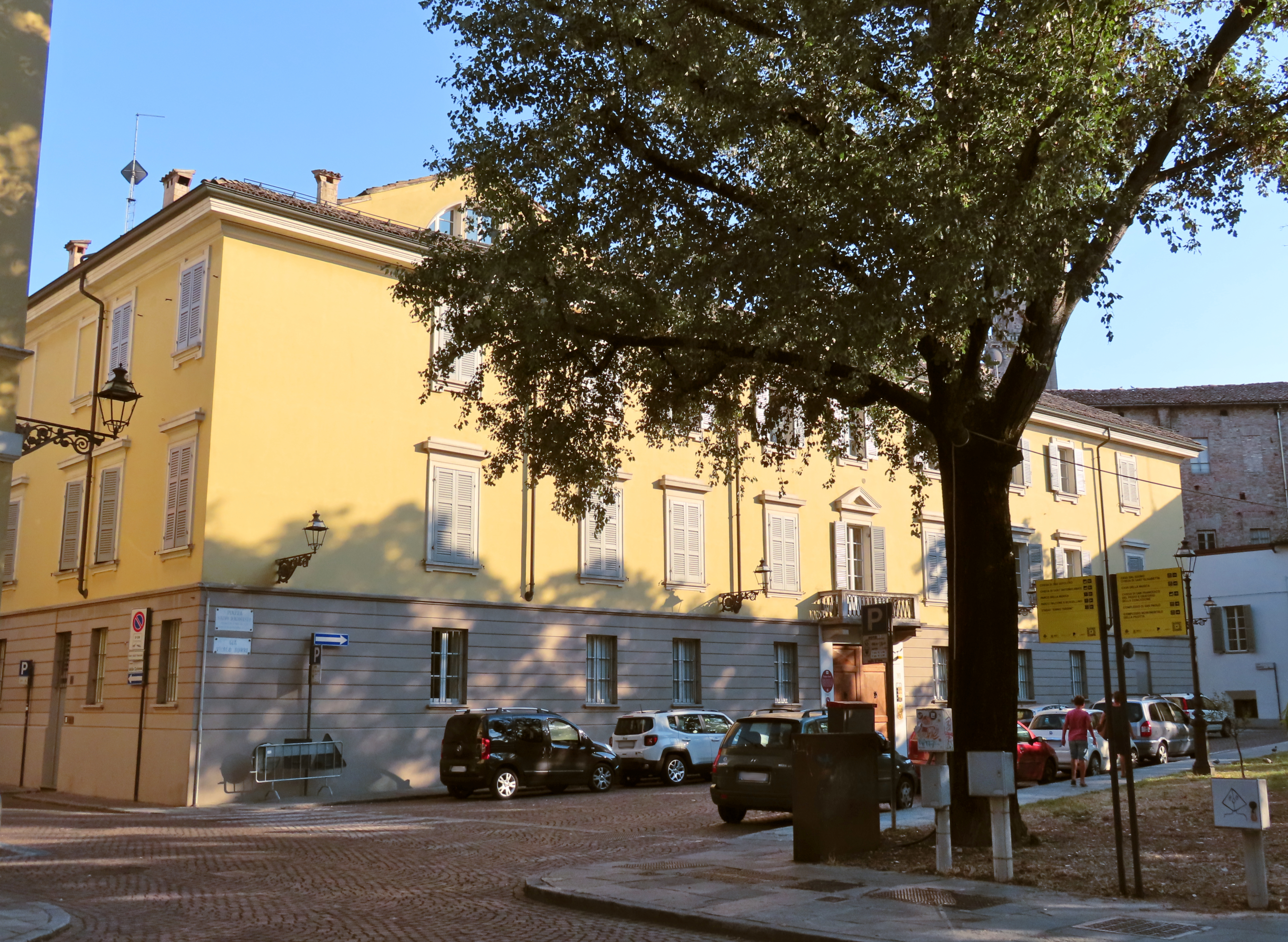
Palazzo Borri

- Palazzo Chiari già Rossi di San Secondo
- Palazzo Dalcò Guarini
- Palazzo Fainardi
- Palazzo Ferrari Pelati
- Palazzo già Leni
- Palazzo già Simonetta
- Palazzo Miari
- Palazzo Nazzani Pettorelli Lalatta
- Palazzo Pigorini
- Palazzo Rolli già Toccoli
- Palazzo Rota
- Palazzo Venturini[44]